# 佛光寺 (五台)
38°52′09″N 113°23′16″E / 38.86917°N 113.38778°E
佛光寺位于山西省忻州市五台县豆村镇佛光村，背依佛光山，正殿（东大殿）建于唐大中十一年（857年），是中国现存第三古老的木结构建筑，仅次于山西省忻州市五台县南禅寺大殿（782年）、山西省运城市芮城县广仁王庙（832年）。佛光寺大殿是中国现代最早发现的唐代木结构建筑，其内还有唐代塑像、壁画和墨书题记，集四大唐代遗物于一身，因此被建筑学家梁思成称为“中国第一国宝”。
佛光寺已列为第一批全国重点文物保护单位和《世界遗产名录》名目。

## 历史

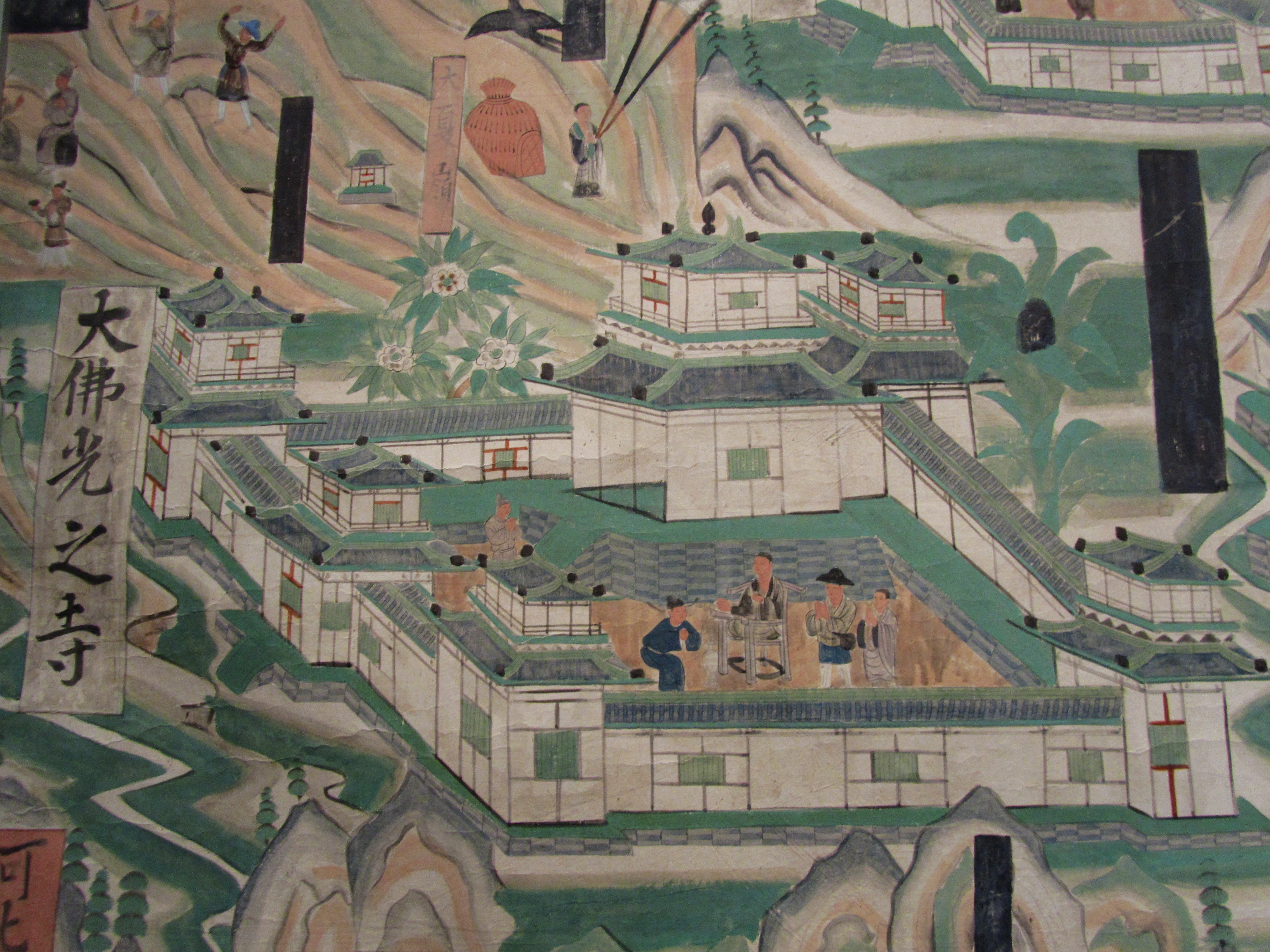
敦煌莫高窟第61窟五台山图之大佛光寺（五代時期）

佛光寺始建于北魏孝文帝时期。唐朝时期曾是五台山“十大寺”之一，法兴禅师在寺内兴建了高达三十米左右的弥勒大阁，见敦煌莫高窟第61窟（“文殊堂”）正壁上《五台山图》所描绘的“大佛光之寺”。
唐武宗会昌五年（845年），大举灭佛，佛光寺因此被毁，仅一座祖师塔幸存。
847年，唐宣宗李忱继位，佛教再兴，佛光寺得以重建，正殿（东大殿）即此时在原弥勒大阁遗址上重建（此内容存疑，参考弥勒大阁位置内容），由来自长安的佛教女弟子宁公遇捐资修建，建于大中十一年（857年）。之后，宋、金、明、清，均对佛光寺进行了修葺。
1937年6月，建筑学家梁思成、刘敦桢、林徽因、莫宗江发现了隐藏于五台山南麓、不为外人所知的佛光寺，对其进行了考察、测绘。根据东大殿梁上的宁公遇题记，与殿前的石经幢字样相印证，确定东大殿建于唐大中十一年（857年）。梁思成在《记五台山佛光寺建筑》中对佛光寺东大殿（正殿）评价为“此不但为本社多年来实地踏查所得之唯一唐代木构殿宇，实亦国内古建筑之第一瑰宝。”

## 建筑

### 布局
佛光寺位置在一个向西的山坡上，轴线采取东西向，坐东朝西，寺院由西向东，适应着地形处理成三个平台，第一层平台较宽阔，北部有金天会十五年（1137年）建造的文殊殿，南侧为明代重建的伽蓝殿，中间有唐乾符四年（877年）建造的石经幢；第二层台地院落上建有南北两个跨院；第三层平台利用山势，以高峻的挡土墙，砌成高差达13米的高台，中间设有陡峭的踏步台阶，高台上建有著名的唐代正殿（东大殿）。

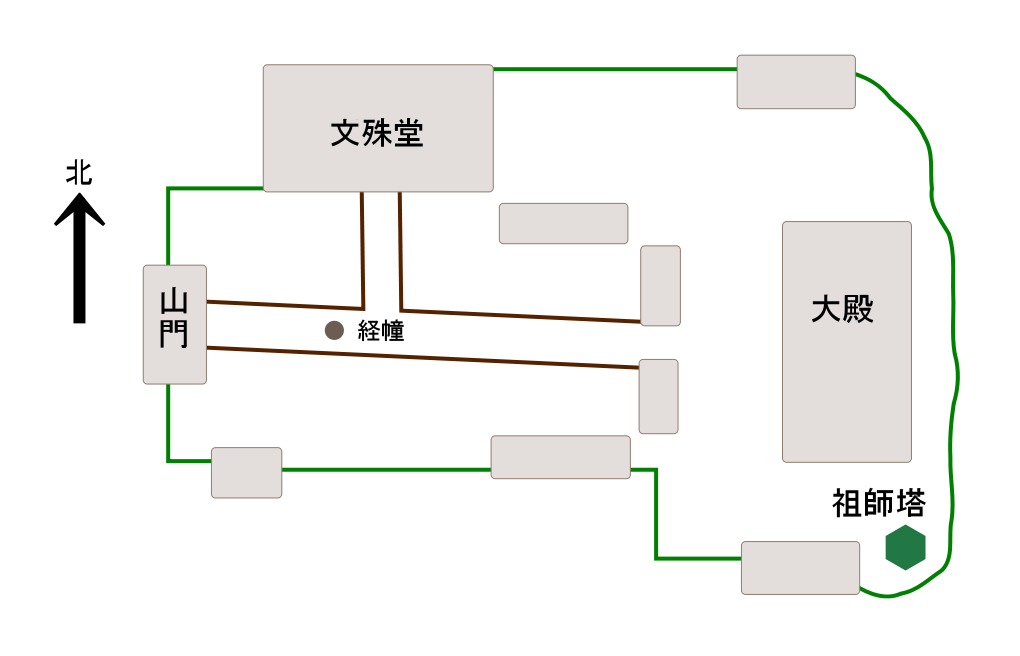
佛光寺平面布局
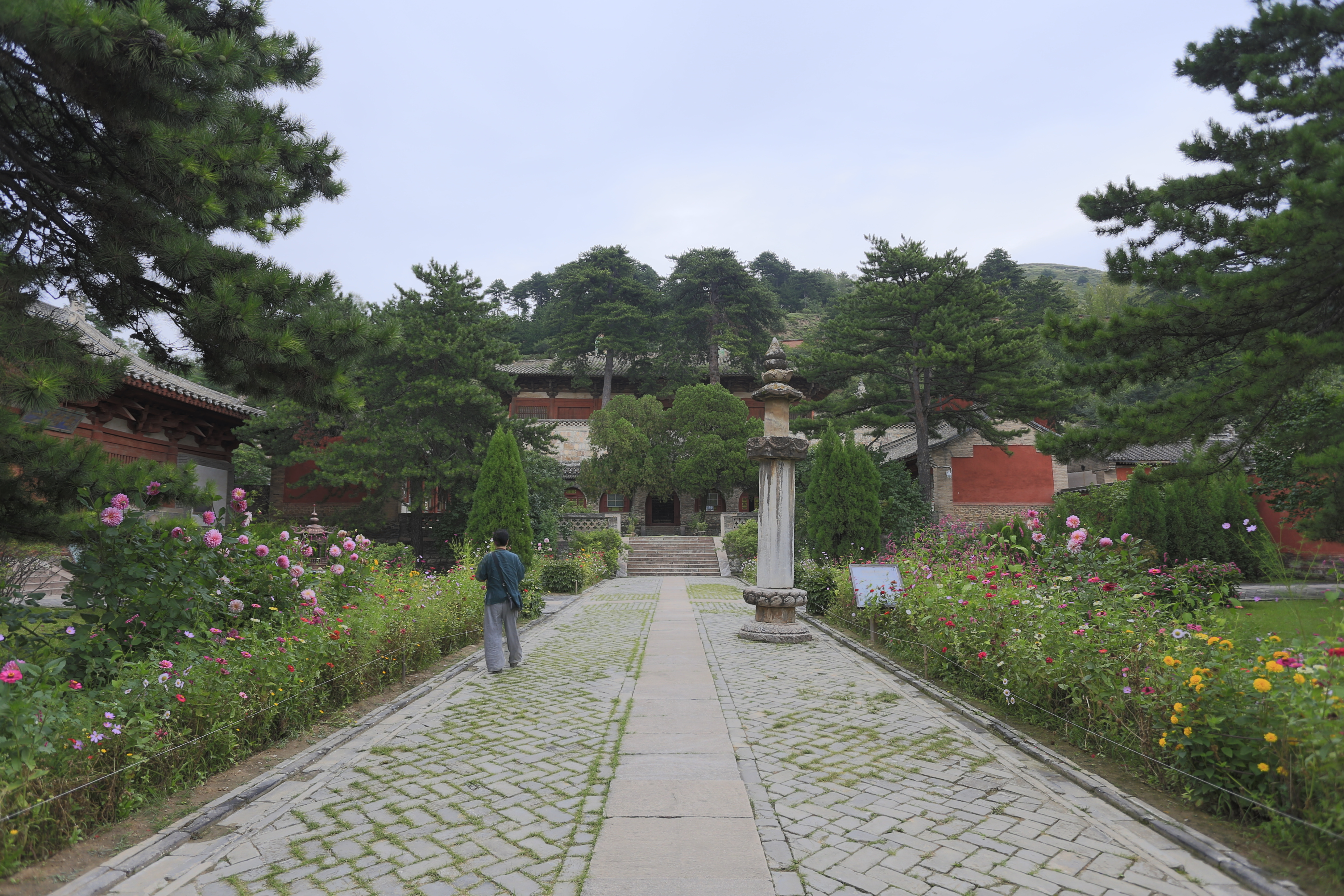
穿过山门后的庭院
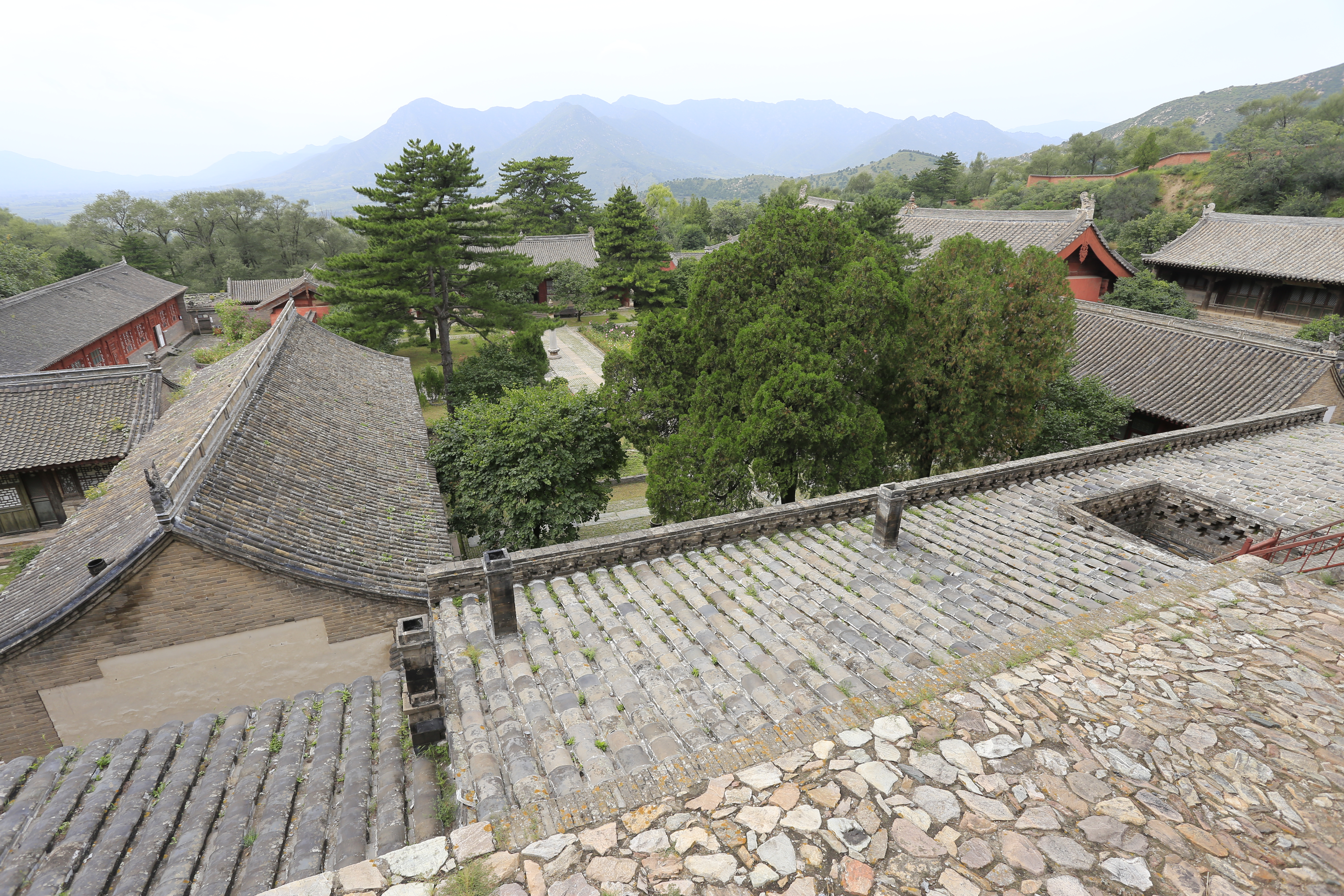
东大殿高台上俯视下方的庭院
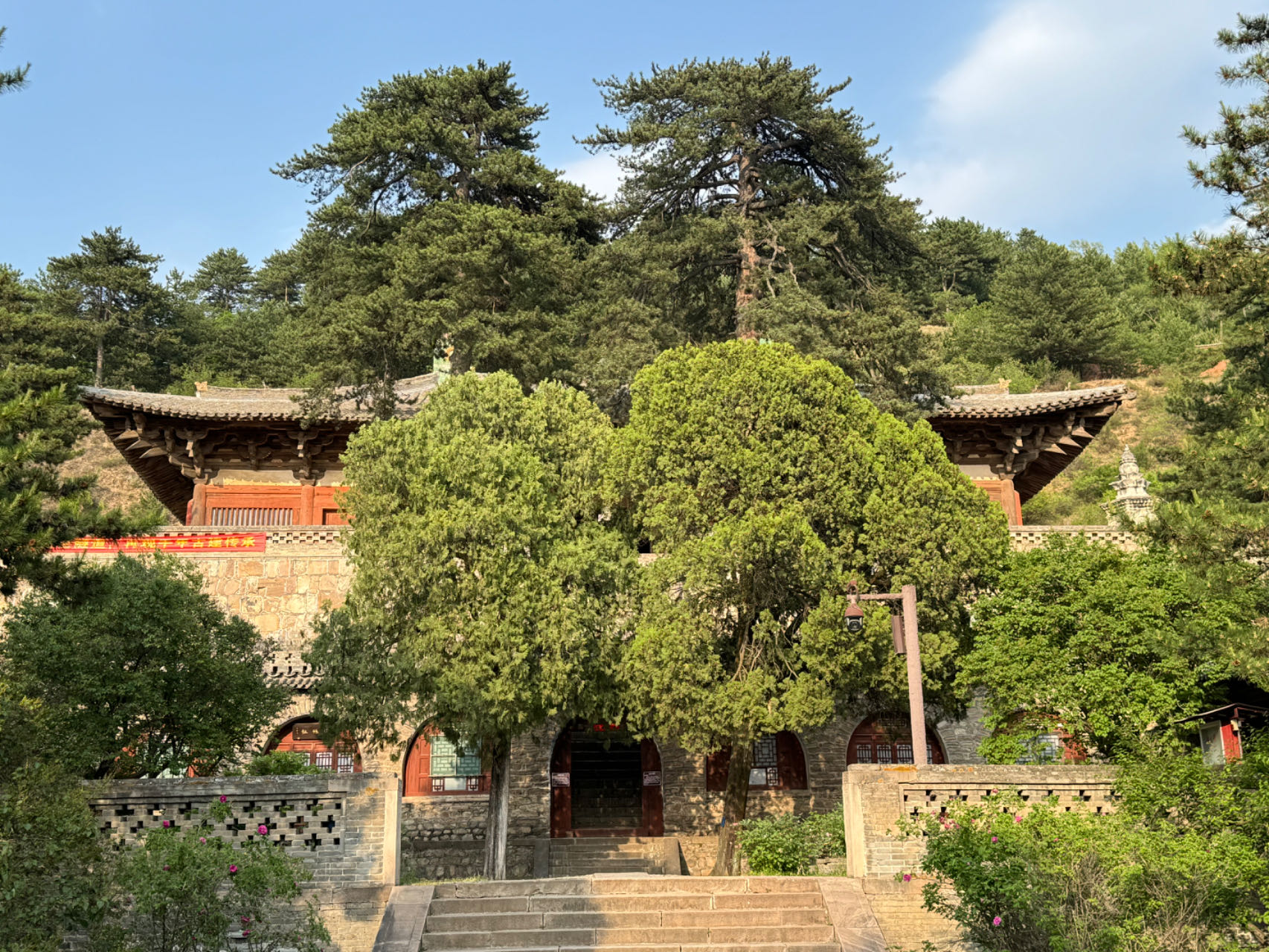
位于高台上的唐代东大殿

### 天王殿（山门）和影壁
天王殿为清代建筑，后改成山门。根据梁思成《记五台山佛光寺的建筑》中的“山西五台山佛光寺平面略局”一图，佛光寺原有山门毁于光绪年间。如今天王殿内已无塑像，已经被改成寺的检票口。文殊殿佛坛背面的弥勒造像可能是原天王殿塑像之一。

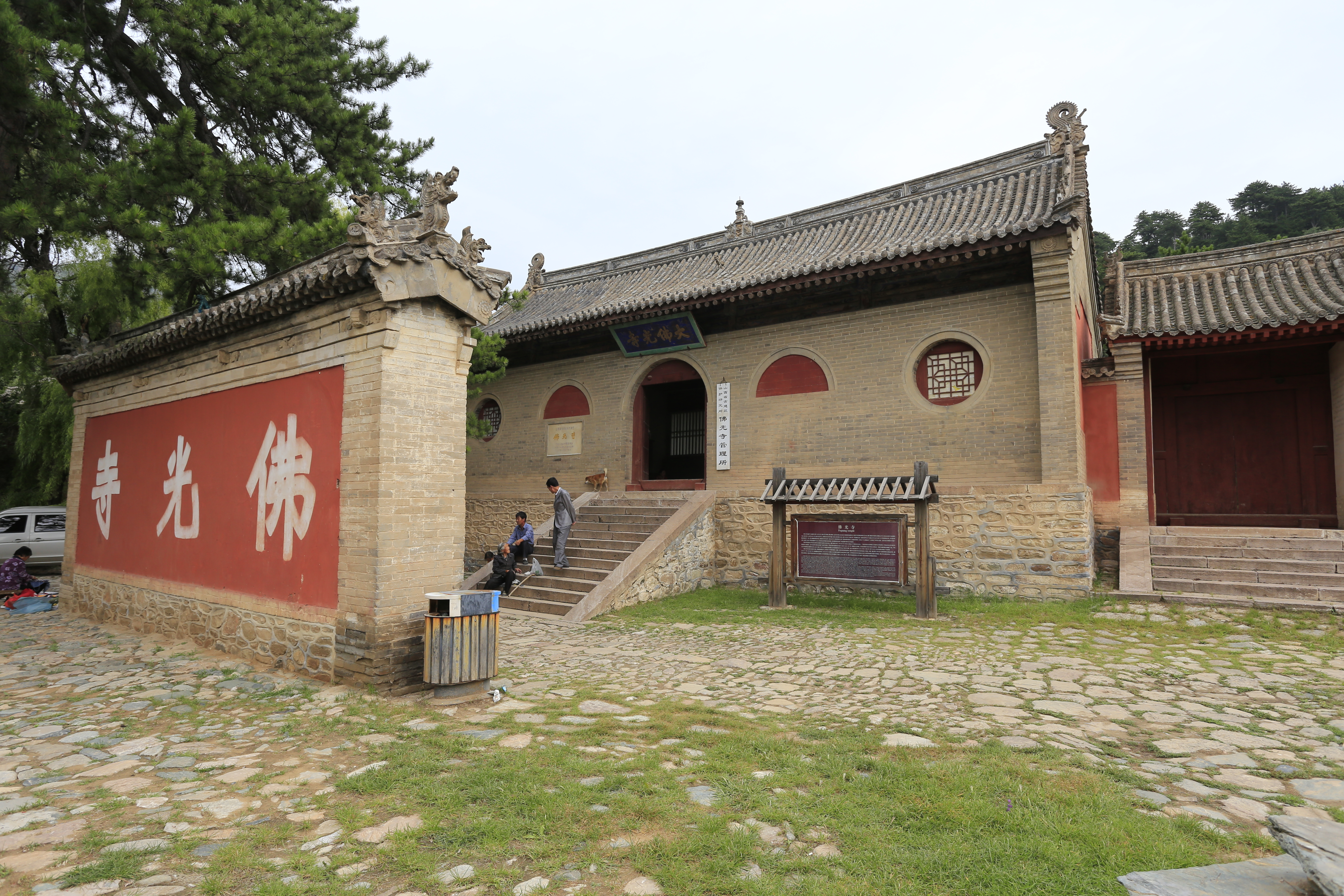
影壁和山门
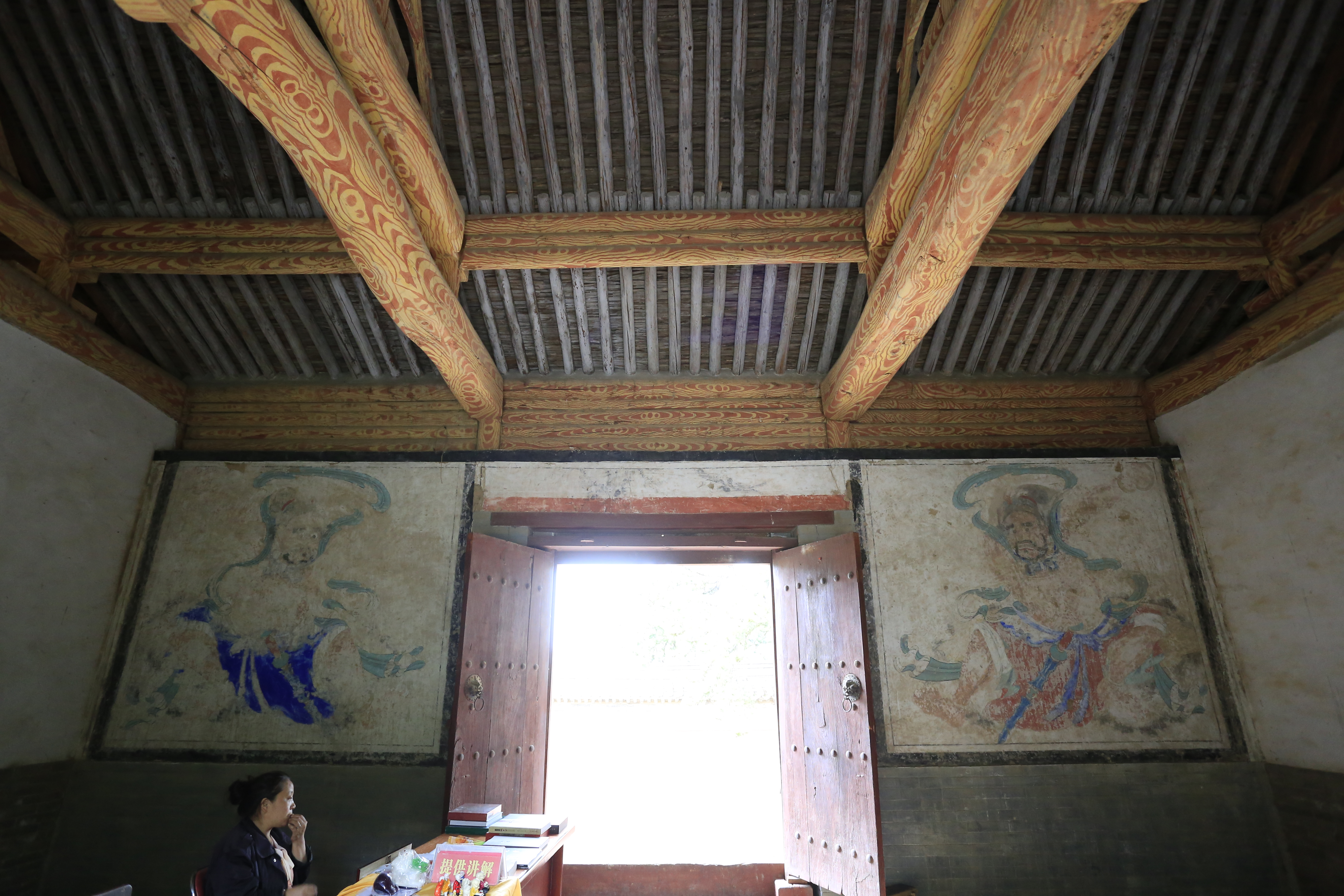
殿内壁画

### 文殊殿

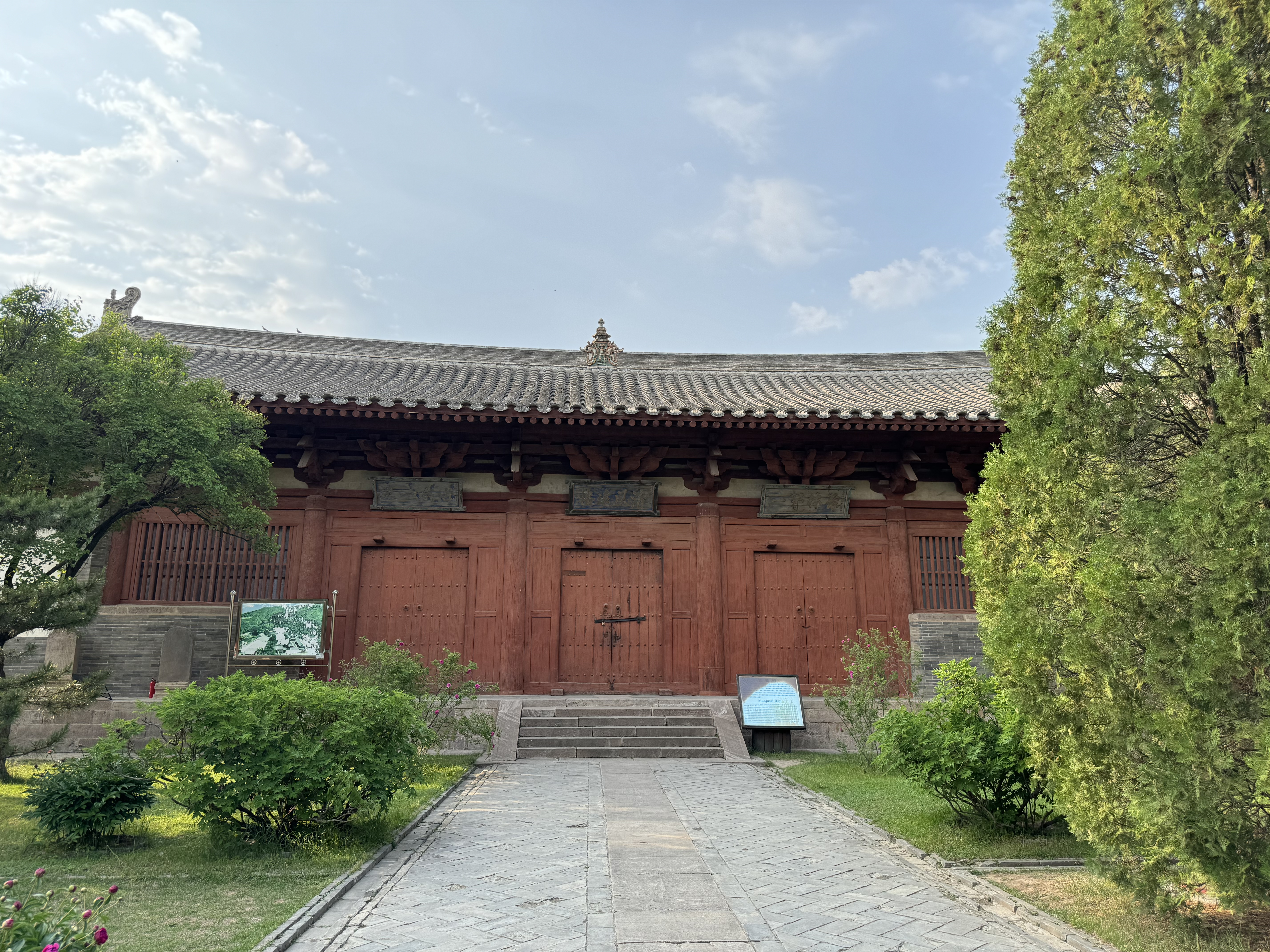
金代所建的文殊殿

文殊殿位于北侧，坐北朝南，建于金天会十五年（1137年），元至正十一年（1351年）重修，不仅是罕见的宋金时期大开间的悬山顶建筑而且是全国现存最大的配殿。
文殊殿面阔七间，达33米。殿进深六椽，单檐悬山顶。殿柱头铺作为五铺作单杪单下昂，补间为五铺作双杪。殿当中三间开板门，两稍间为直棂窗。殿内使用了减柱造，原本18根金柱实际只用了4根（减掉了14根）。殿内中心供奉金代文殊菩萨造像群。
文殊殿的梁架采用大跨度的八字柁架，是中国古建筑中最早的实例，将主额上的重力传递到副额的两端，再传递到内柱和山墙柱上。

文殊殿的东、西、北三面山墙上，有明代宣德年间绘制的壁画，描绘了259尊罗汉，姿态各异，表情丰富，其中包括罕见的罗汉吹奏乐器的场景。文殊殿殿中心砌佛坛，长5米，宽4米，高近1米，两侧嵌砖雕花卉10幅。佛坛上塑金代文殊菩萨骑狮像及胁侍共7尊。

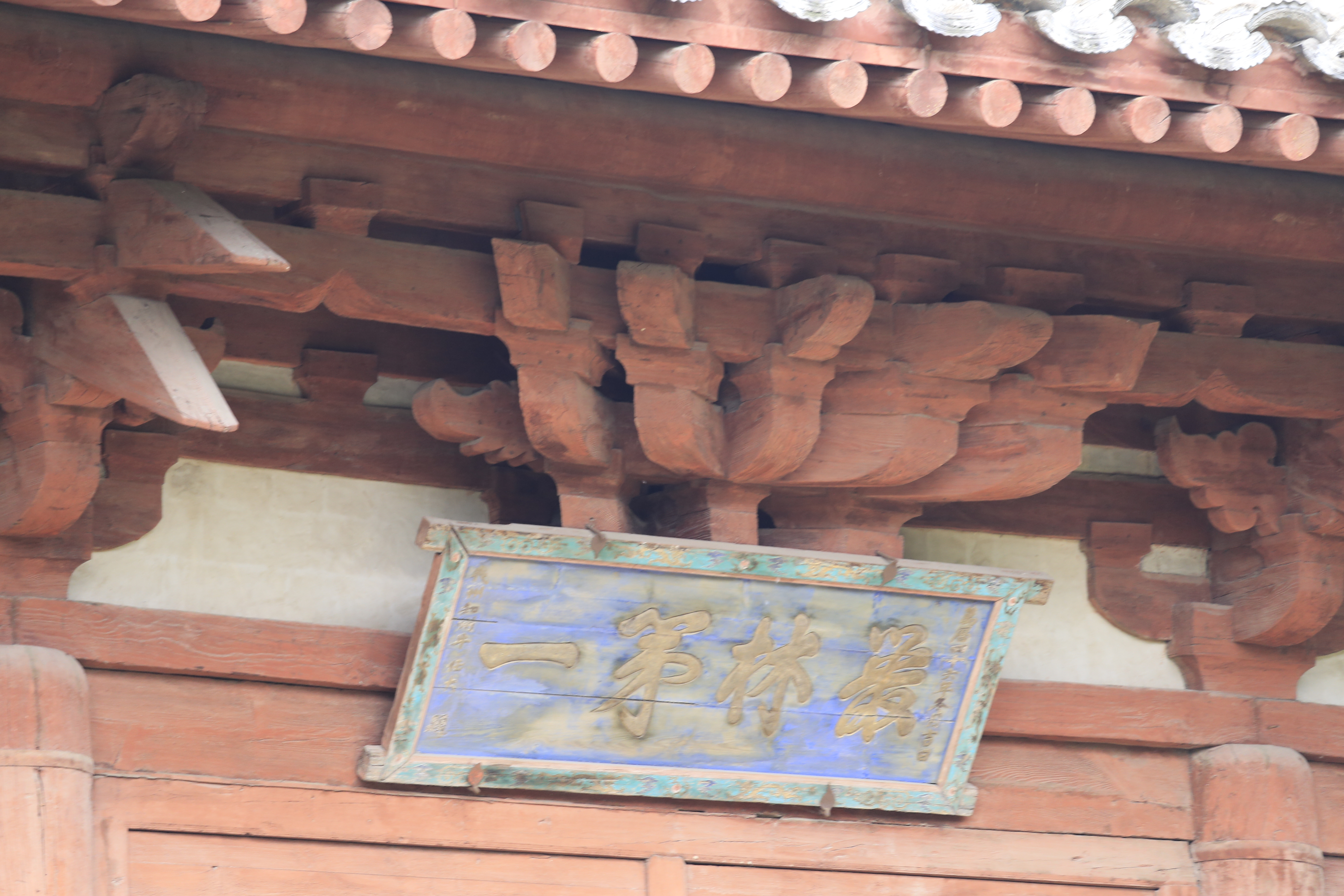
文殊殿明间补间铺作
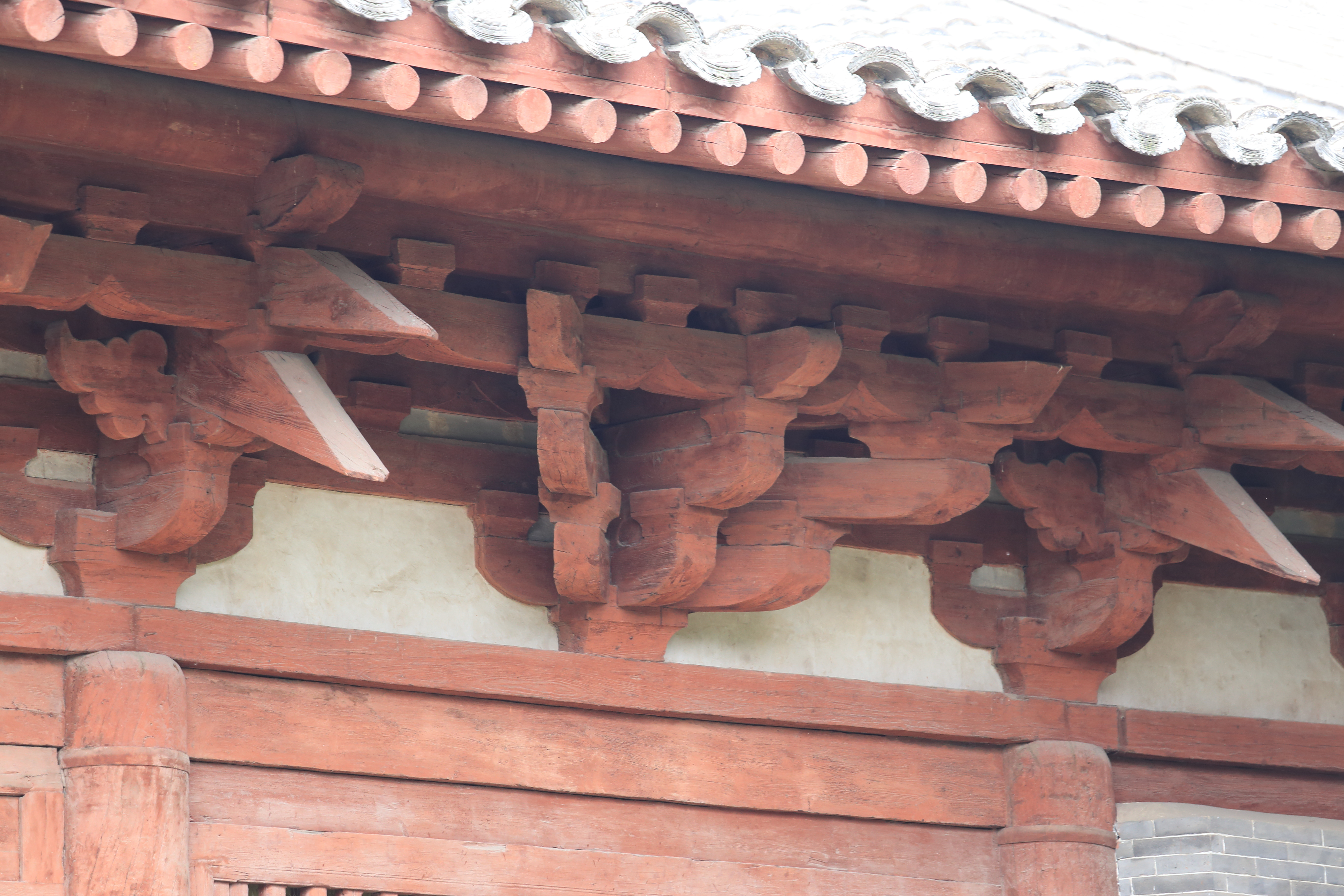
文殊殿补间铺作和柱头铺作
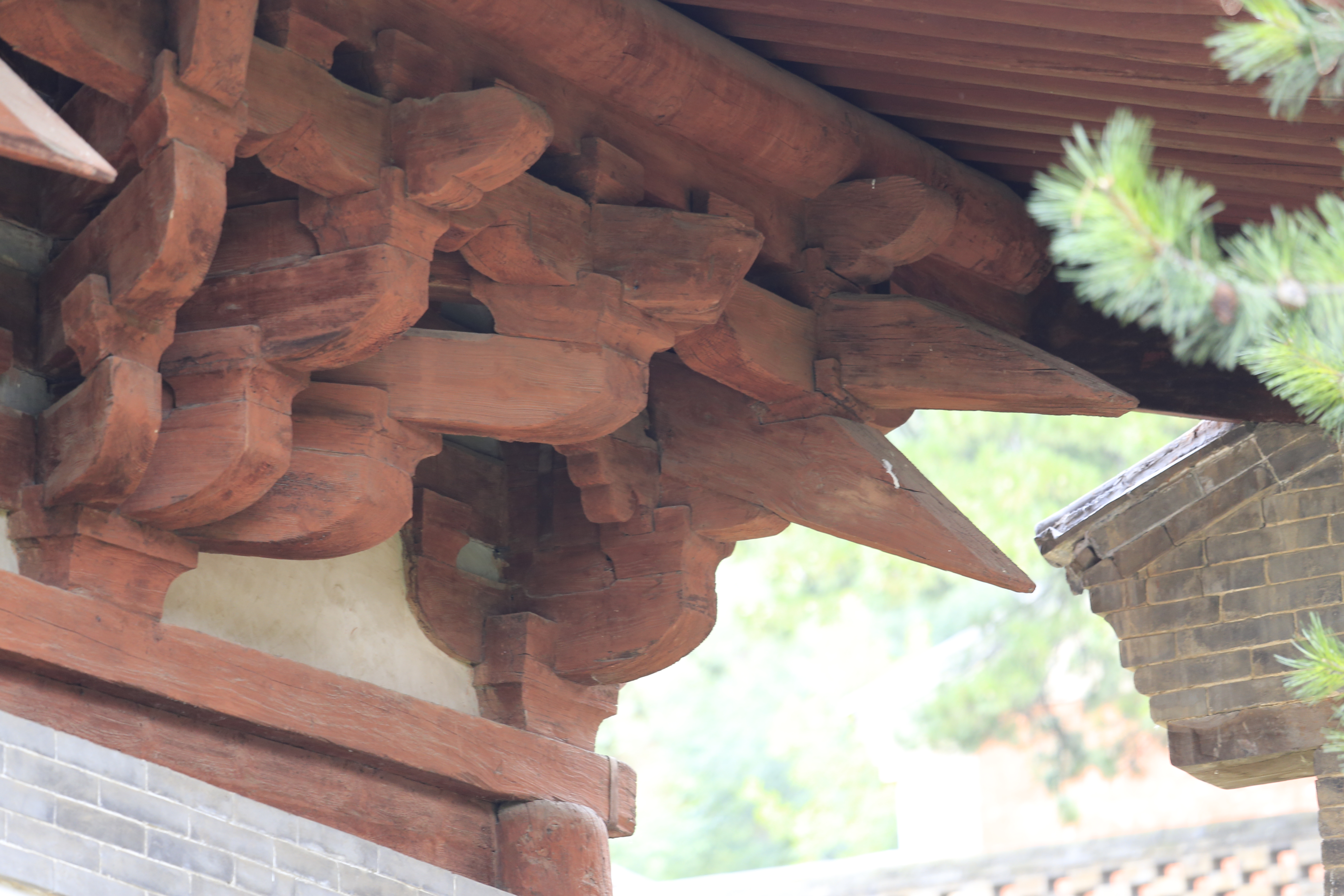
文殊殿转角铺作
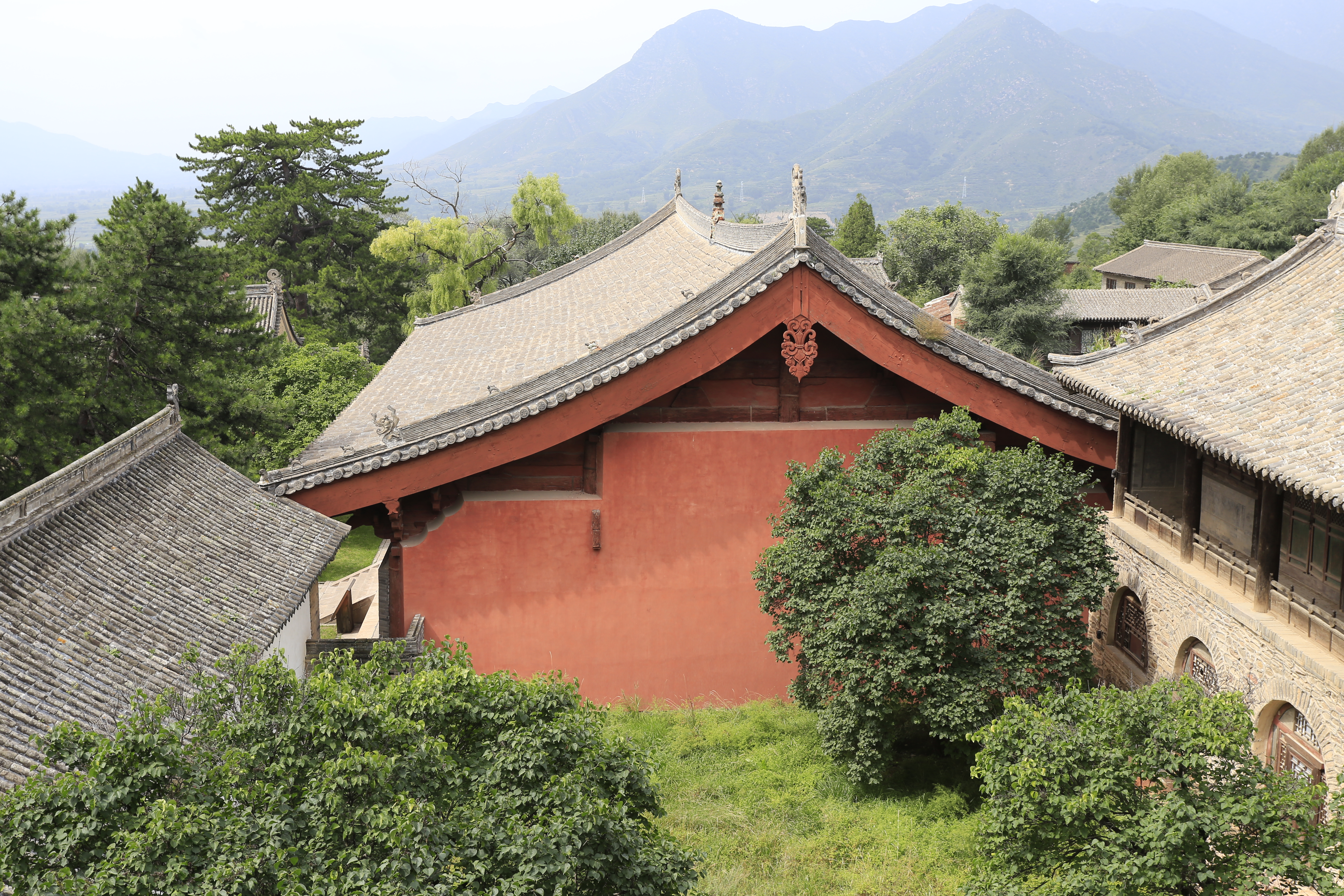
文殊殿东侧山面
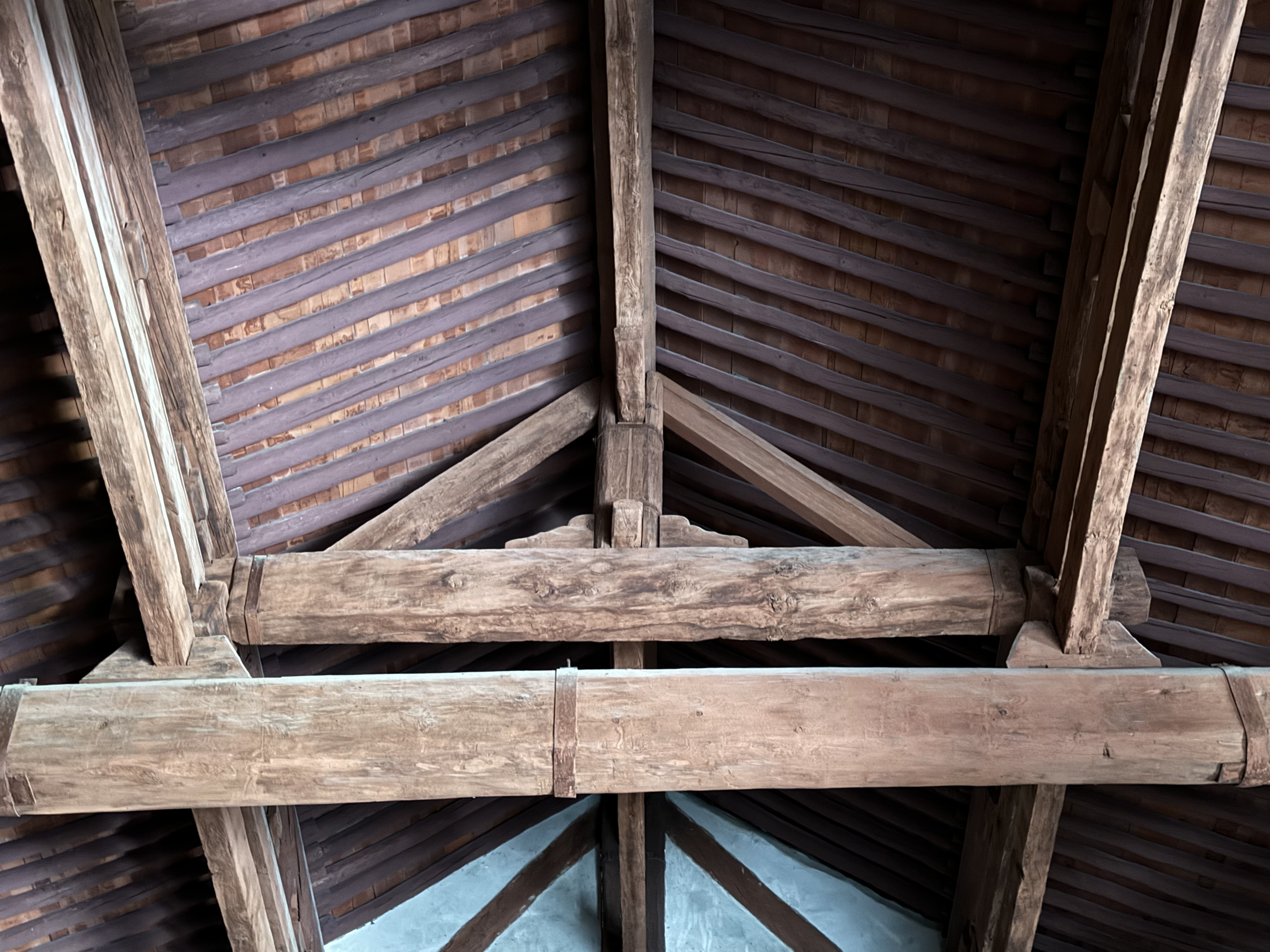
文殊殿叉手
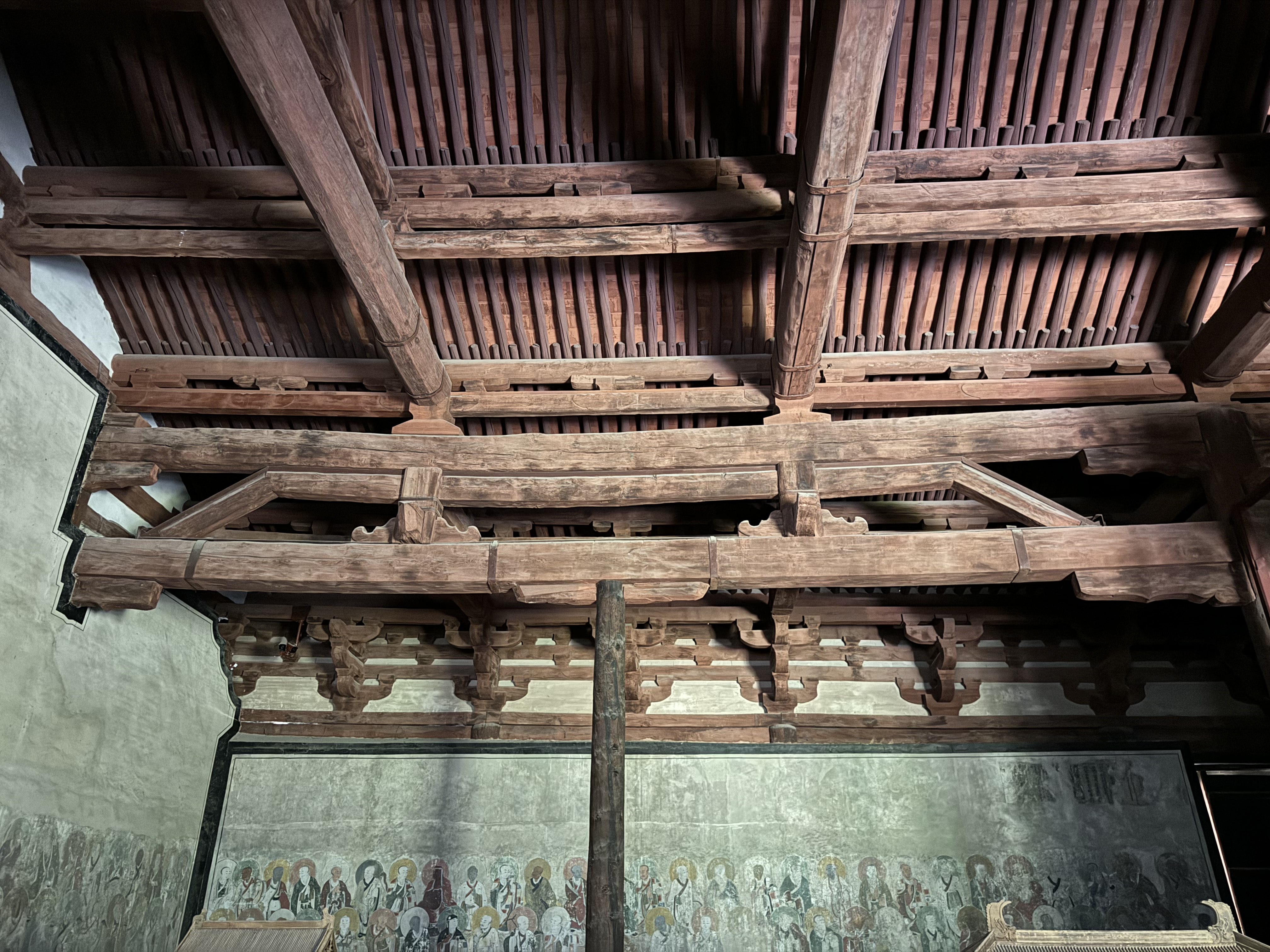
文殊殿八字柁架
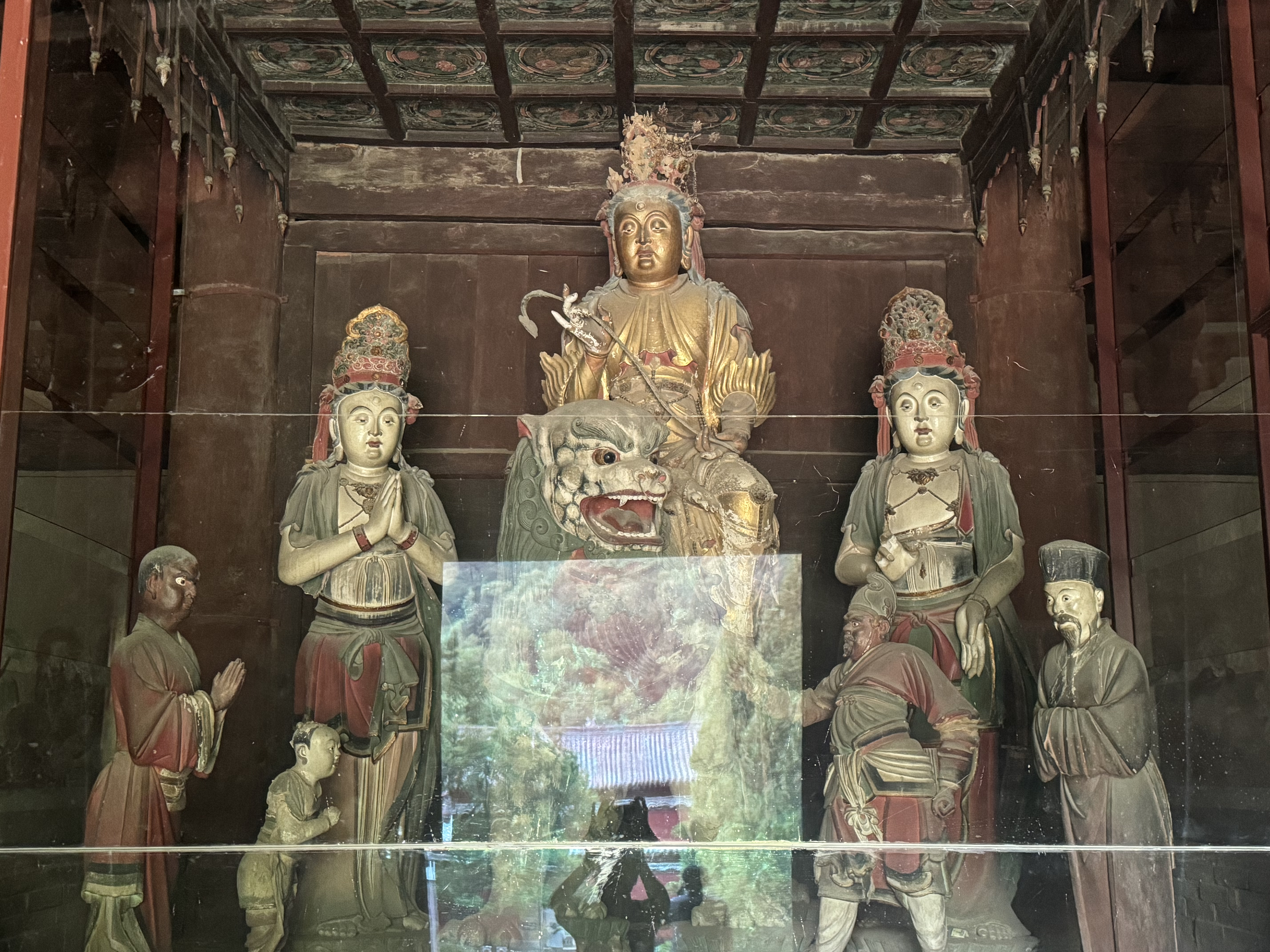
文殊殿金代文殊造像群

### 东大殿

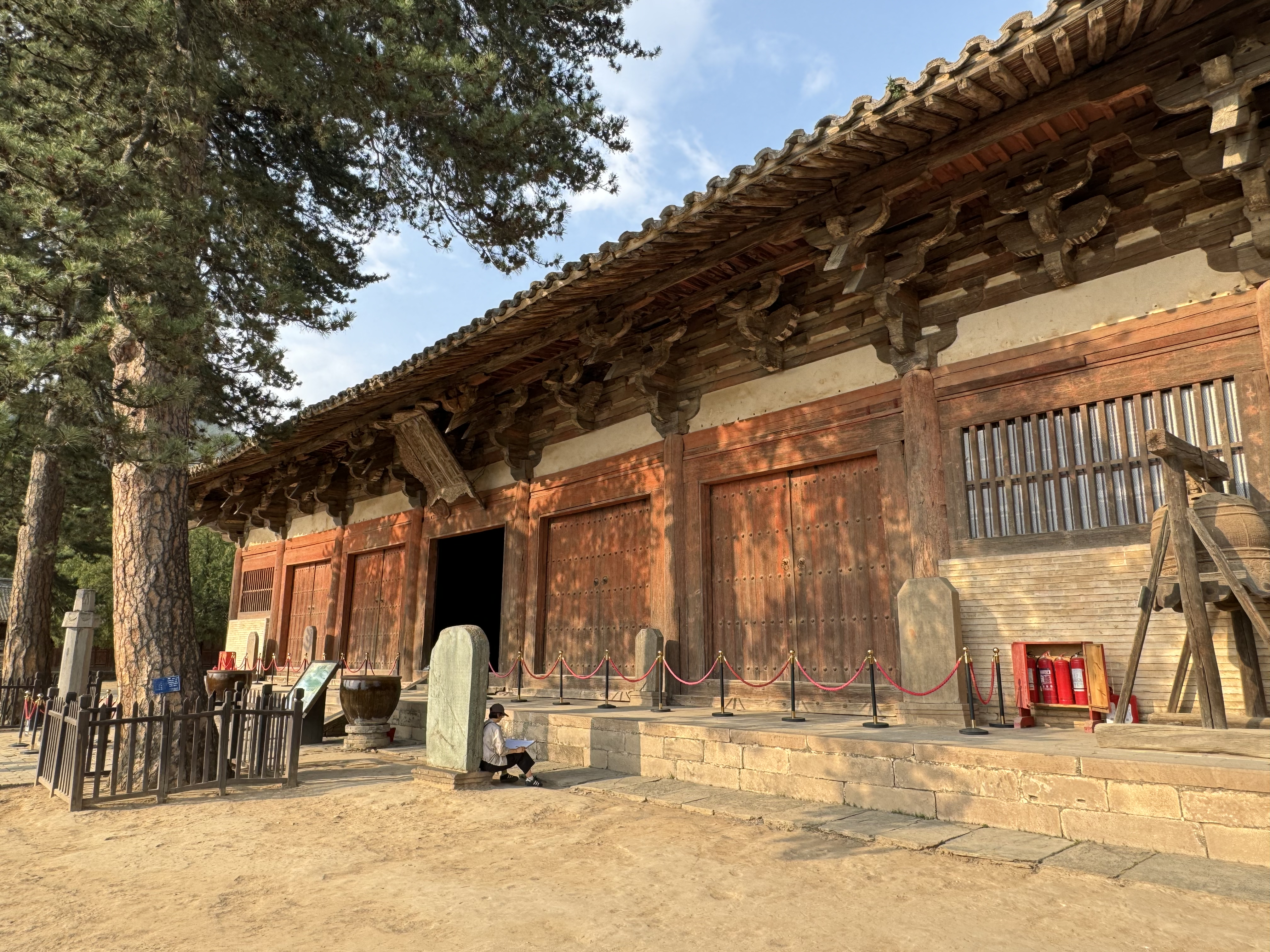
唐代所建的东大殿

佛光寺正殿（东大殿）為中国现存规模最大的唐代木构建筑，也是中国现存最早的庑殿顶建筑，和现存唐宋古建筑中，斗拱挑出距离最远的大殿。它建于唐大中十一年（857年），系来自长安的佛教女弟子宁公遇捐资修建。北侧明栿下留下了墨书题记“功德主故右军中尉王、佛殿主上都送供女弟子宁公遇”，与大殿前石经幢可相印证，为确定东大殿建造年代为唐代的依据。
寺庙东端依地势筑有十余米高的平台，台下建有一排窑洞。中设陡峭的台阶，通往建于条石台基上的东大殿。大殿匾额“佛光真容禅寺”为明代万历年间遗物。
东大殿为单檐庑殿顶，坐东朝西。大殿面阔为七间，长为34米；进深为四间或八架椽，长为17.66米。殿内设有一圈内柱，后部设有“扇面墙”。
大殿檐柱柱头铺作为七铺作双杪双下昂，补间为五铺作双杪。檐柱侧角和生起明显，柱头卷杀。斗拱尺度雄大，达到檐柱高度的一半，形式古朴。外檐柱头铺作出挑达到3.69米（中国现存古建筑中出挑最远的大殿），显现出斗拱支撑挑檐的作用。脊槫下不施侏儒柱，仅用叉手，是现存已发现古代木建筑中的构造孤例。
大殿由内外两圈柱组成平面柱网，这在宋《营造法式》中称为“金厢斗底槽”。内外柱等高，檐柱有侧脚及升起。檐口曲线平缓，出檐深远。中部五间开木板门，两尽间和山面后间设直棂窗。大殿为殿堂型构架，是现存唐宋殿堂型构架建筑中时间最早、尺度最大、形制最典型的一座，由下层柱网层、中层铺作层和上层屋架层水平层叠而成。古建筑中的内外柱是否同等高度，是区分殿堂和厅堂构架的一个标准。在中国现存的唐至宋金时期的木构里，只有佛光寺东大殿和华严寺薄伽教藏殿两例是内外柱等高的殿堂型构架。
目前的东大殿空间是经过了历朝的改动。在唐大中年间营造殿时主要是为了右绕礼拜方式（右绕礼拜为僧人和信徒手持佛教信物，沿顺时针方向步行绕佛塔或佛像的仪式）。此时东大殿有前廊(现殿内铁栅栏和殿门之间的空间)，殿内空间局促，佛坛占据了内槽的2/3的空间。宋金时期在主佛坛两侧和后侧增设了扇面墙（塑像背后和侧面的墙壁）。元朝至正时期流行叩拜礼拜，其代替了原先的右绕礼拜。相对性其对东大殿原本局促的殿内空间拓宽调整，把原本殿前的唐代门板位置从前内柱移至前檐柱（将唐代初建时的前廊并入殿内空间），把殿改造成一个叩拜礼拜的空间。明朝宣德时期，佛教右绕礼拜再次兴盛，于是便在殿内左，右，后墙内塑五百罗汉造像。现如今东大殿内部空间便是右绕礼拜和叩拜礼拜的结合体。
大殿内佛坛上供奉33尊精美的唐代塑像，核心为阿弥陀佛、释迦、弥勒三尊，左侧为普贤菩萨，右侧为文殊菩萨，东西两侧回廊还有296尊明代所塑的罗汉像。殿内还残存有唐、宋壁画，以及题记，殿门内留有唐代人游览的墨迹。大殿共保存有8处梁架题记，最重要的是内槽四椽明栿上的唐人墨书题记。最左边为最重要功德主，依次往右重要性递减。
| 面对佛坛从左往右 | 题记 | 介绍 | 图片 |
| ---------------- | --- | --- | ---- |
| 1.               | "功德主故右军中尉王 佛殿主上都送供女弟子宁公遇" | 梁思成认为此处右军中尉王是王守澄（8世纪—835年）。《五台山寺院造像稽考》一书和"Foguangsi on Mount Wutai: Architecture of Politics and Religion"一文都认为此人应是王元宥（死于855-856年）。 《五台山寺院造像稽考》认为女弟子宁公遇是王元宥未亡人，其可能将故去不久的王元宥的大量资产作为东大殿重建的资金。"Foguangsi on Mount Wutai: Architecture of Politics and Religion"一文则认为女弟子宁公遇应和题记里其他人无关系。“送供”应指来自长安的“送供使”，是被指定代表朝廷或皇族前往佛教圣地参拜、供养的。 |      |
| 2.               | "敕河东节度观察处置等使 检校部工尚书 兼御史大夫 郑 功德主 敕河东监军使 元" | 郑应是郑涓，其职位至大中十一年（857年）十二月始为毕诚所代。 功德主 敕河东监军使 元，身份尚待考。 |      |
| 3.               | "奉为国敬造佛殿柒间伏愿龙天欢喜岁稔时康雨顺风调干戈休息十方施主愿转法轮界有情悉愿成佛" | 奉为国敬造佛殿说明此殿是根据皇室的指示为其而造，祈求“干戈休息”应是和当时常年战乱有关。 |      |
| 4.               | "代州都督 供军使 兼御史中丞赐紫金鱼袋 卢 摄录事参军侯莫陈谱 摄功曹参军 程列 助造佛殿前泽州功曹参军 张公长 大堡冶官衙前兵马使 武君良 宣德郎 前守雁门县令 李行儒 书 前度支监州院巡覆官 邵卓" | 代州都督 供军使 兼御史中丞赐紫金鱼袋 卢，身份尚待考。 |      |

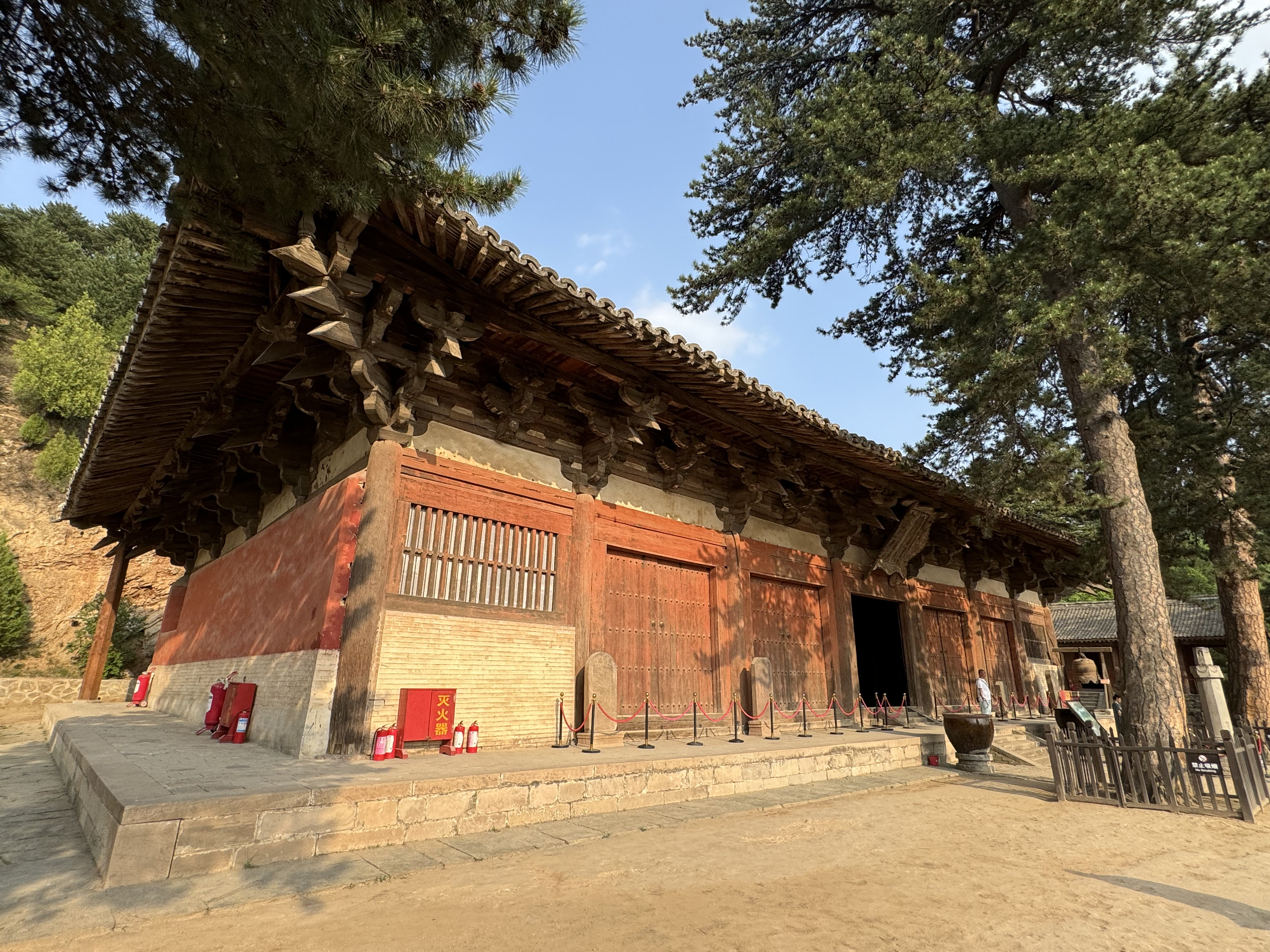
东大殿正面，面阔七间
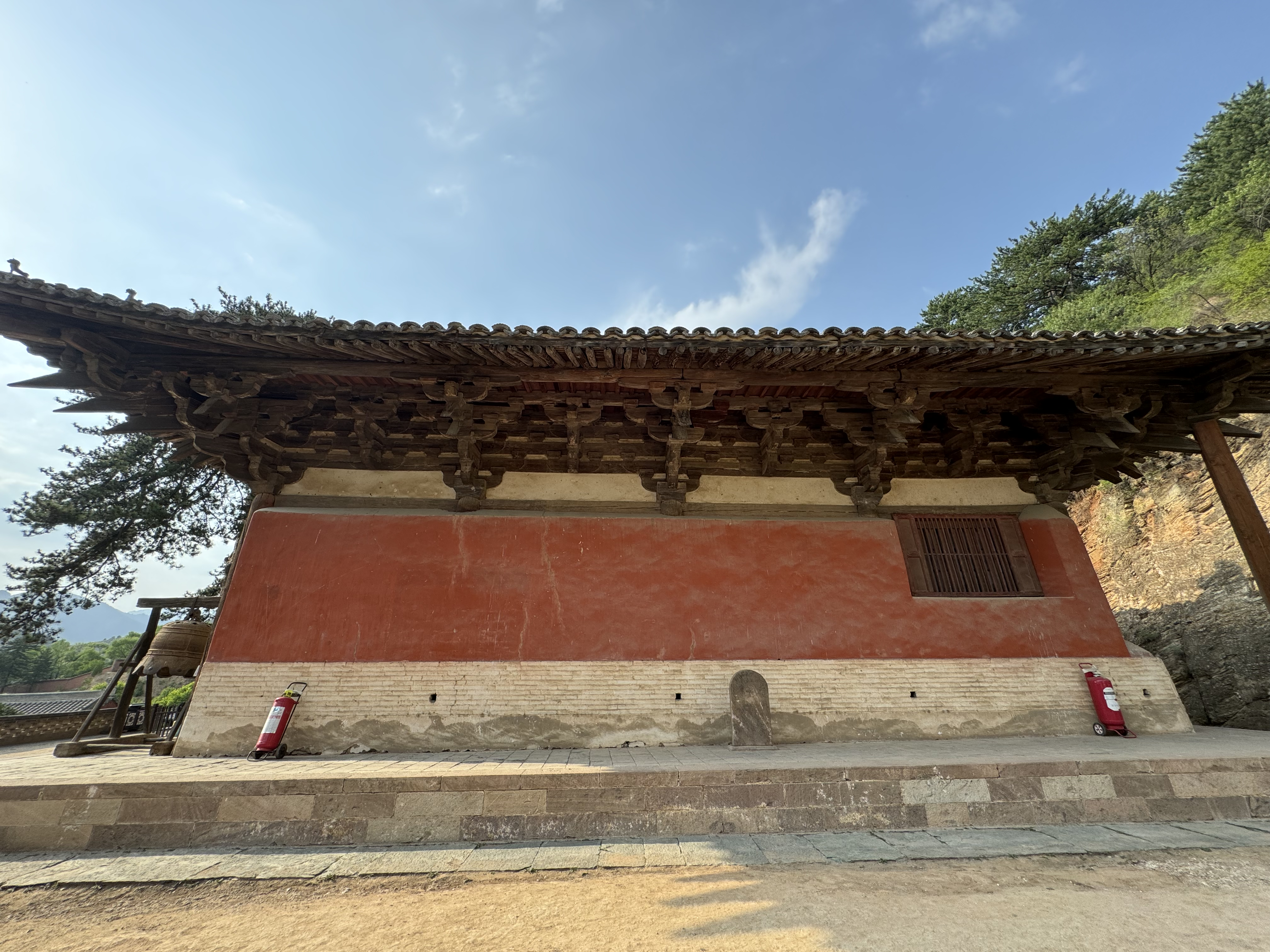
南侧山面，进深四间
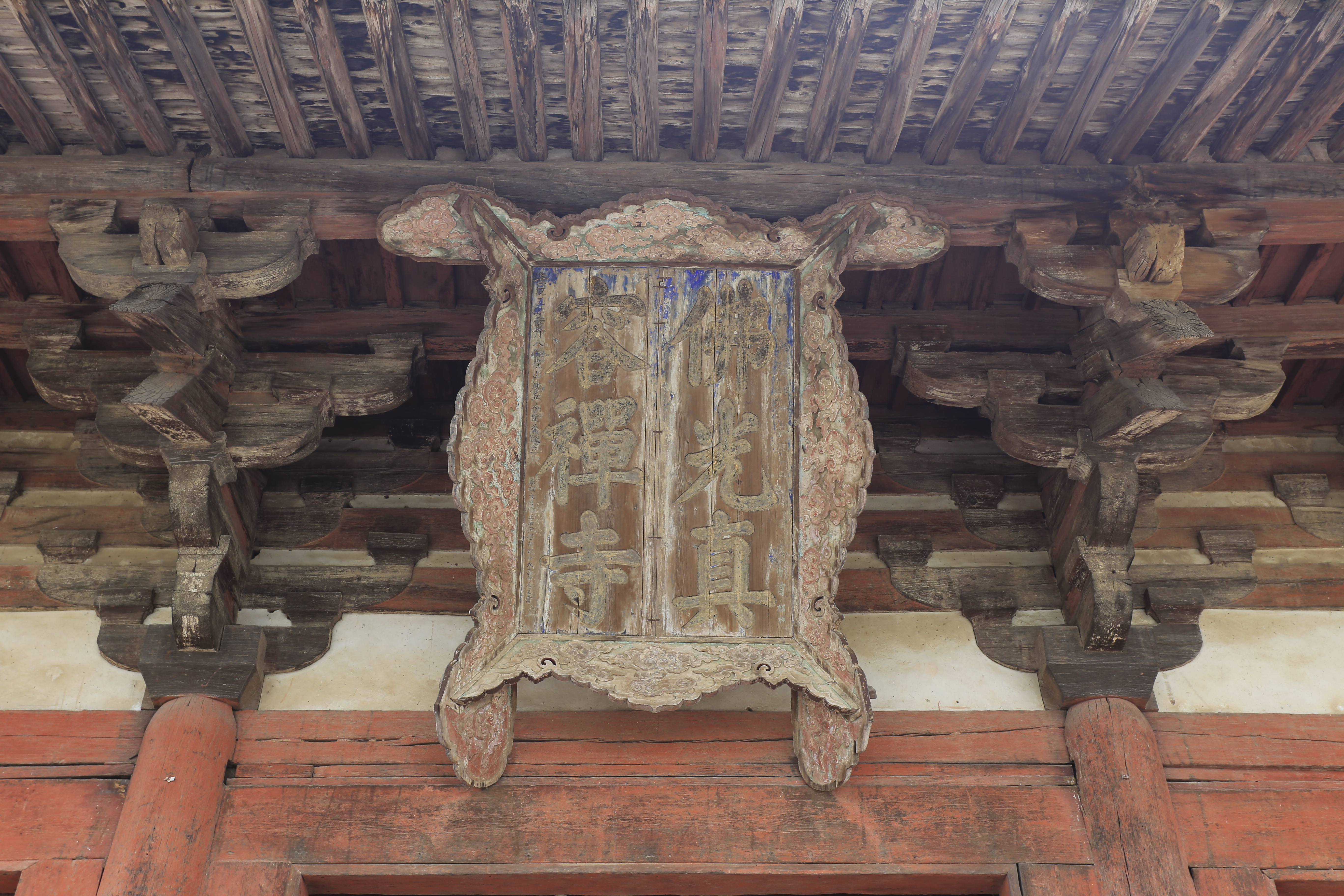
东大殿匾额“佛光真容禅寺”
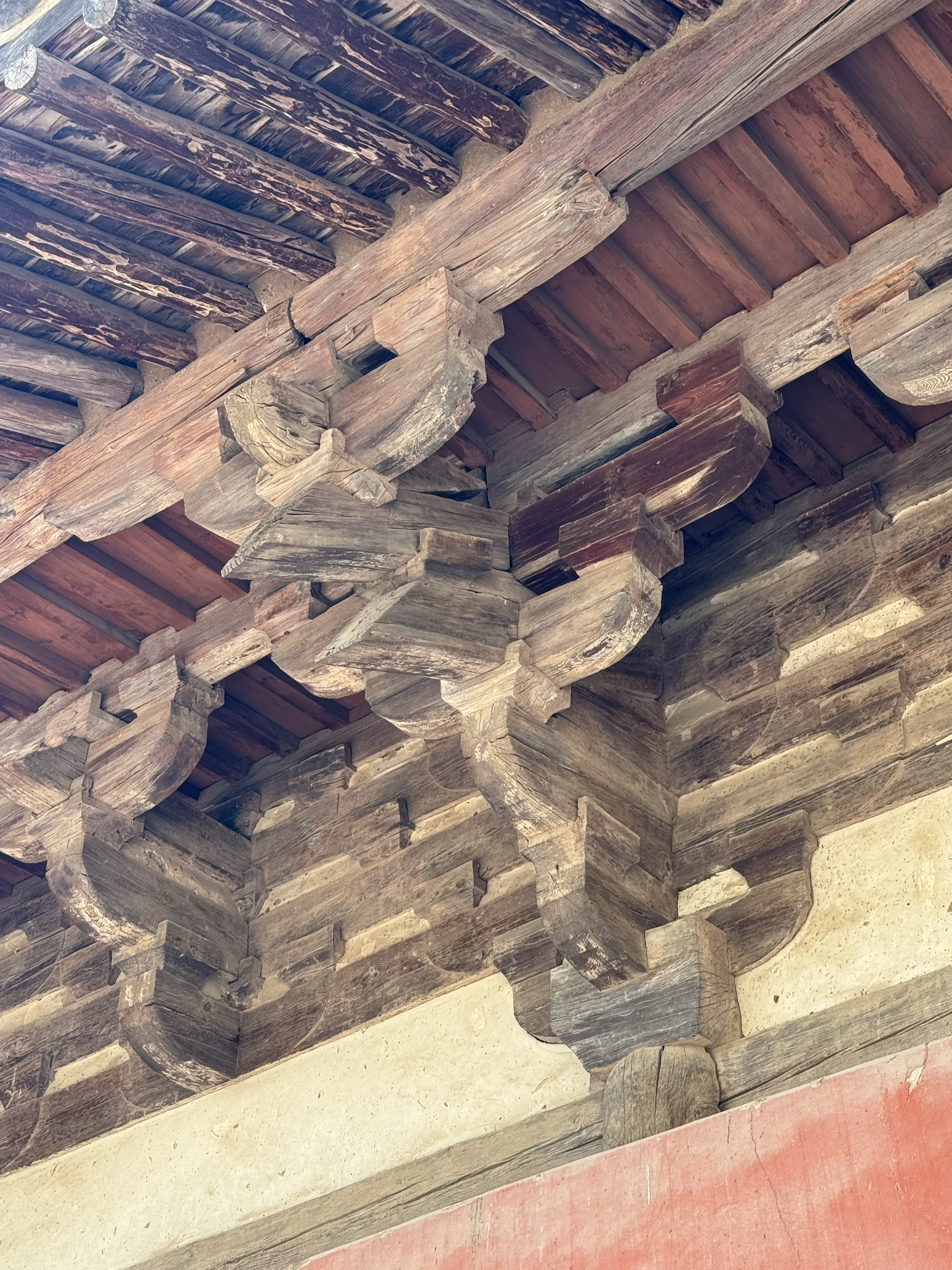
柱头铺作-七铺作双杪双下昂
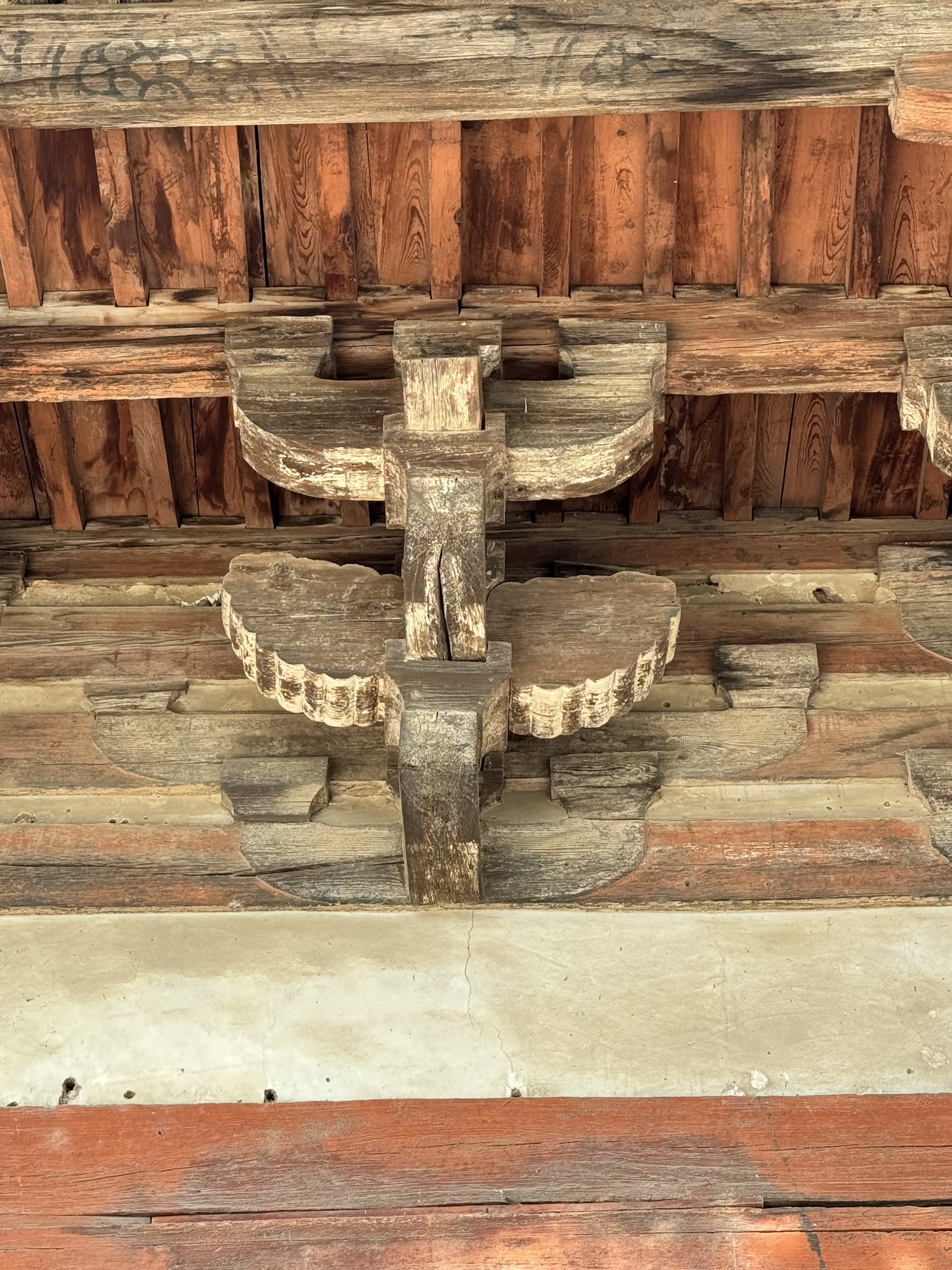
补间铺作-五铺作双杪
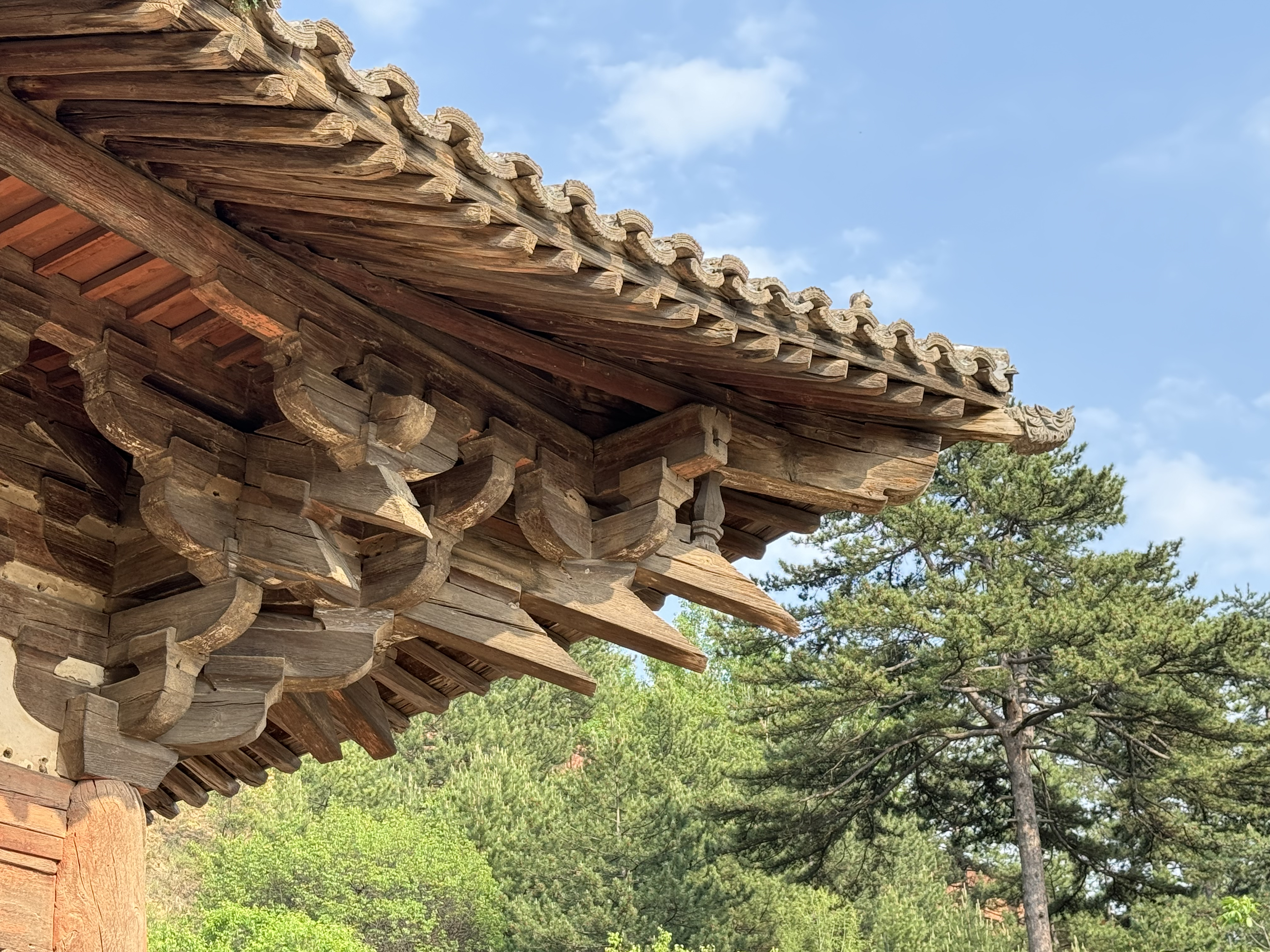
转角铺作
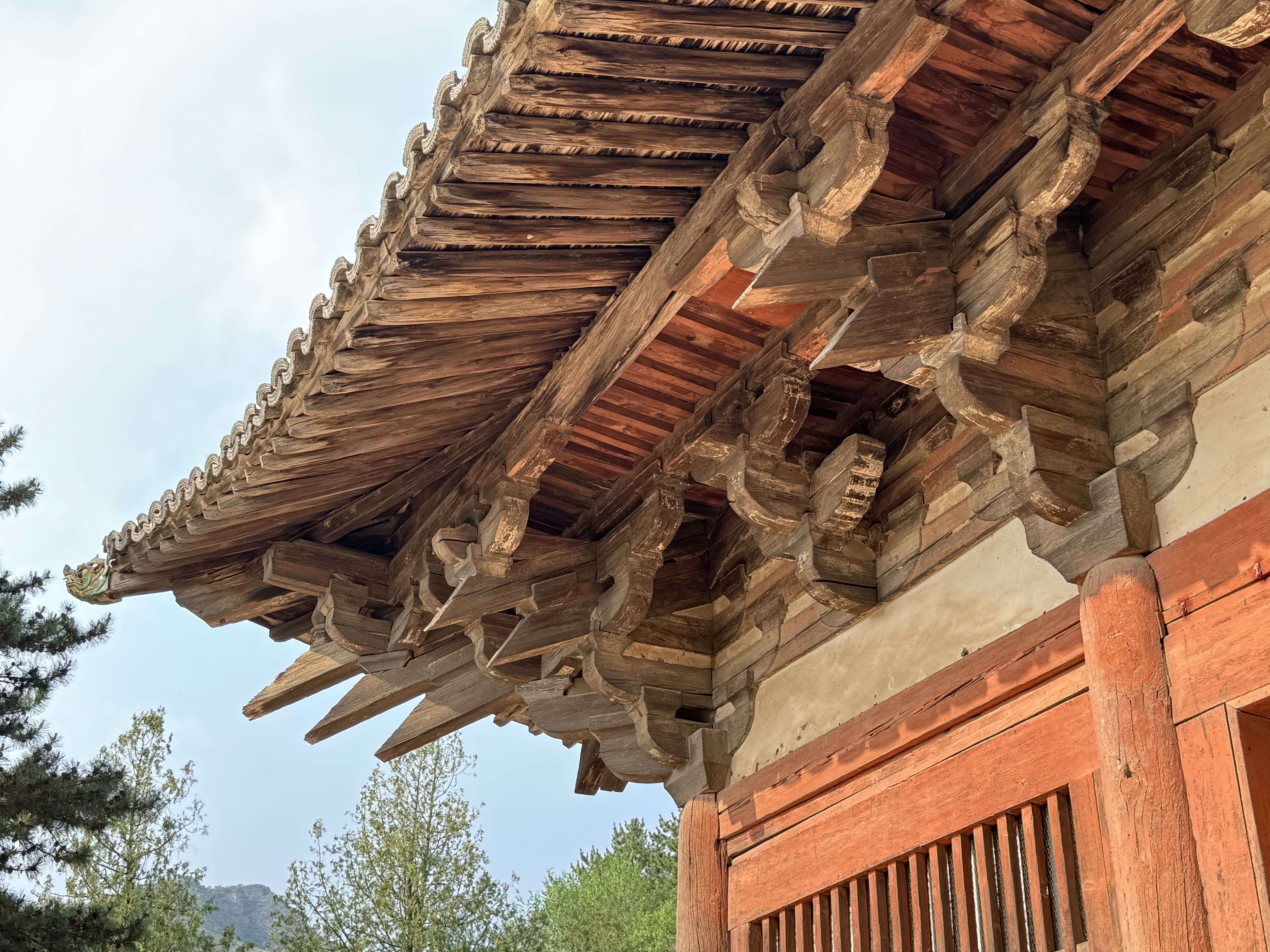
东大殿铺作层侧面视角
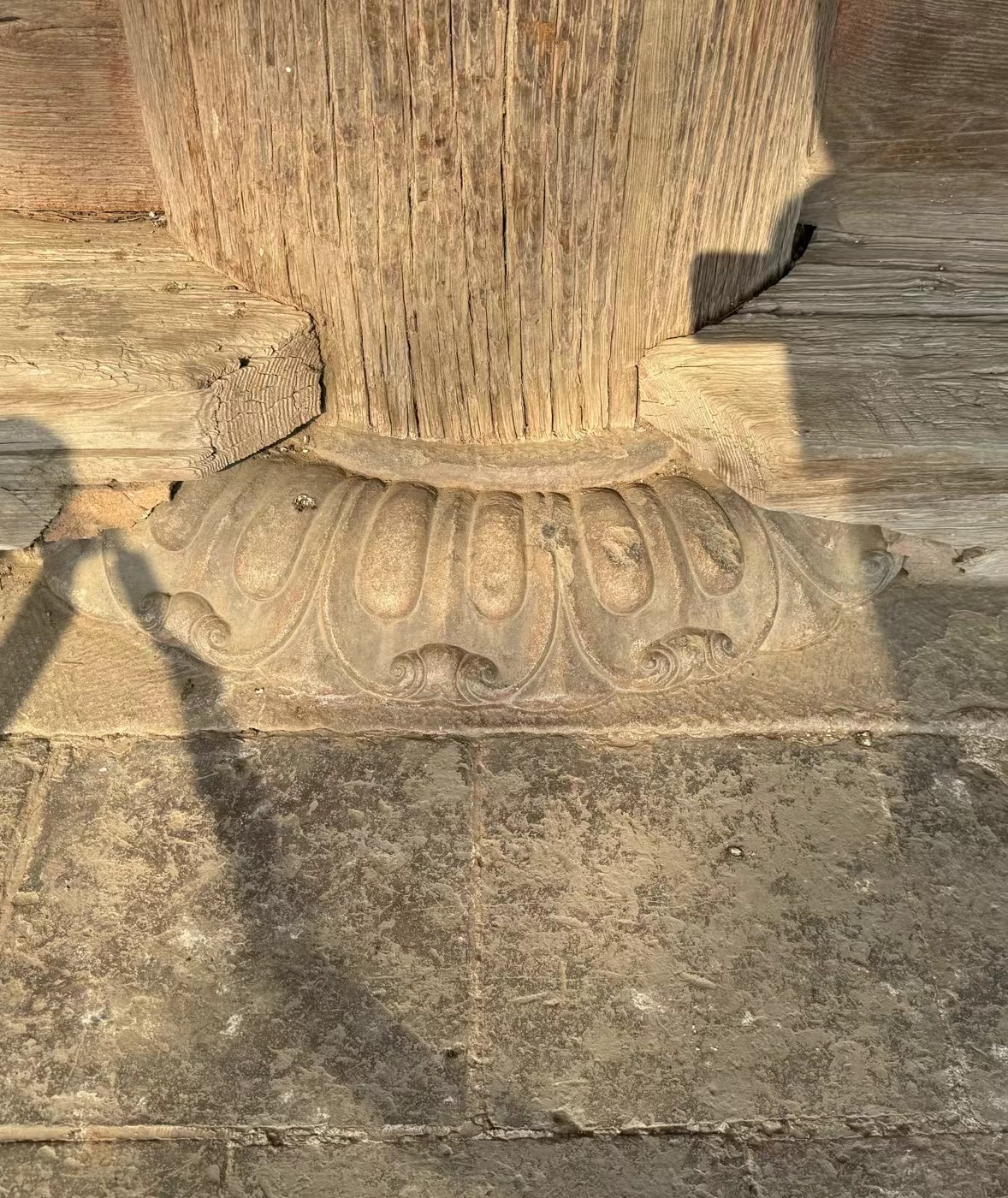
东大殿唐代覆盆莲花柱础
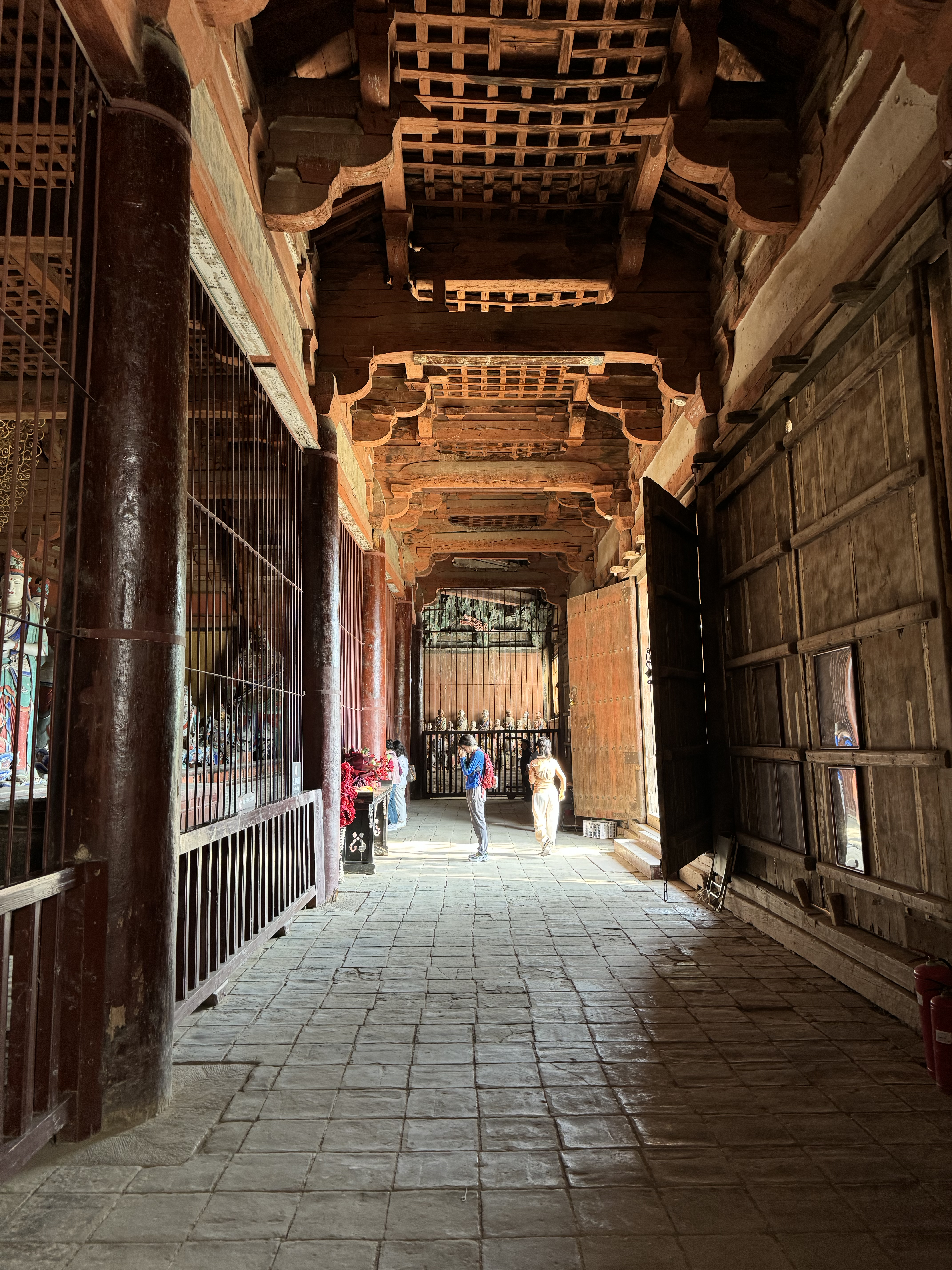
东大殿原前廊空间，现为殿内空间
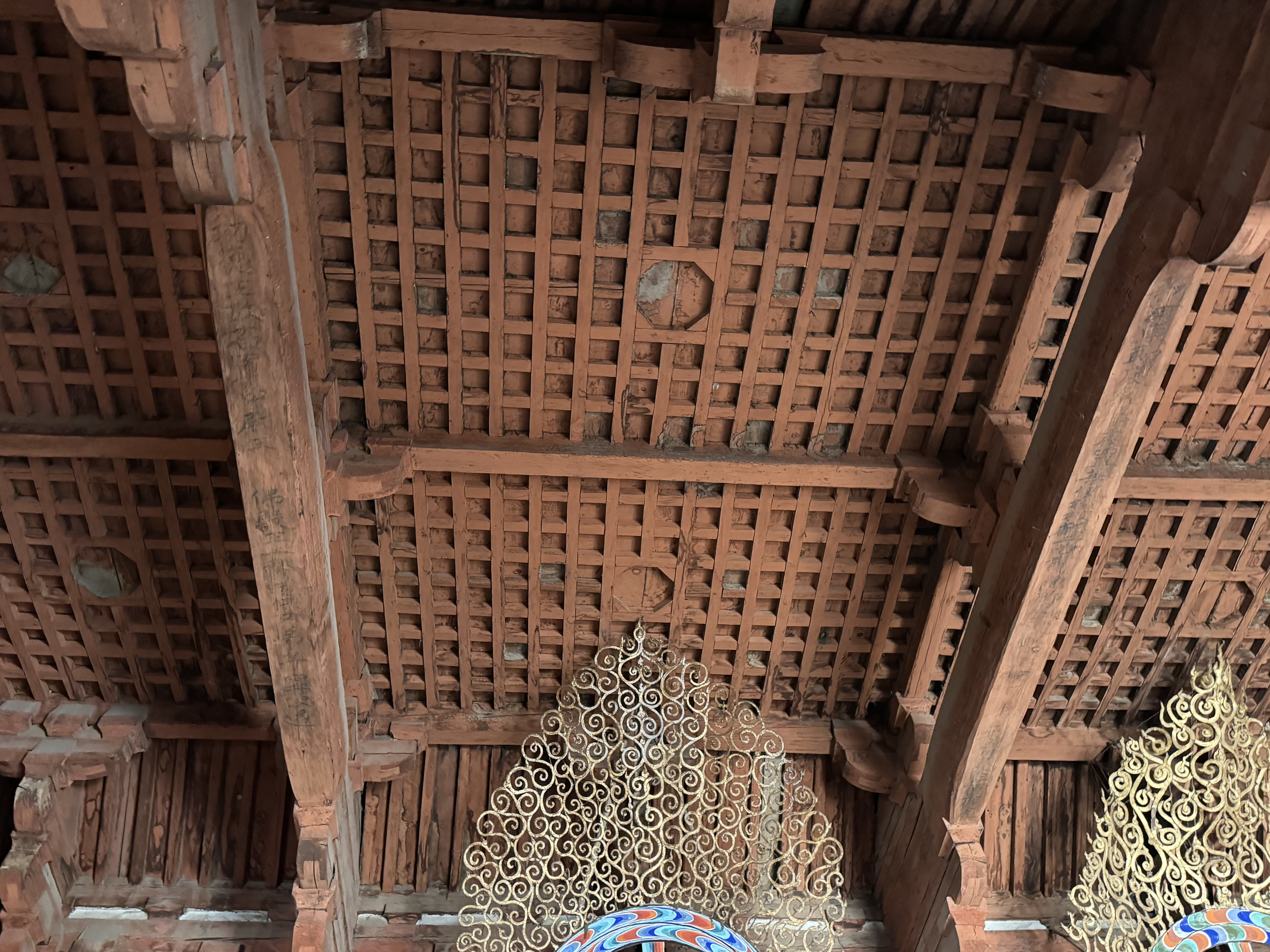
东大殿平闇

### 祖师塔

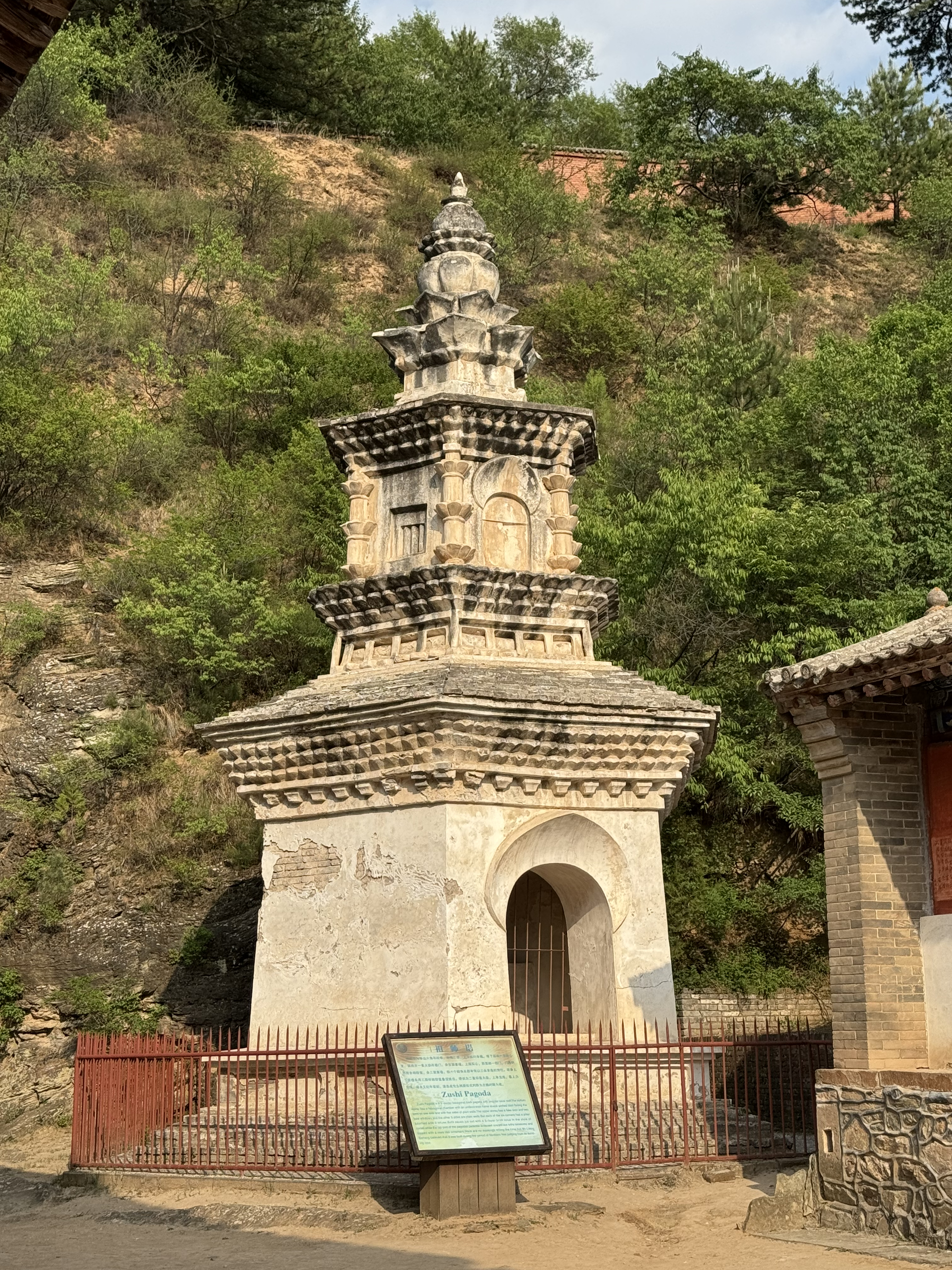
祖师塔

东大殿南侧有六角形砖塔一座，名祖师塔（为创建佛光寺初祖禅师而建的墓塔），北魏时期墓塔（梁思成在《图像中国建筑史》认为是北齐或隋建，现代也有观点认为是唐代后建）。塔外墙原绘有土朱色的额枋、人字拱等构件图案。后逐渐随表面脱落，近代修缮时全部用白灰涂刷。塔基为六层逐层收分，其上砌须弥座。塔身部分分两层。塔身下层为六角形龛室，西面开门，门洞上饰火焰形券面，其余五面为素墙。龛室内部为空心，内置六角小室拥有安放塑像。塔身上层为实心，西面砌假券洞式门。门两侧两面各砌假窗，其余三面为素墙。上层转角处用束莲倚柱装饰。塔身上下层檐各用三层砖砌仰莲叠涩挑出。塔刹部分以二重仰莲为基座，其上安仰莲一层，上置六瓣覆钵、莲瓣和宝瓶，最顶端冠以宝珠。

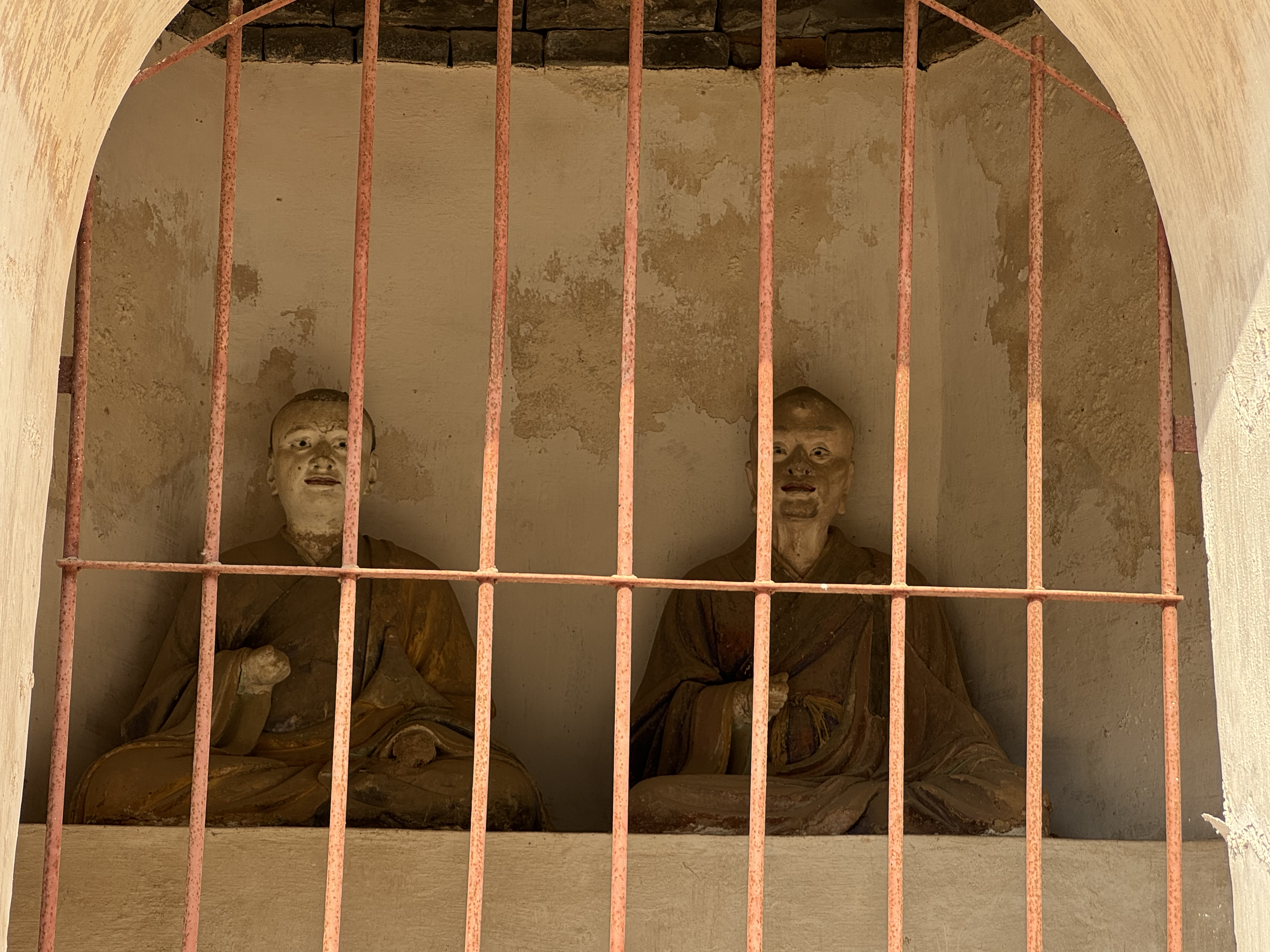
塔内部塑像
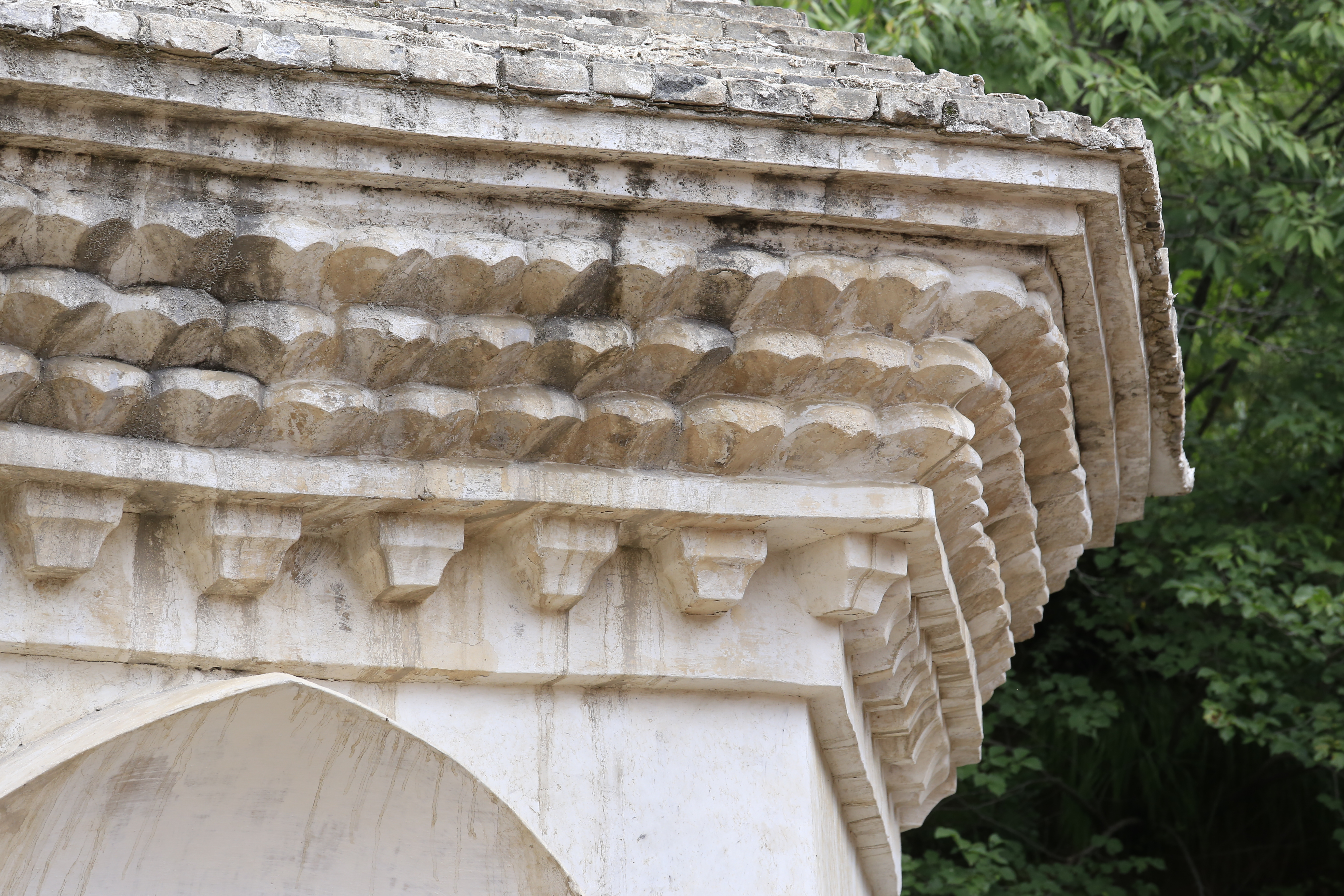
塔下层仰莲叠涩挑出
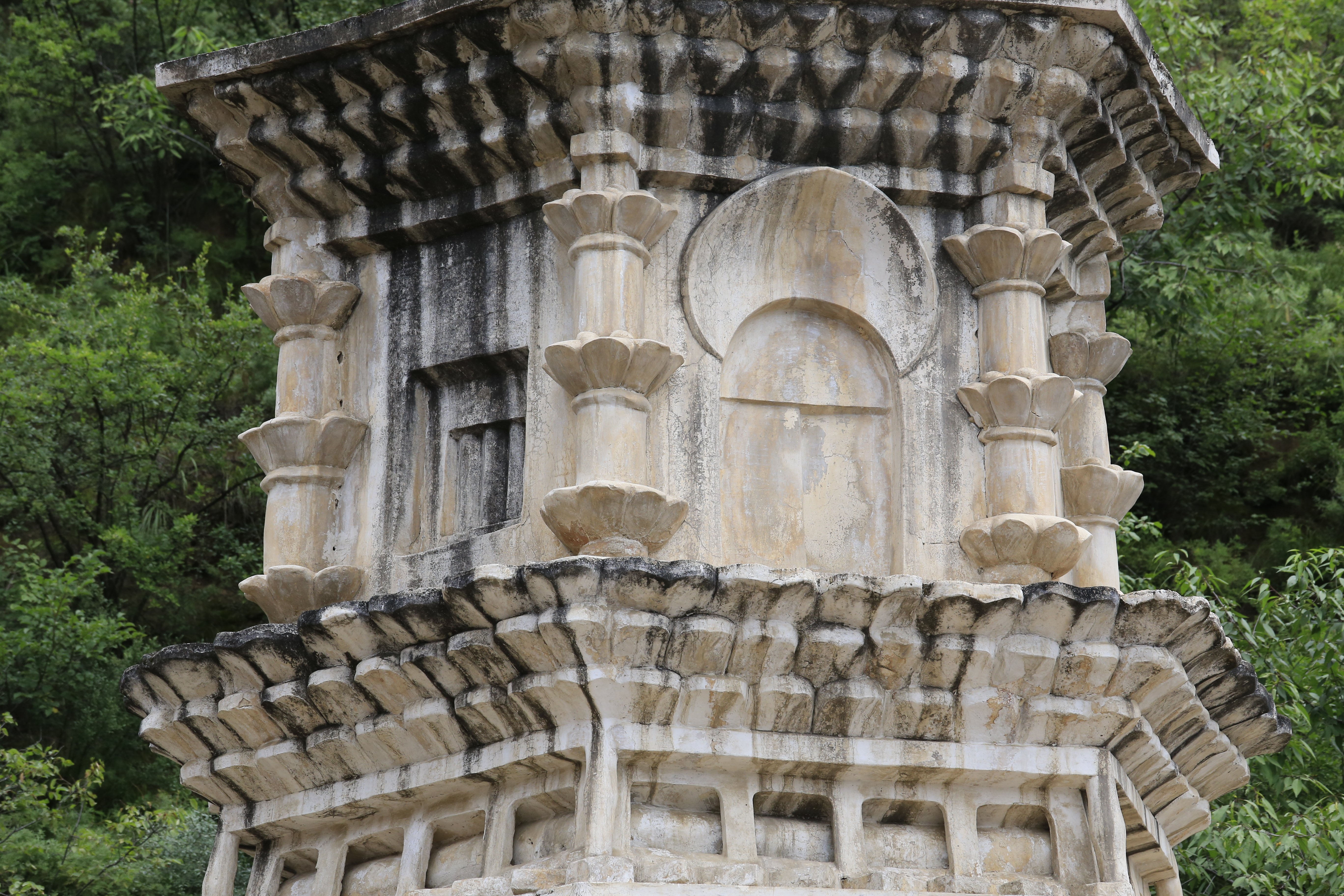
塔上层部分
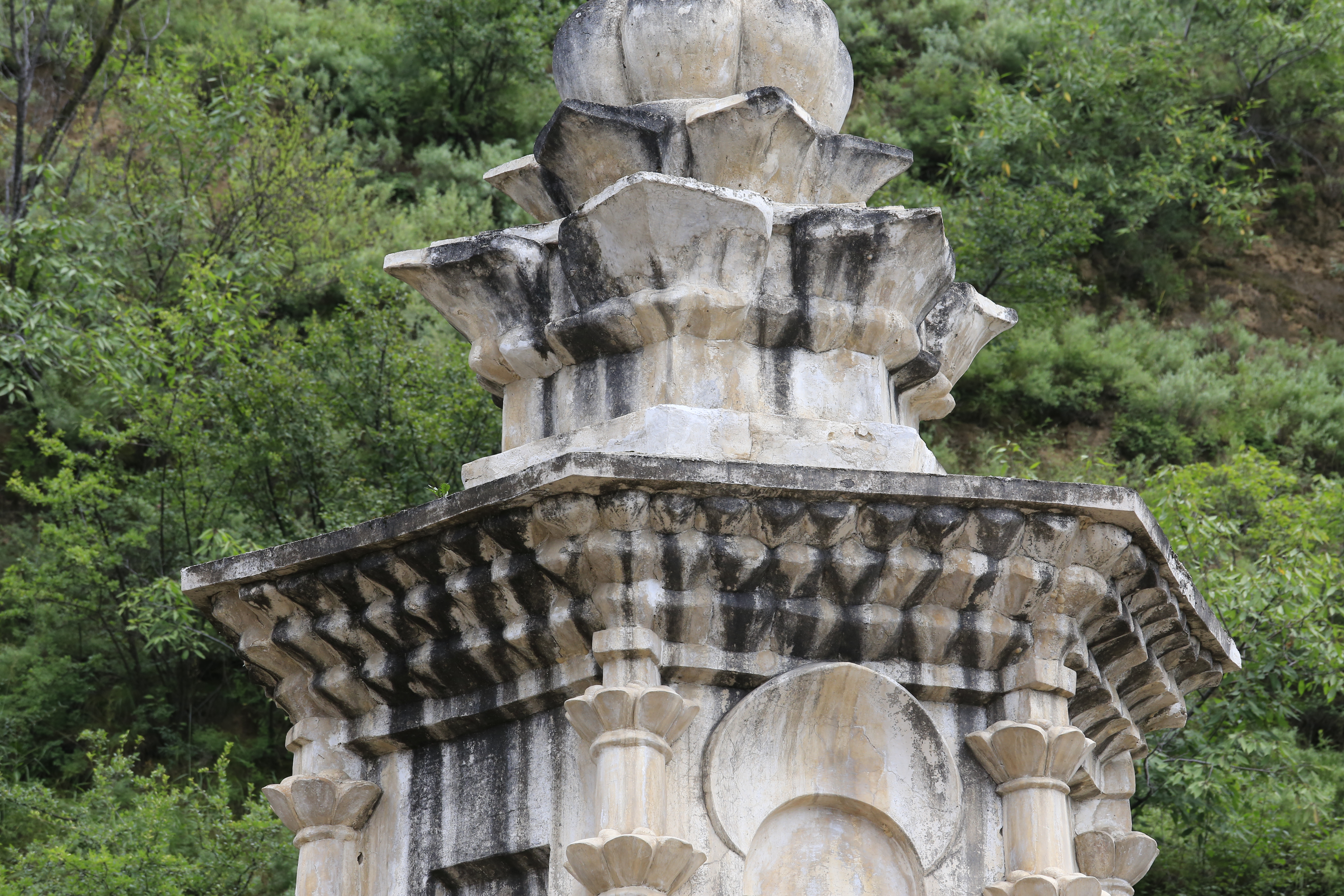
塔上层仰莲叠涩挑出
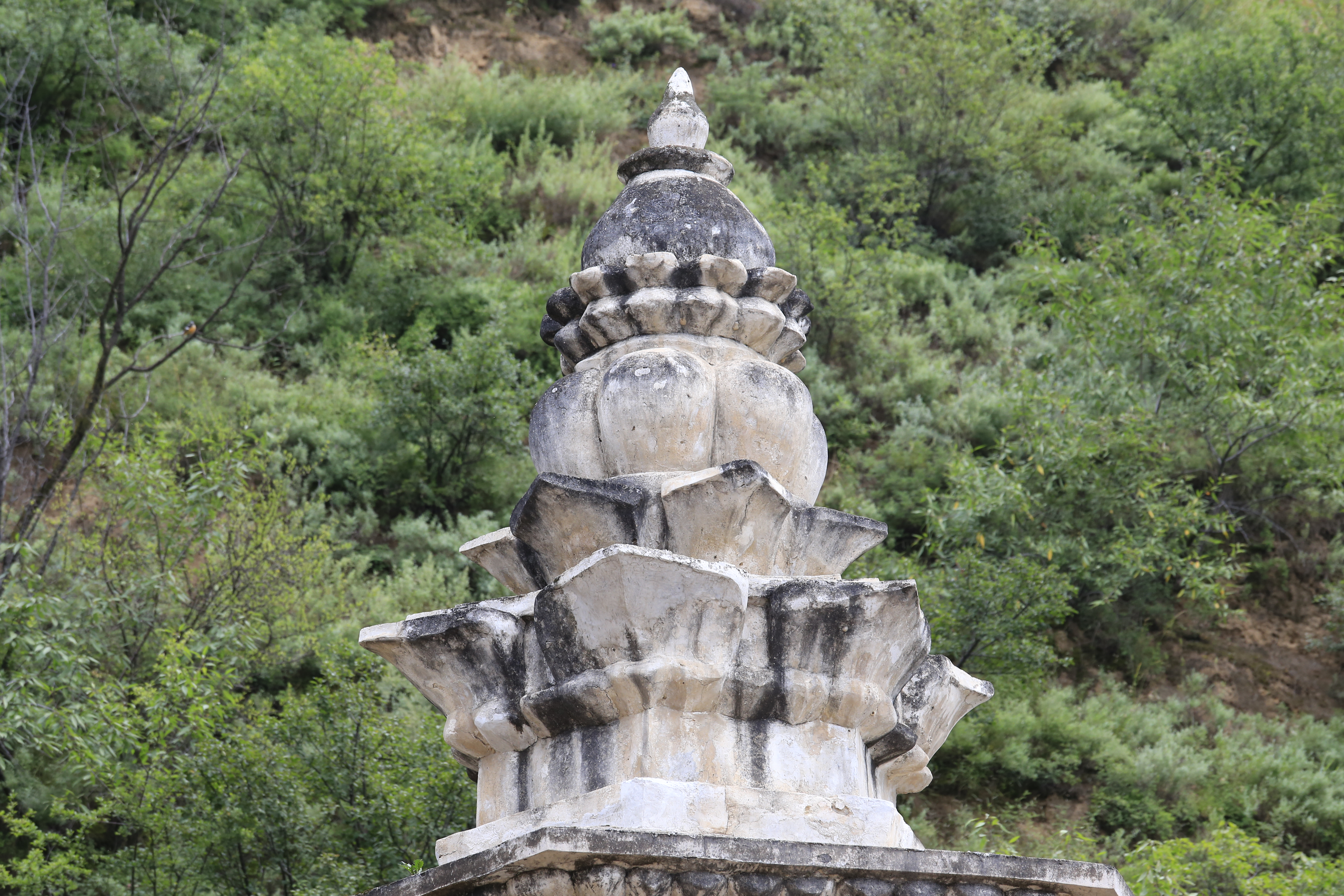
塔刹

### 经幢
佛光寺内有两座唐代石经幢，一座在前庭，为唐乾符四年（877年）建造，高4.9米。经幢最下方为八角束腰须弥座，其束腰八面各浮雕刻伎乐一龛。束腰上下为仰覆莲瓣，双层圆形仰莲承托着八角形幢身。幢身部分刻陀罗尼经，其上有宝盖刻流苏和八角出狮头。宝盖之上立八角短柱，短柱上线刻佛像。其上则是八角攒尖形屋盖。屋盖之上有八瓣山花蕉叶，其上是覆钵，出仰莲，宝珠作顶。

另一座在东大殿前，为唐大中十一年（857年）建造，高2.84米。经幢最下方为八角形土衬石，其上置须弥座，每面镌刻壸门。壸门往上有覆莲宝装莲瓣，束腰雕六只狮子。狮子背承托三重素仰莲瓣，其上立八角形幢身，刻有陀罗尼经及序，上为八角形柱式华盖。幢身刻有“女弟子佛殿主宁公遇”之名，与东大殿内墨书题记可相印证，是该殿建造年代之依据。华盖之上是八角矮柱，四正面各刻佛像一龛。经幢最上方的宝盖及幢顶已缺失不存（民国早年照片中依然在）。

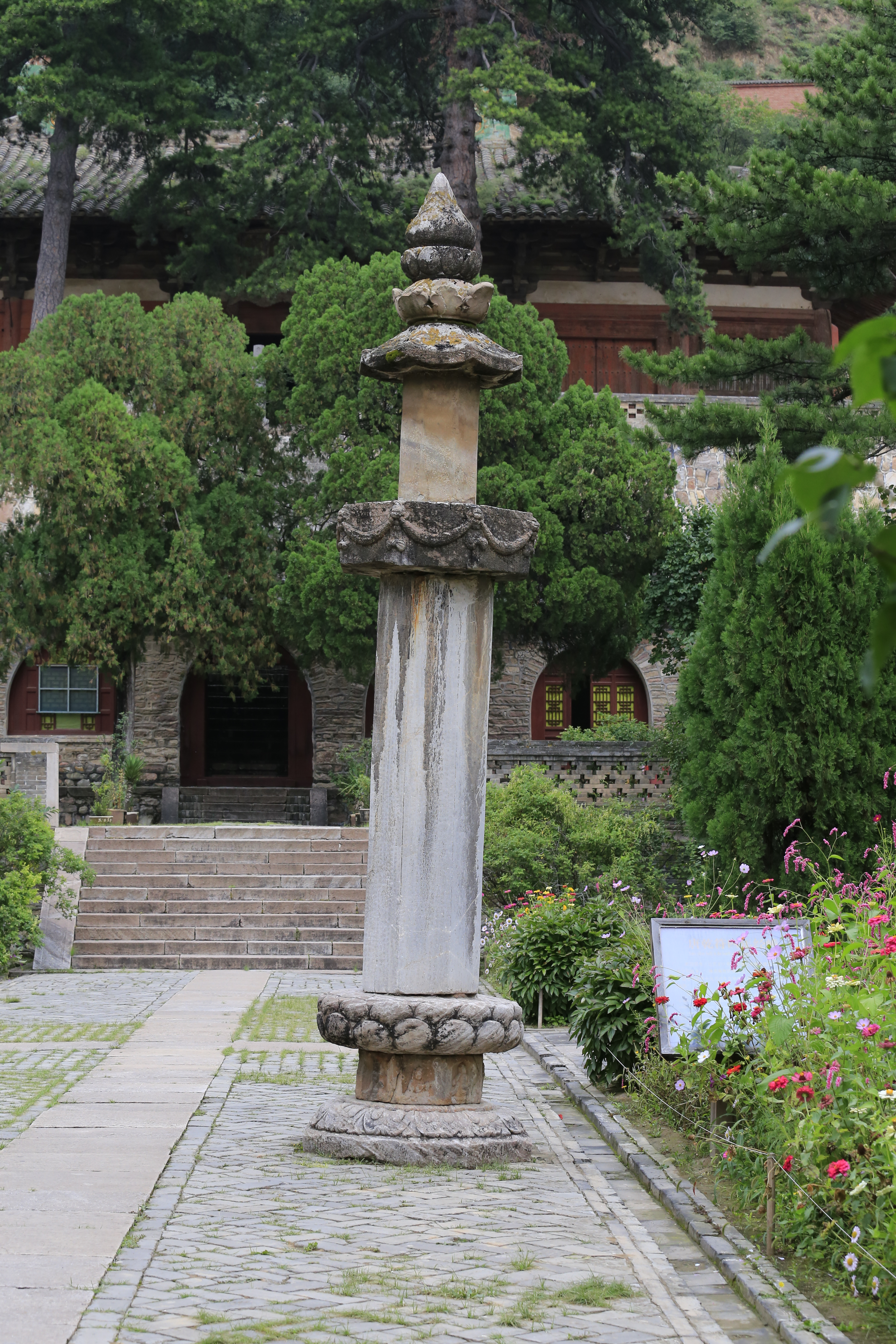
唐乾符四年经幢
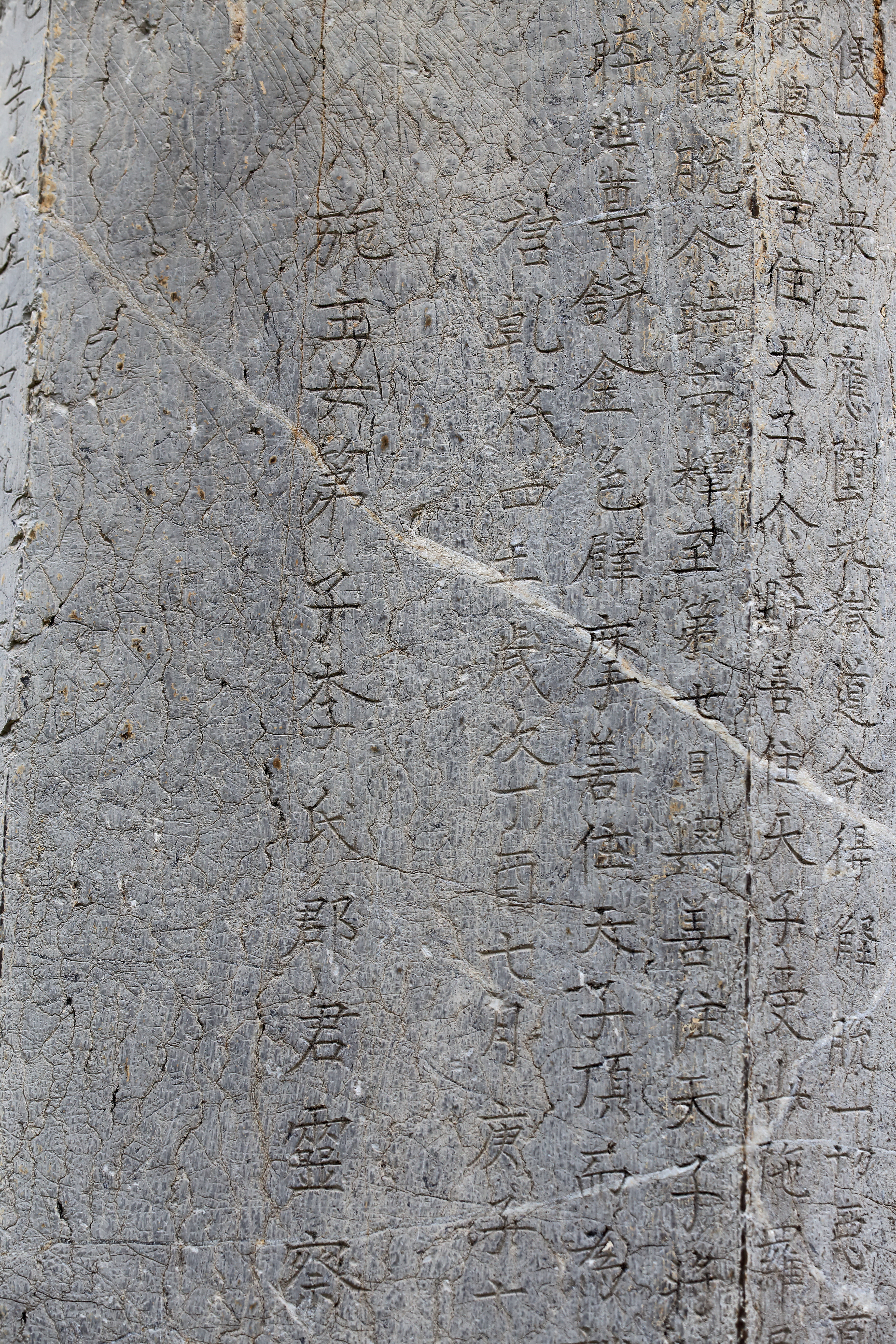
“唐乾符四年”题记
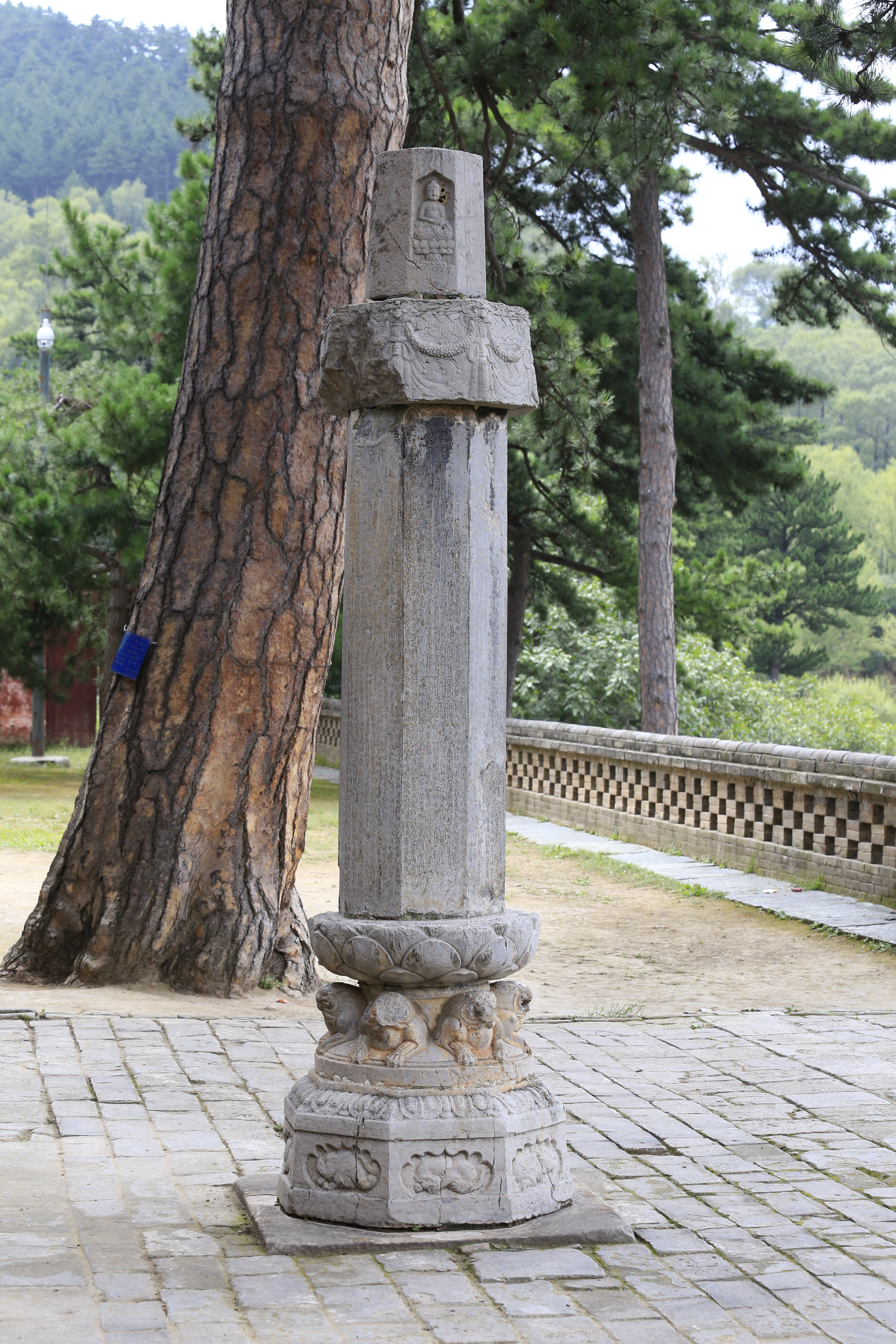
唐大中十一年经幢
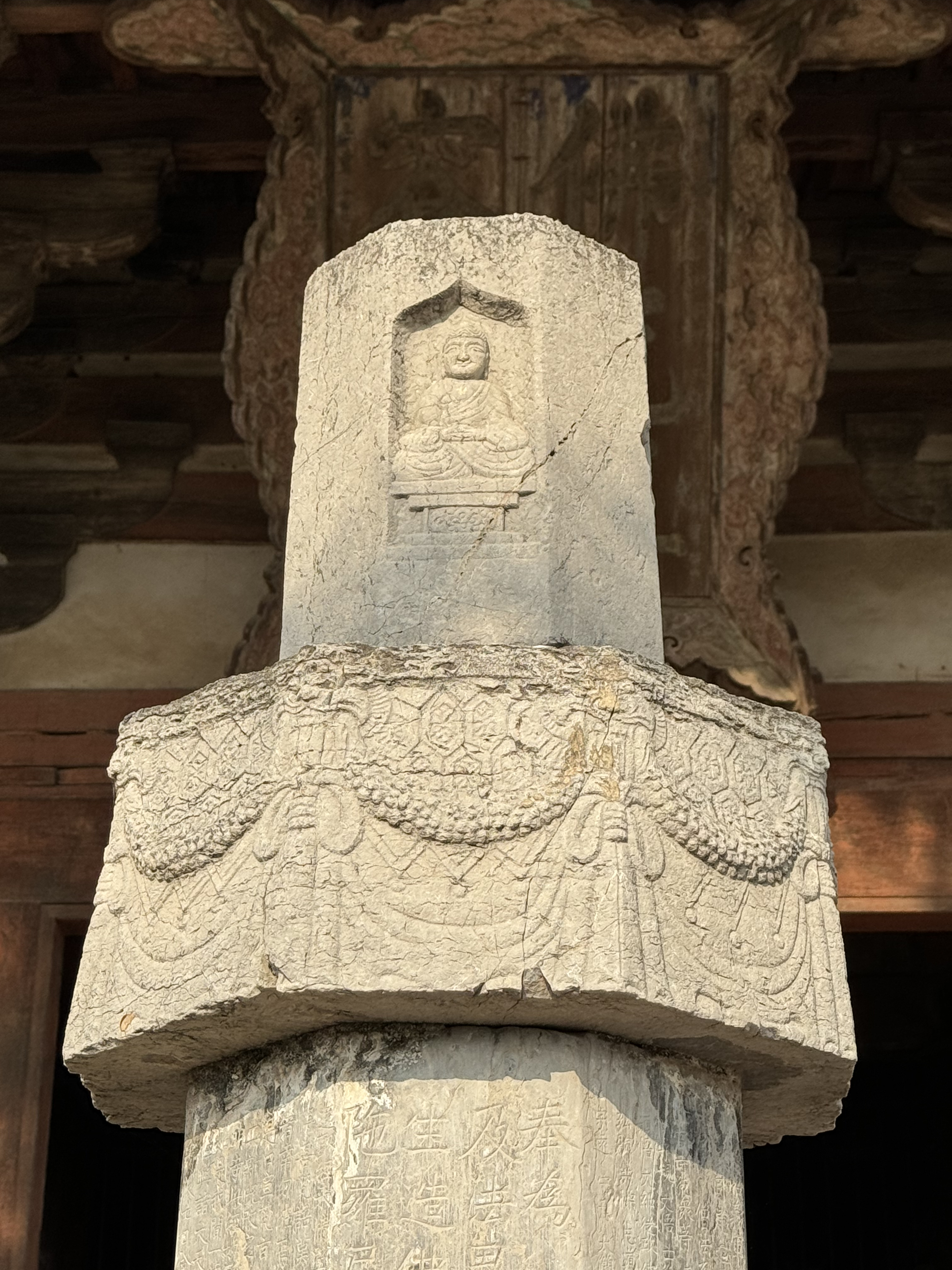
唐大中十一年经幢顶部
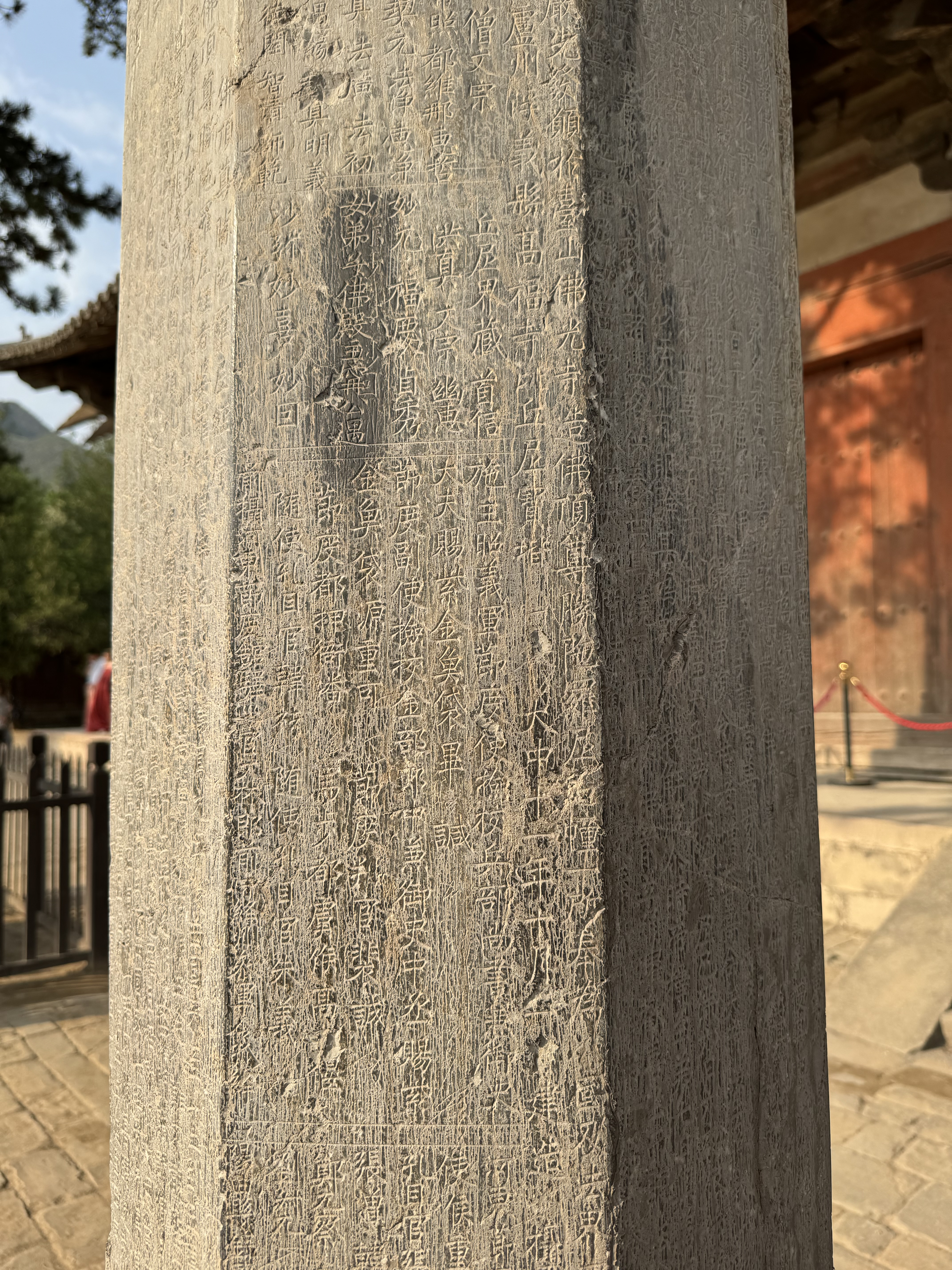
“女弟子佛殿主宁公遇”和“大中十一年”题记
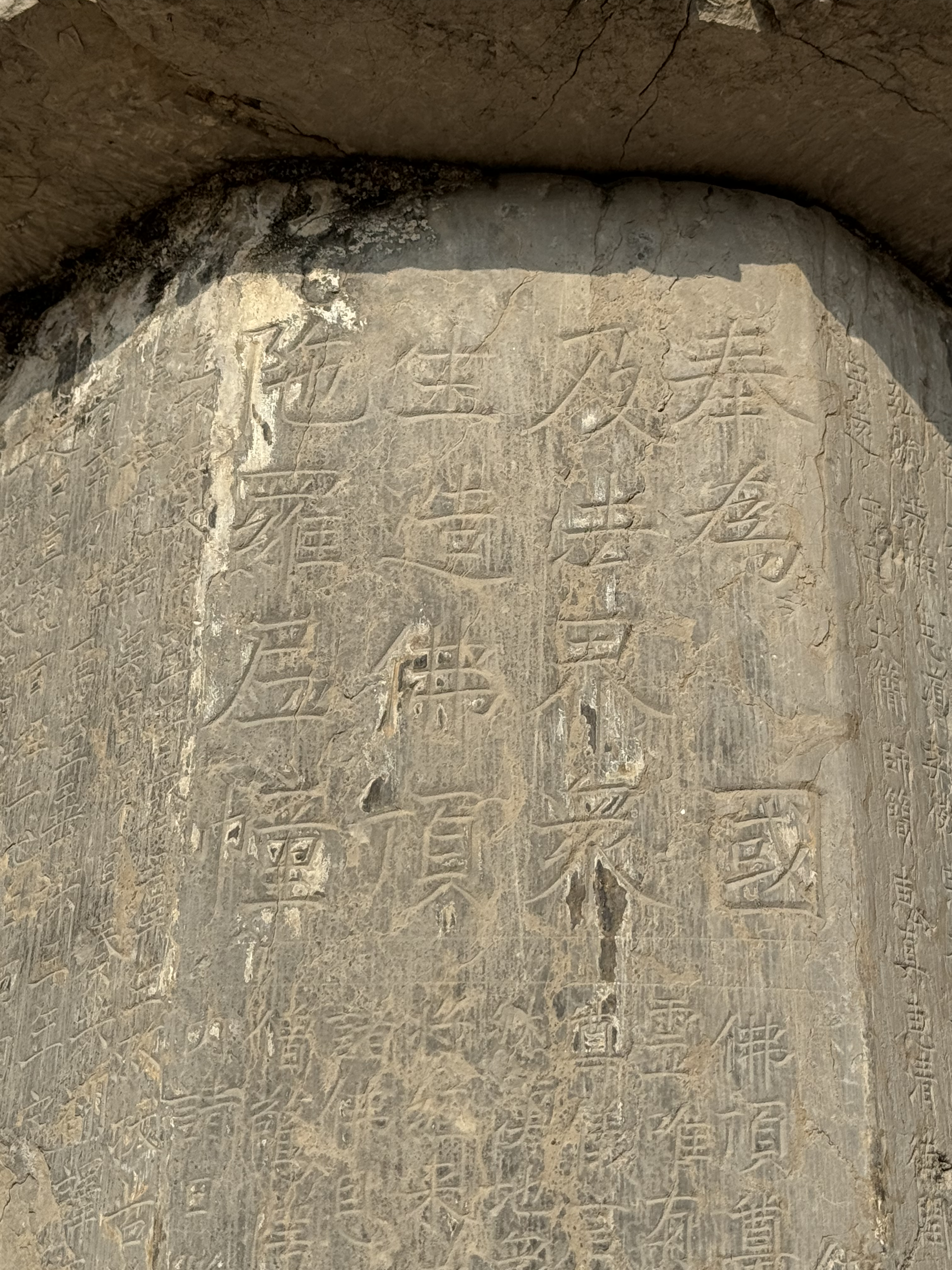
唐大中十一年经幢“奉为国及法界众生造佛顶陀罗尼幢”
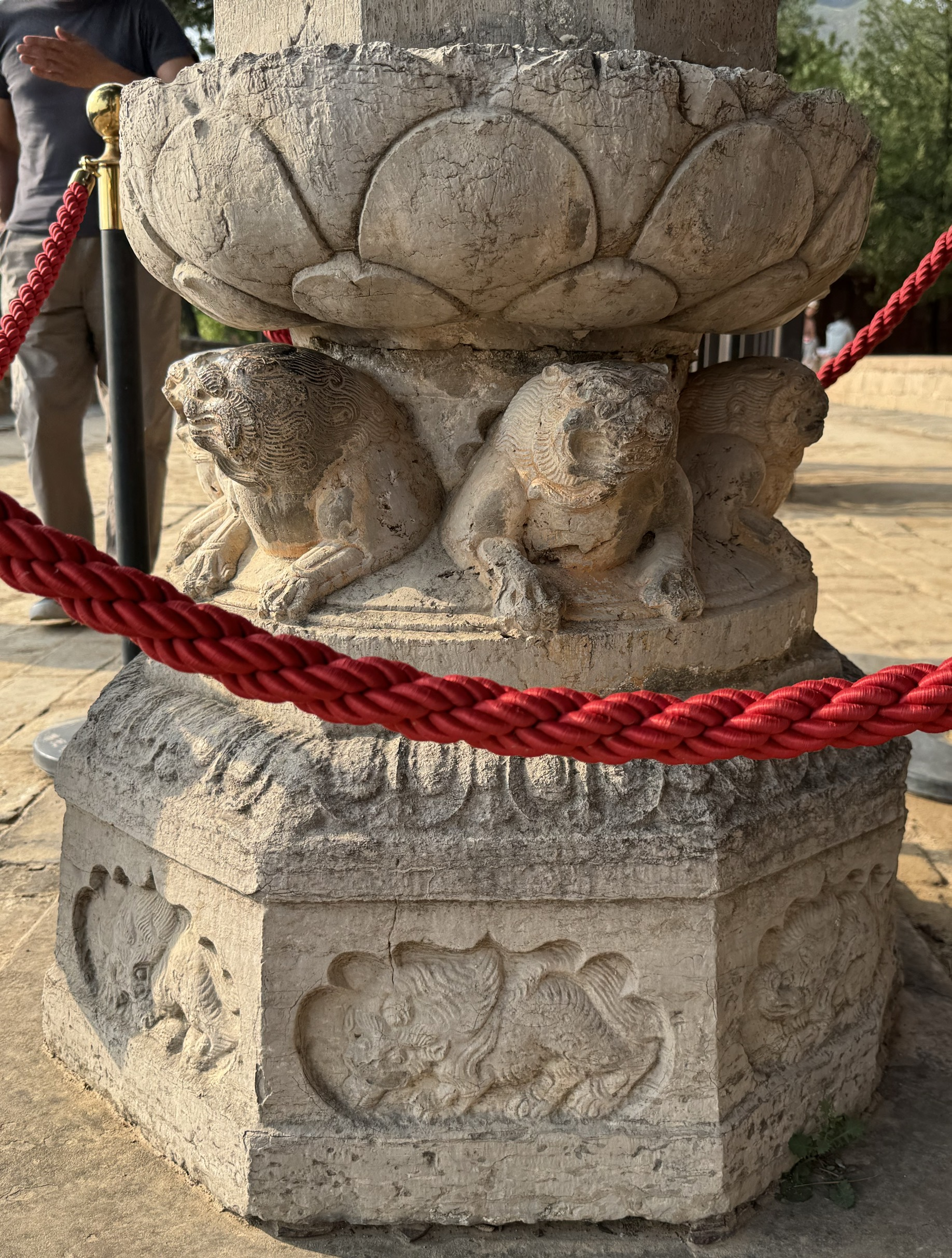
唐大中十一年经幢底部

### 其他建筑
伽蓝殿
伽蓝殿位于山门内南侧，建于明末，体量比文殊殿小，面阔三间，悬山顶。
佛光寺外还有六座墓塔，其中寺东山坡上三座：无垢净光塔，唐天宝十一年建；大德方便和尚塔，唐贞元十一年建；智远和尚塔，晚唐建。寺西北有塔三座：解脱禅师塔，唐长庆四年建；杲公和尚塔，金泰和五年建；无名砖塔，年代不详，疑为明塔。

佛光寺内还有大殿两侧配殿：万善堂和关帝庙以及厢房等建筑。

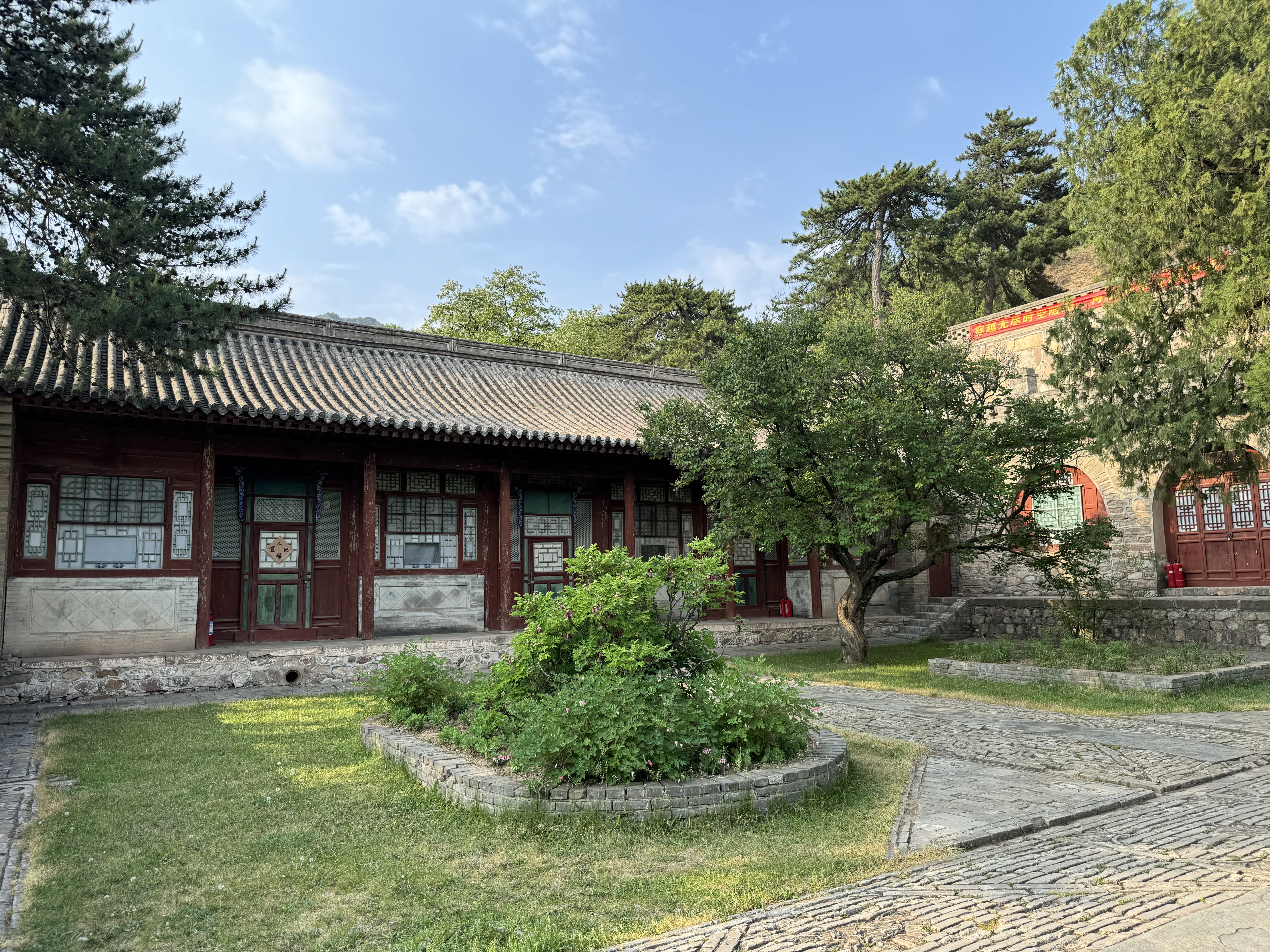
二层平台左面厢房
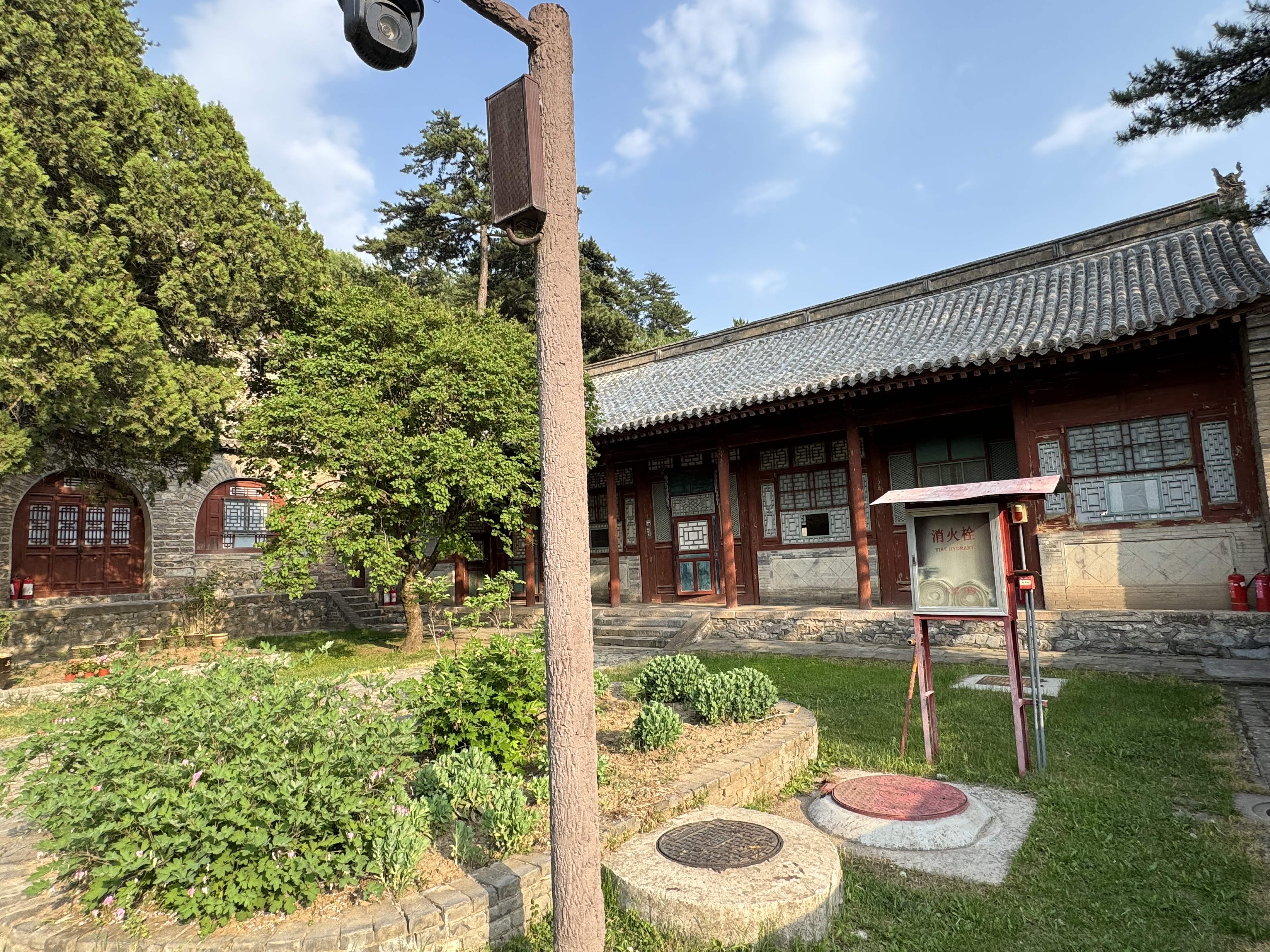
二层平台右面厢房
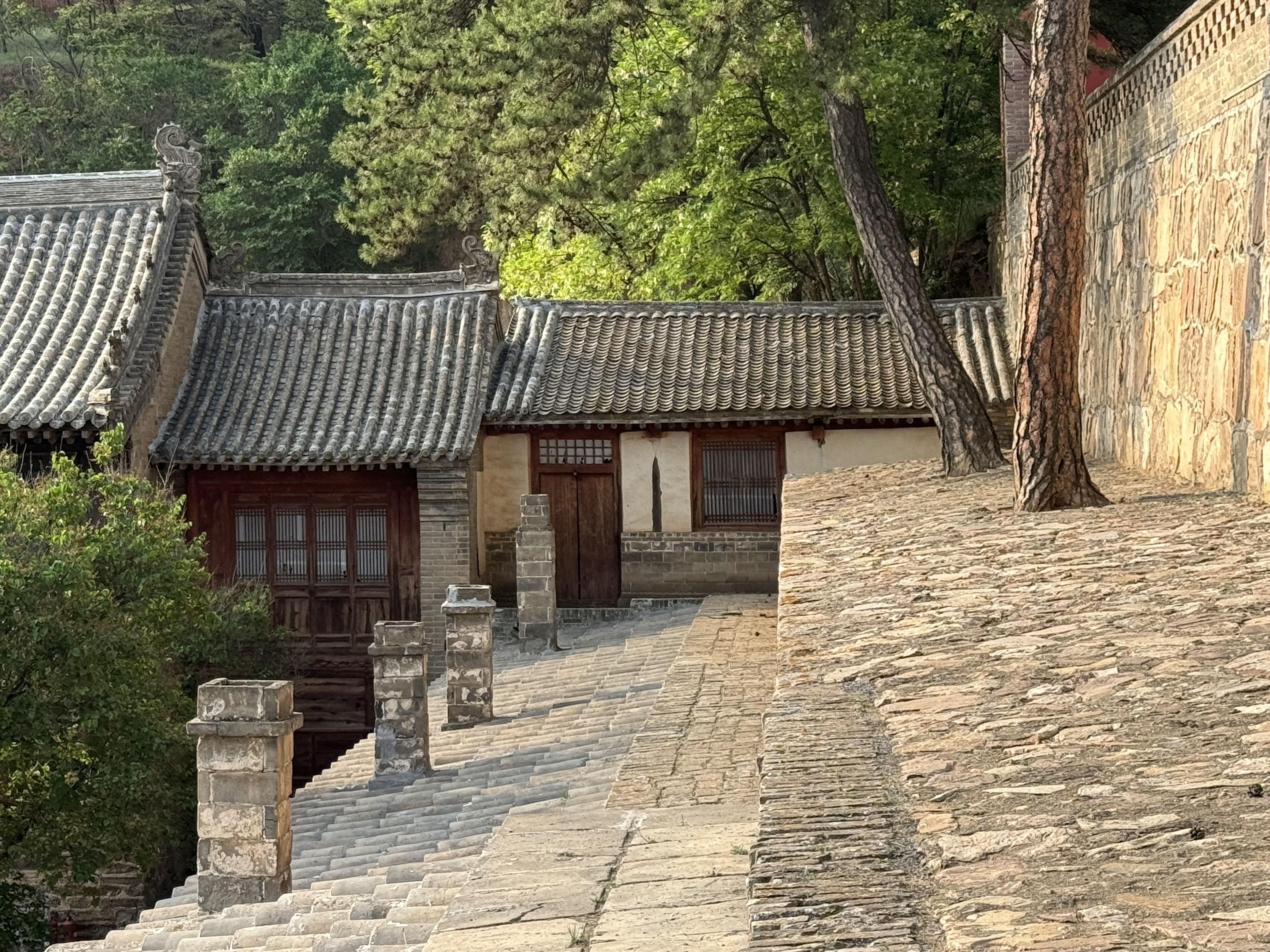
通往东大殿台阶左面的厢房
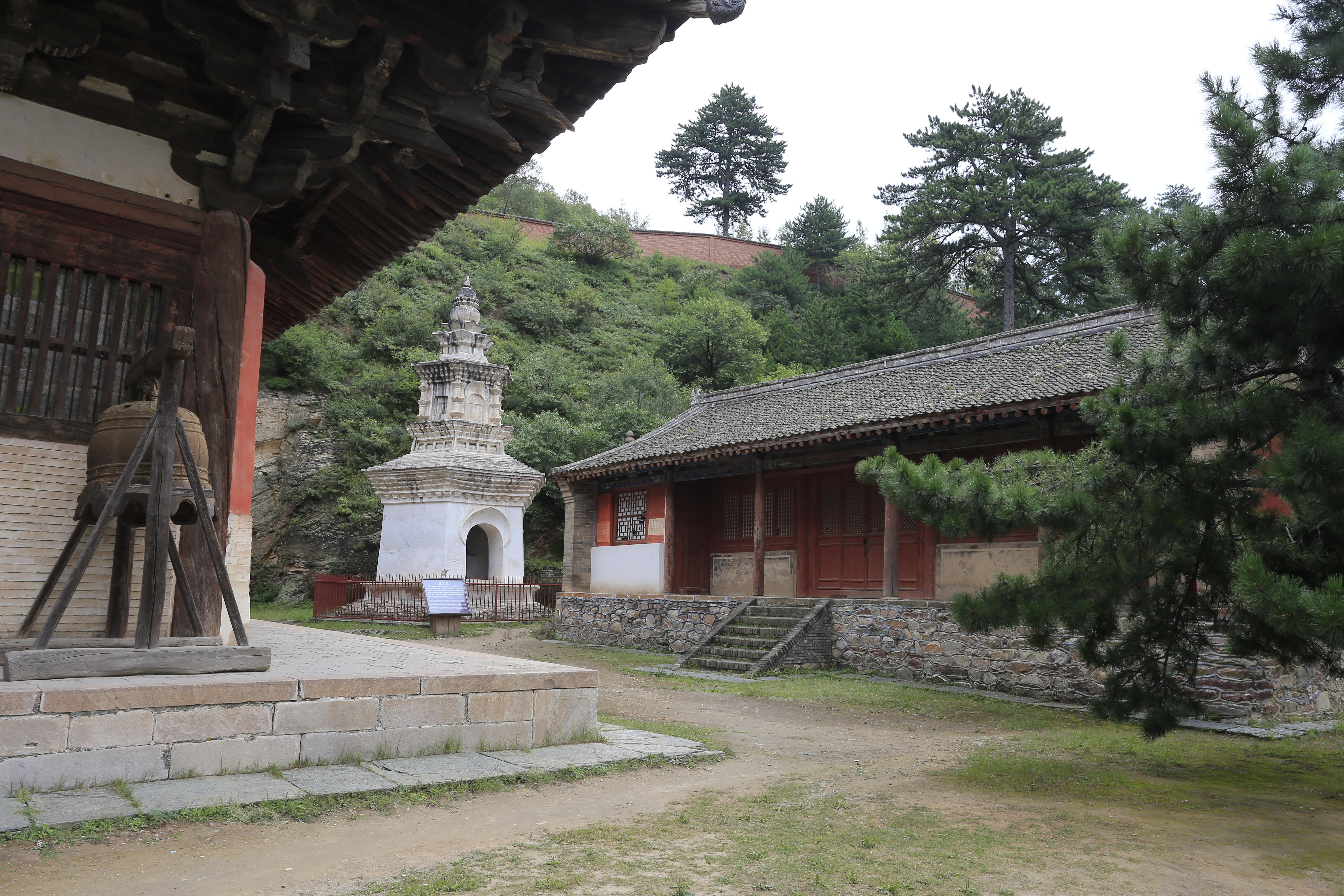
东大殿南侧的关帝庙
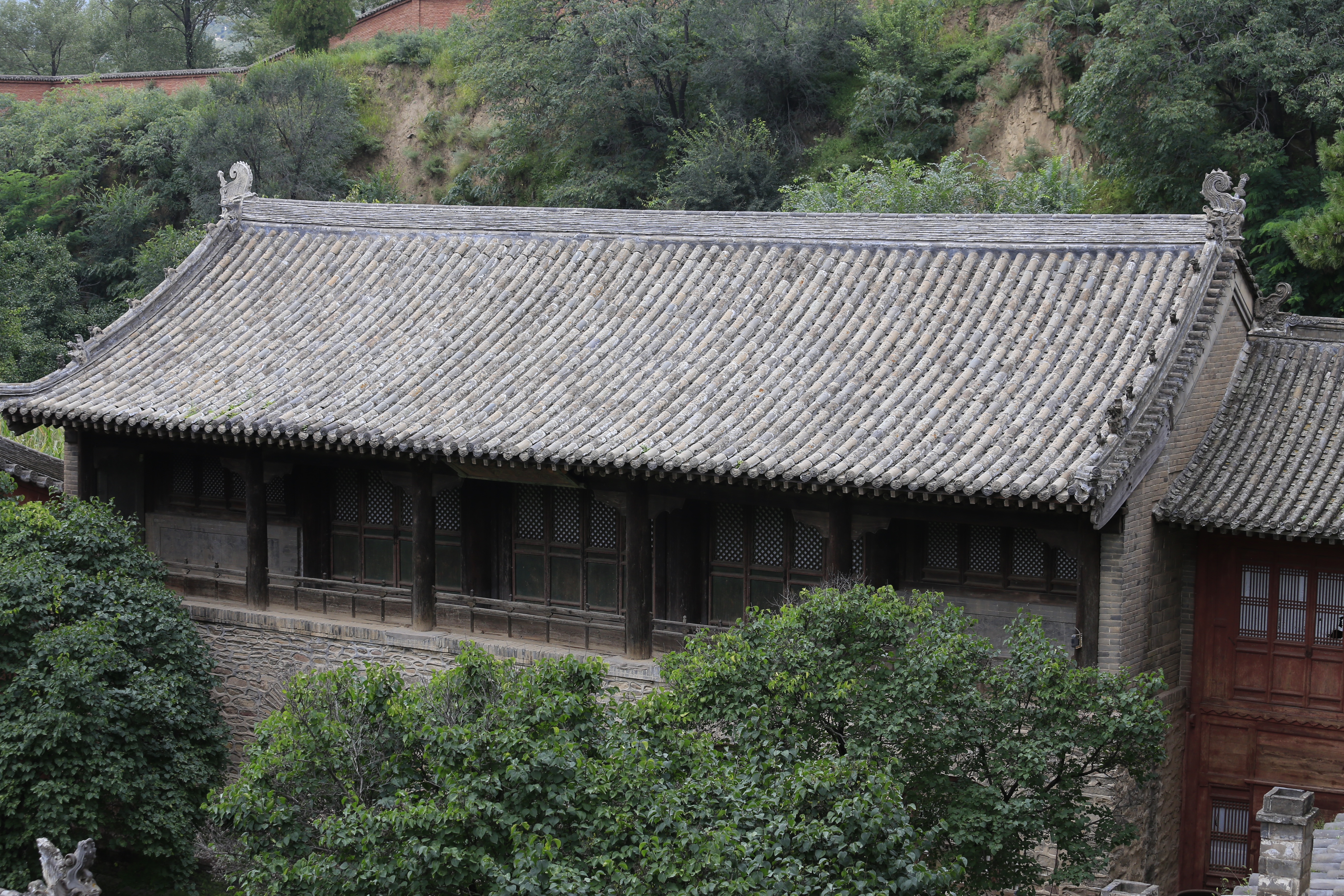
香风花雨楼
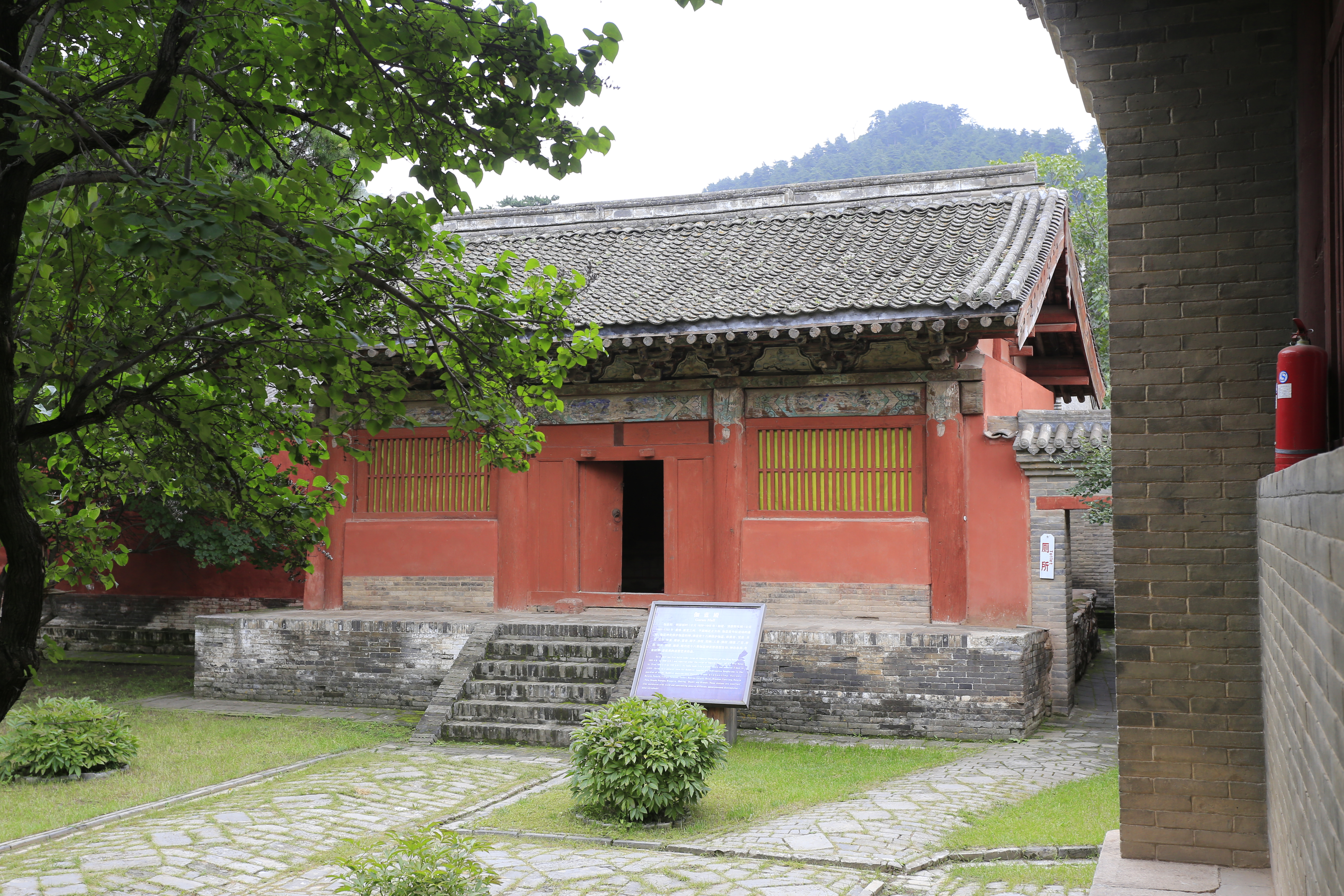
明末所建的伽蓝殿

## 佛光寺东大殿塑像

### 中央佛坛
中央佛坛有35尊塑像，其中33尊为唐代彩塑。五尊主像为华严三圣。中心三尊居中为释迦牟尼佛，弥勒佛其右侧，阿弥陀佛其左侧。五尊主像左端为文殊菩萨，右端为普贤菩萨。在1925年至1937年期间，佛光寺寺僧曾用颜料对主佛坛佛像进行了表面重妆，导致其失去"醇和古厚之美"。

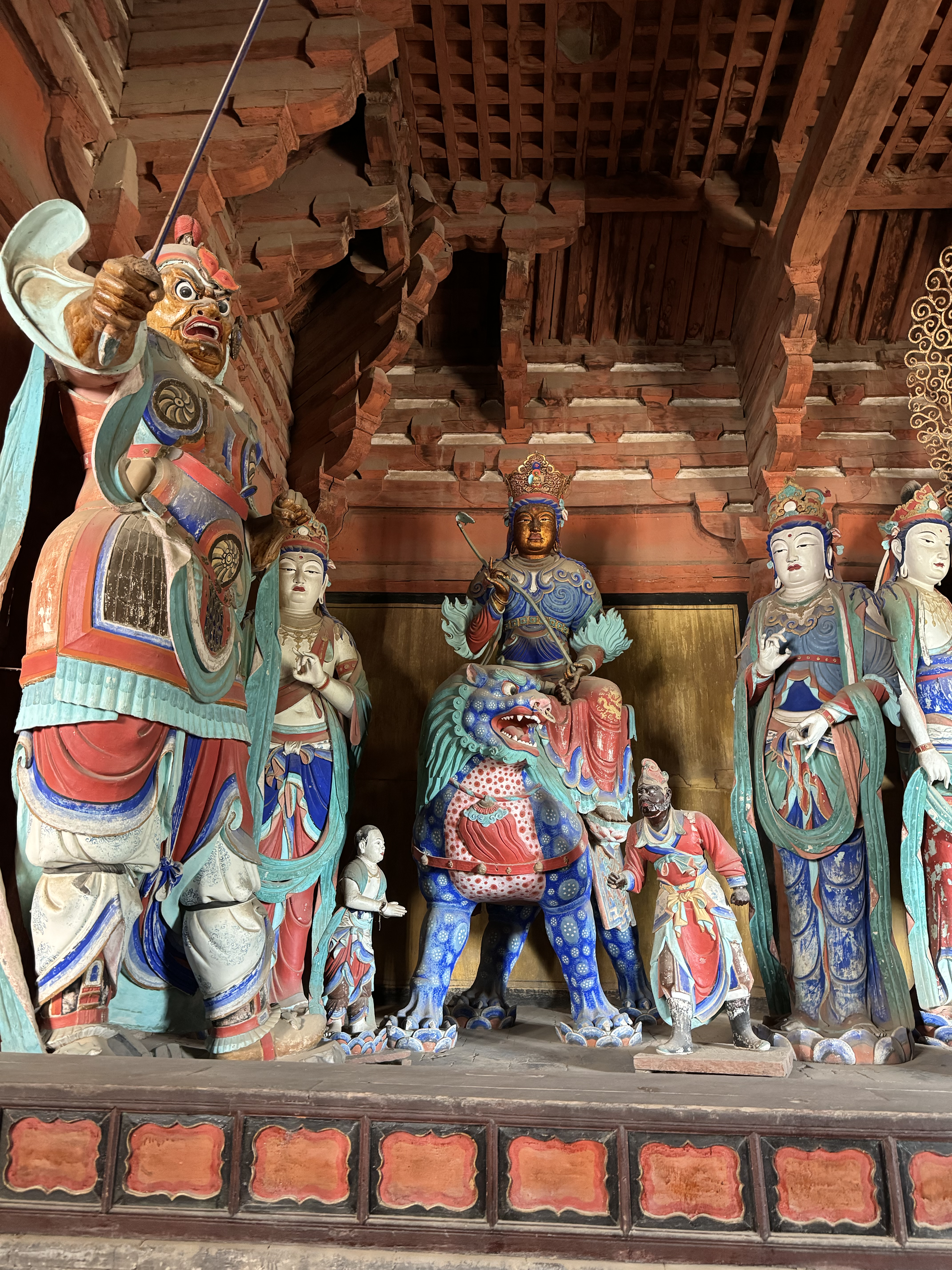
文殊菩萨组群
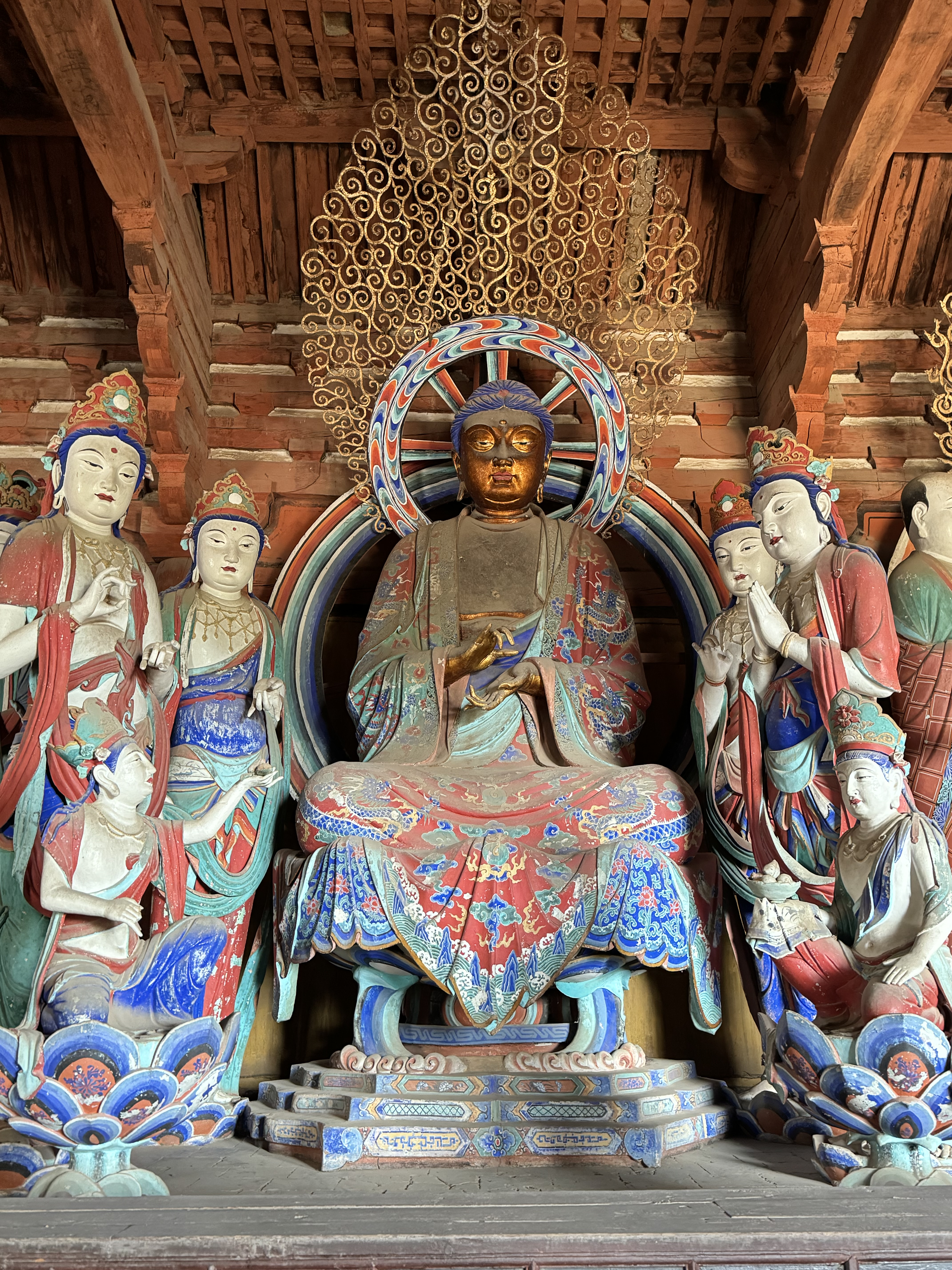
阿弥陀佛组群
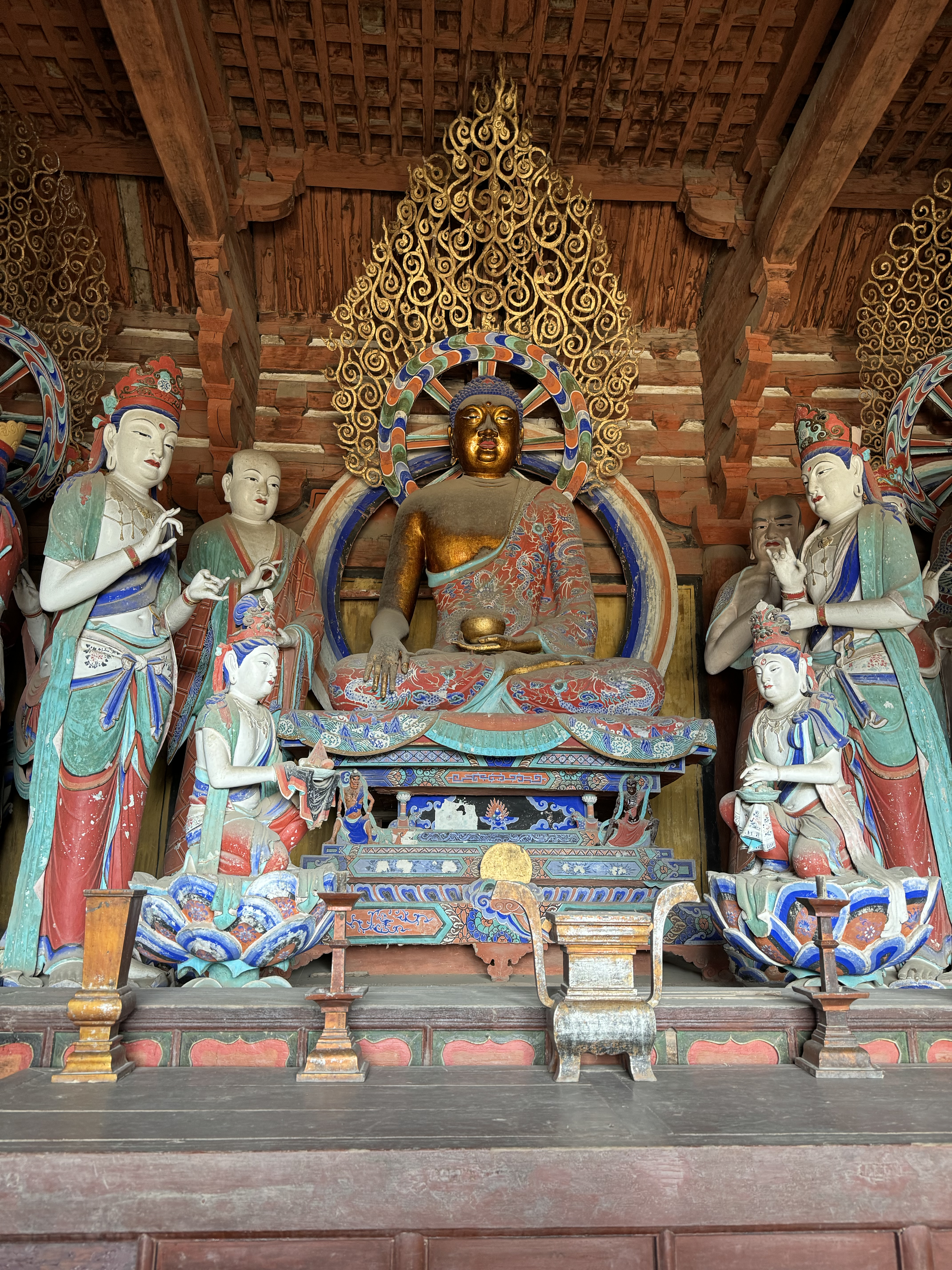
释迦牟尼佛组群
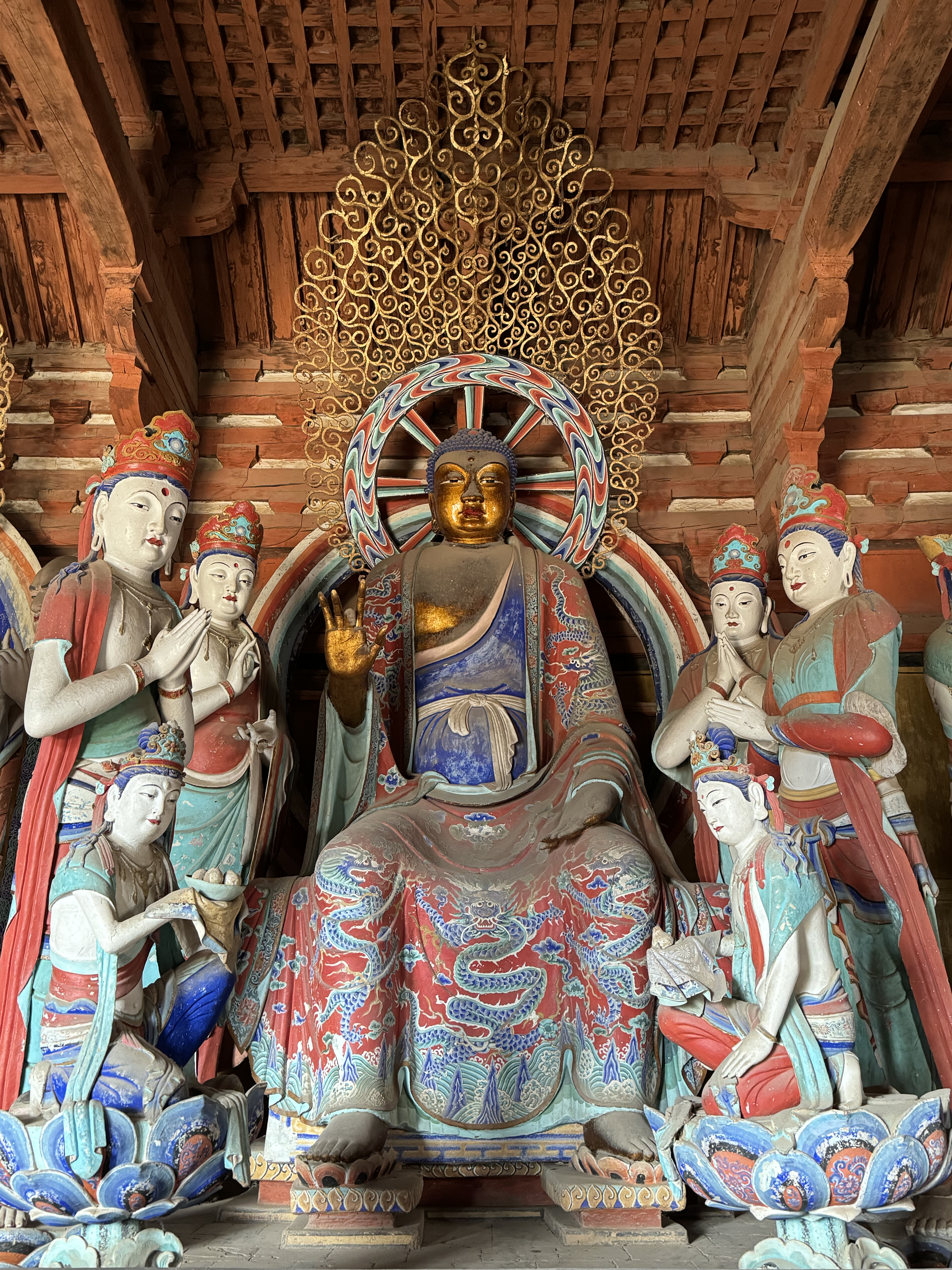
弥勒佛组群
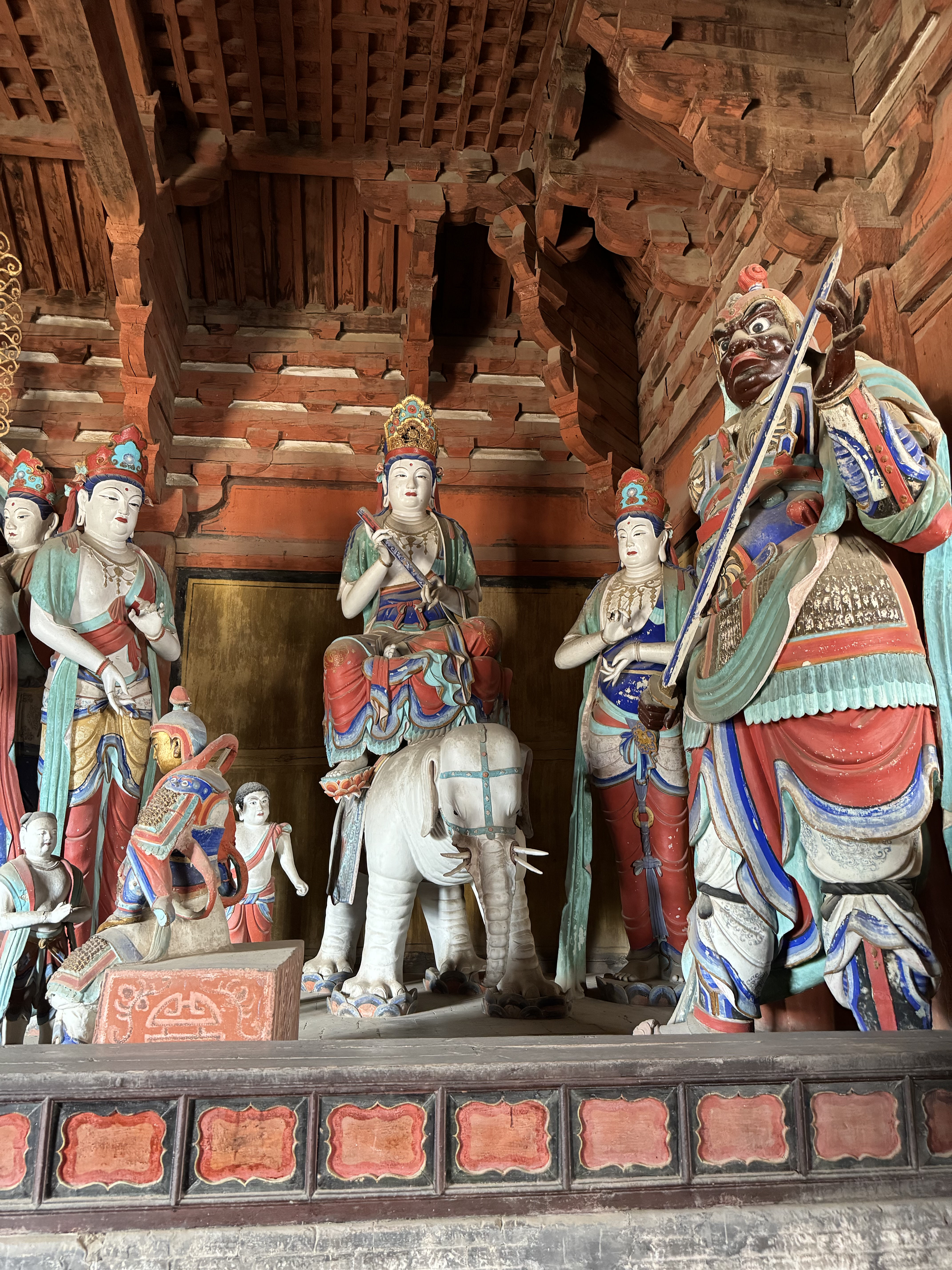
普贤菩萨组群

#### 南北东三侧檐墙罗汉塑像
明代宣德五年至九年（公元1430-1434年），本随禅师主持了东大殿的修缮事宜。修缮中在殿南北东三侧檐墙内塑五百罗汉像，现存共计296尊。其中前檐南尽间（殿右侧）内侧塑像本随禅师的等身像。本随，雅号照庵，山东蓟州玉田人。他从宣德四年（1429年）来到佛光寺，到天顺元年（1457年）去世（84岁）。

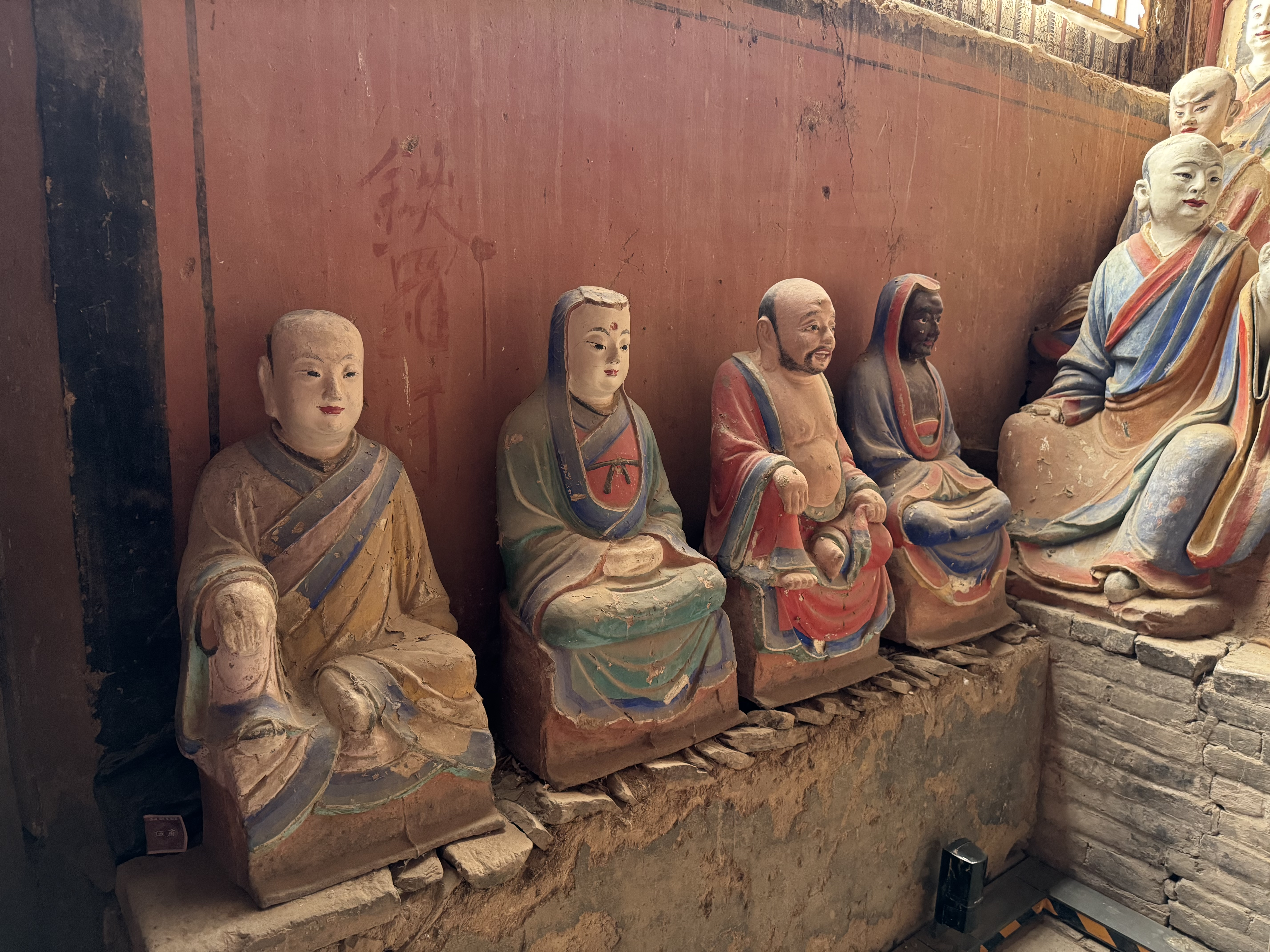
左侧塑像
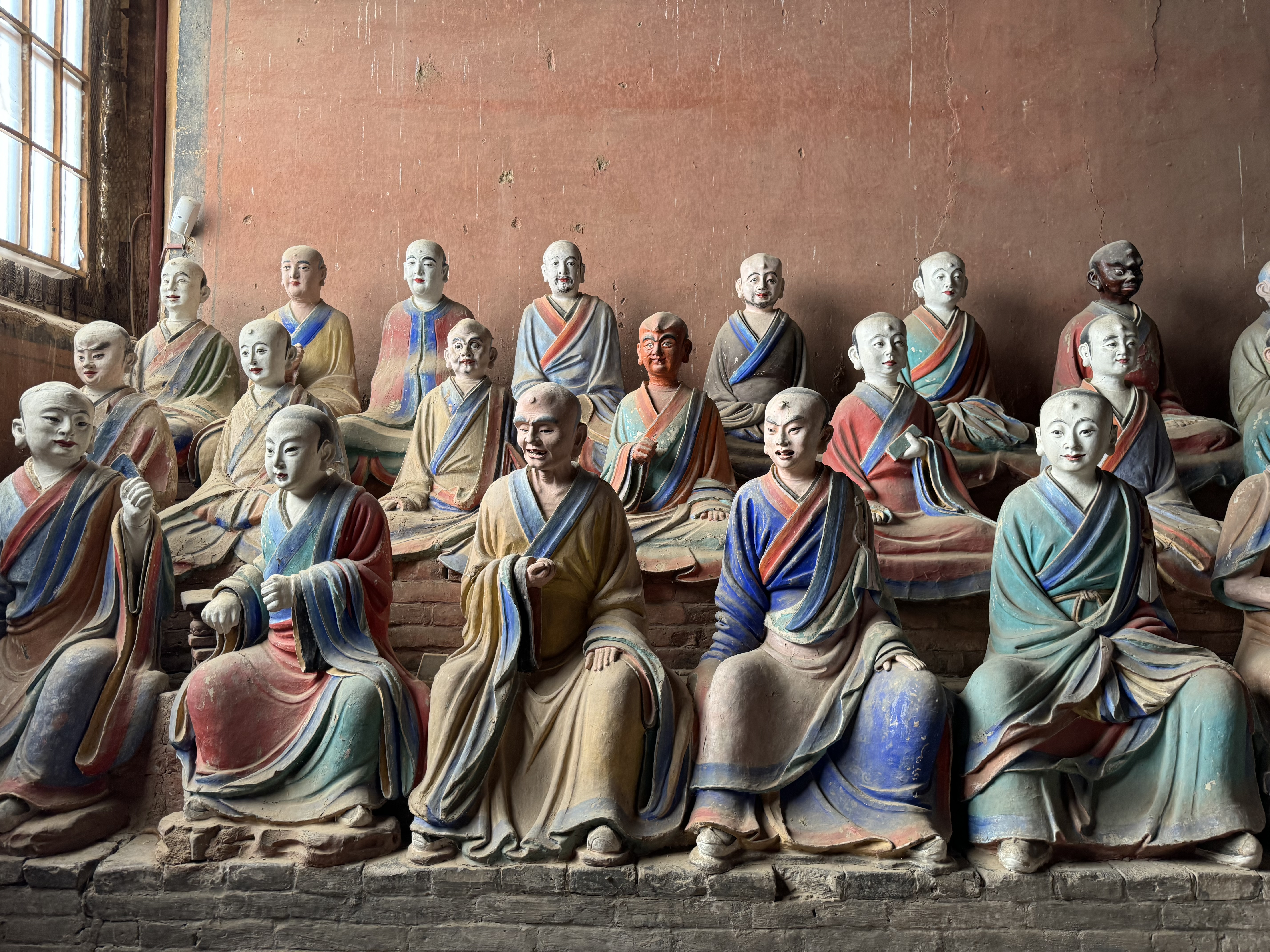
左侧罗汉塑像
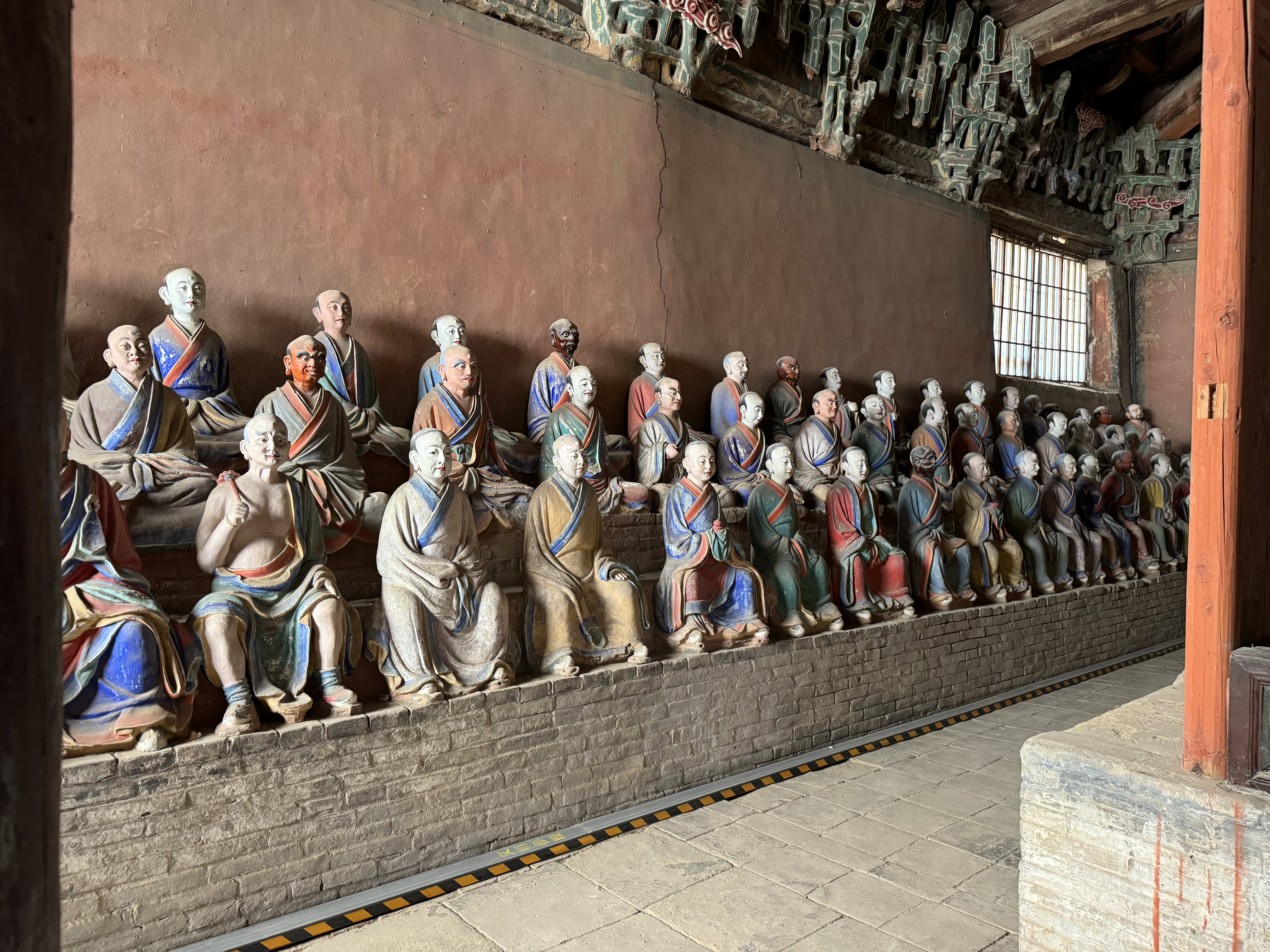
左侧罗汉塑像
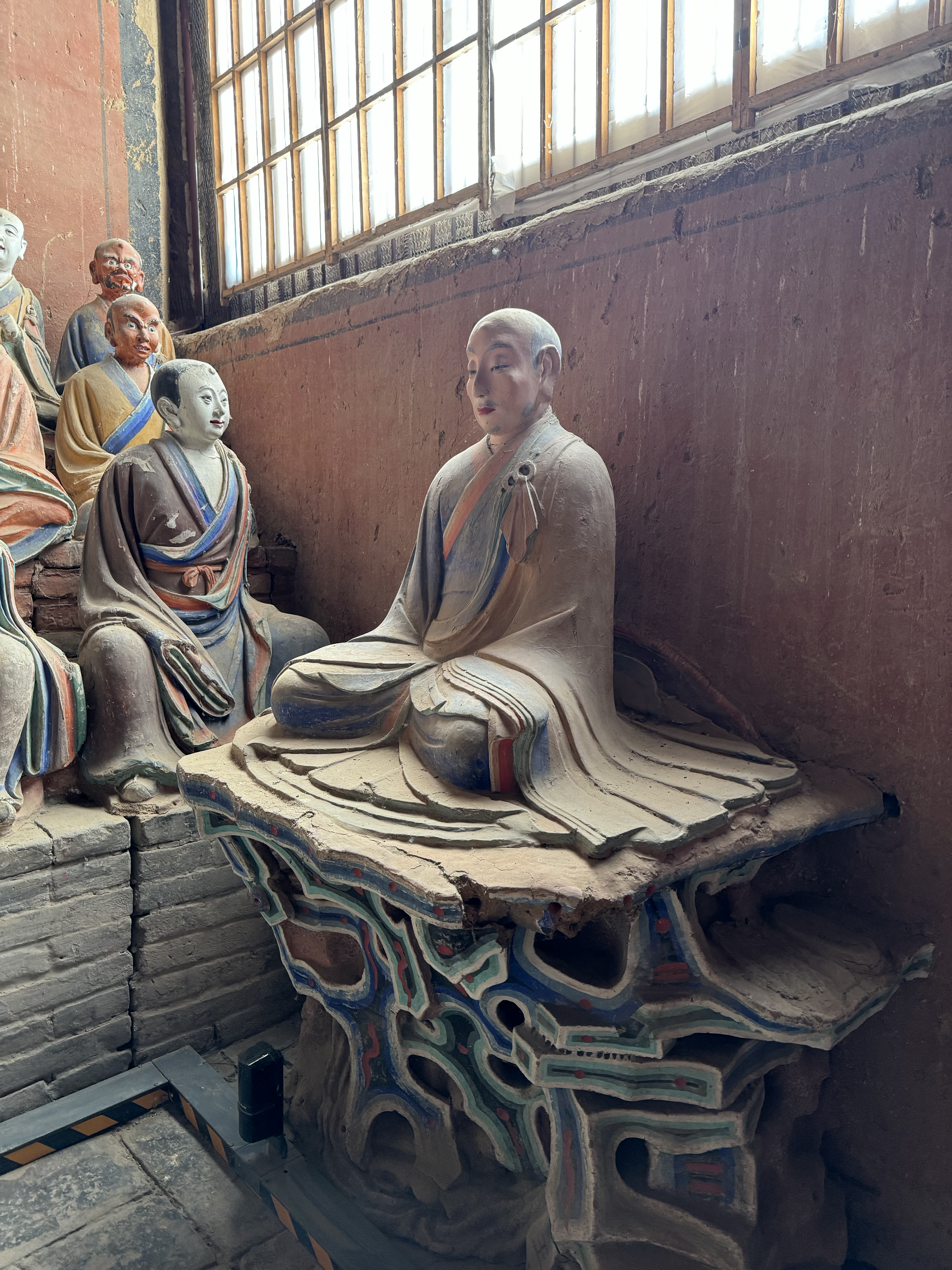
右侧本随禅师塑像
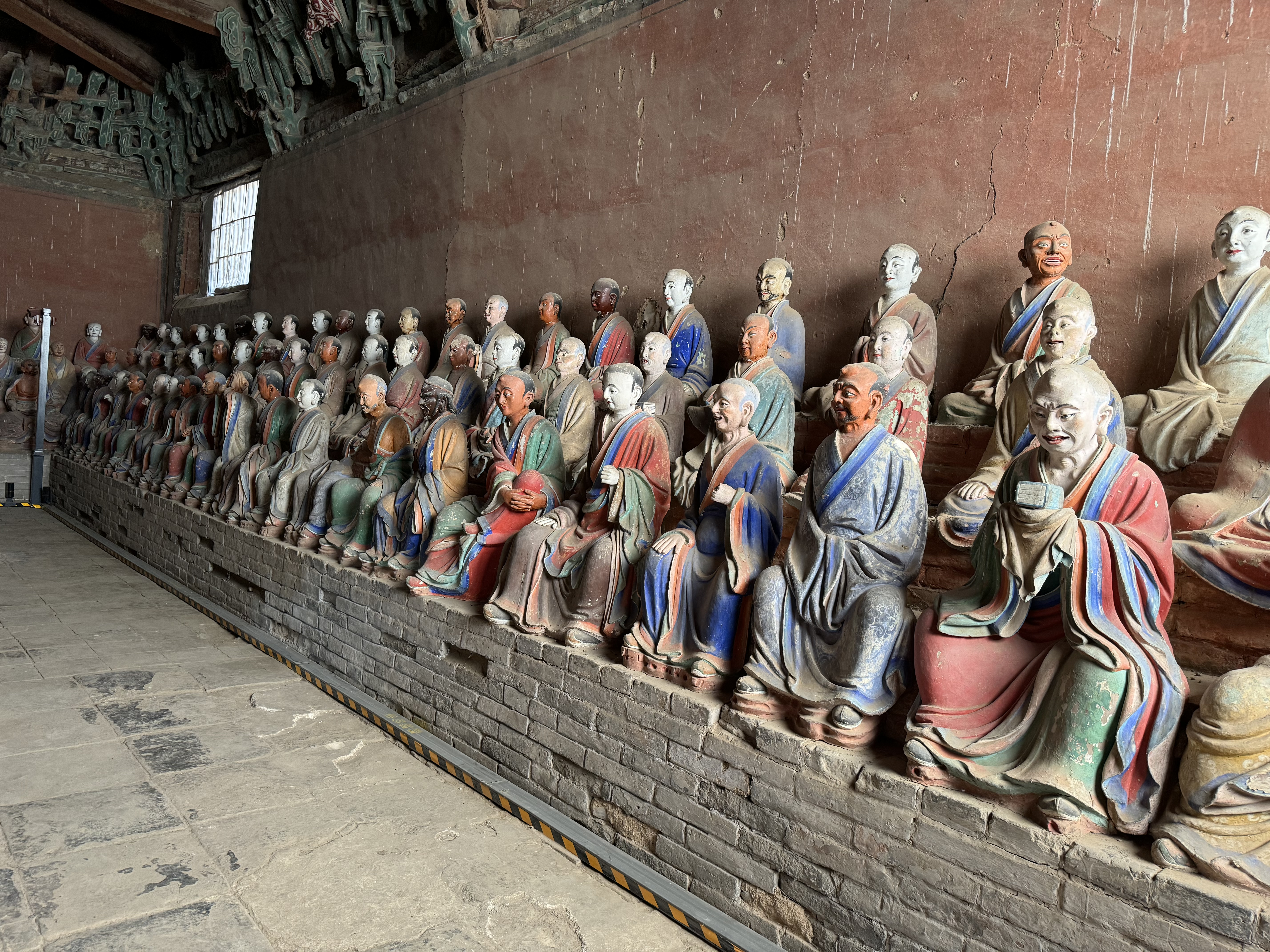
右侧罗汉塑像

## 佛光寺东大殿壁画
佛光寺东大殿内目前现存较完整有历代壁画15幅：内槽外侧栱眼壁壁画14幅，明间主佛台背后束腰壁画1幅，总共37.49平方米。此外，部分悬塑后尚存前代壁画痕迹。佛光寺东大殿留存壁画中有四幅壁画为唐代，内柱列北次间明间栱眼壁壁画和释迦摩尼佛座后侧束腰壁画的两幅壁画为唐代始建遗存。北稍间，南稍间栱眼壁画可能为唐代始建遗存。

### 北次间栱眼壁画-唐代“弥陀说法图”
壁画构图呈三组，中间为主尊结跏趺坐于中央，眉间出两道毫光，其左右共侍立五尊胁侍菩萨，佛座前绘有博山炉一尊，左右各绘有一尊供养菩萨。主佛群组两侧各绘两组菩萨。壁画最左侧绘有一比丘和二弟子，最右侧绘有两名供养人。
这幅栱眼壁画与大殿主佛坛上的阿弥陀佛佛像组群，以及两侧文殊、普贤菩萨、天王、供养人在题材和内容上是基本对应。唐代始建时期的前内柱列明间，次间外侧的三处栱眼壁画取材自应与之对应的佛坛中央三组佛像组群（由北向南壁画中心主佛分别为阿弥陀佛、释迦牟尼佛、弥勒佛）主尊佛像周边菩萨，胁侍的配置与主佛坛塑像相对应。壁画与塑像对象内容相互呼应证明东大殿始建时塑像与栱眼壁壁画应是统一设计制作的。

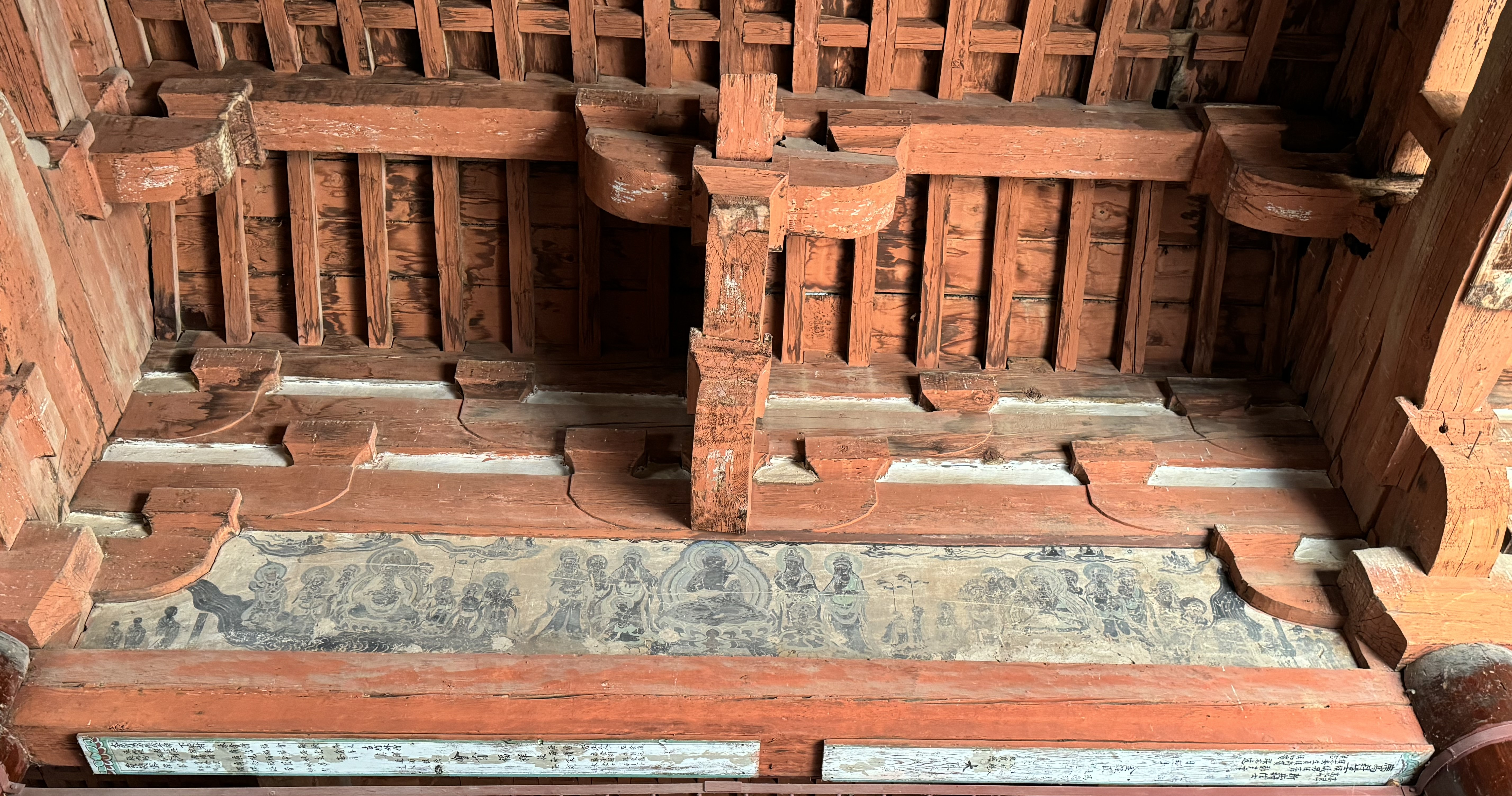
正面视角
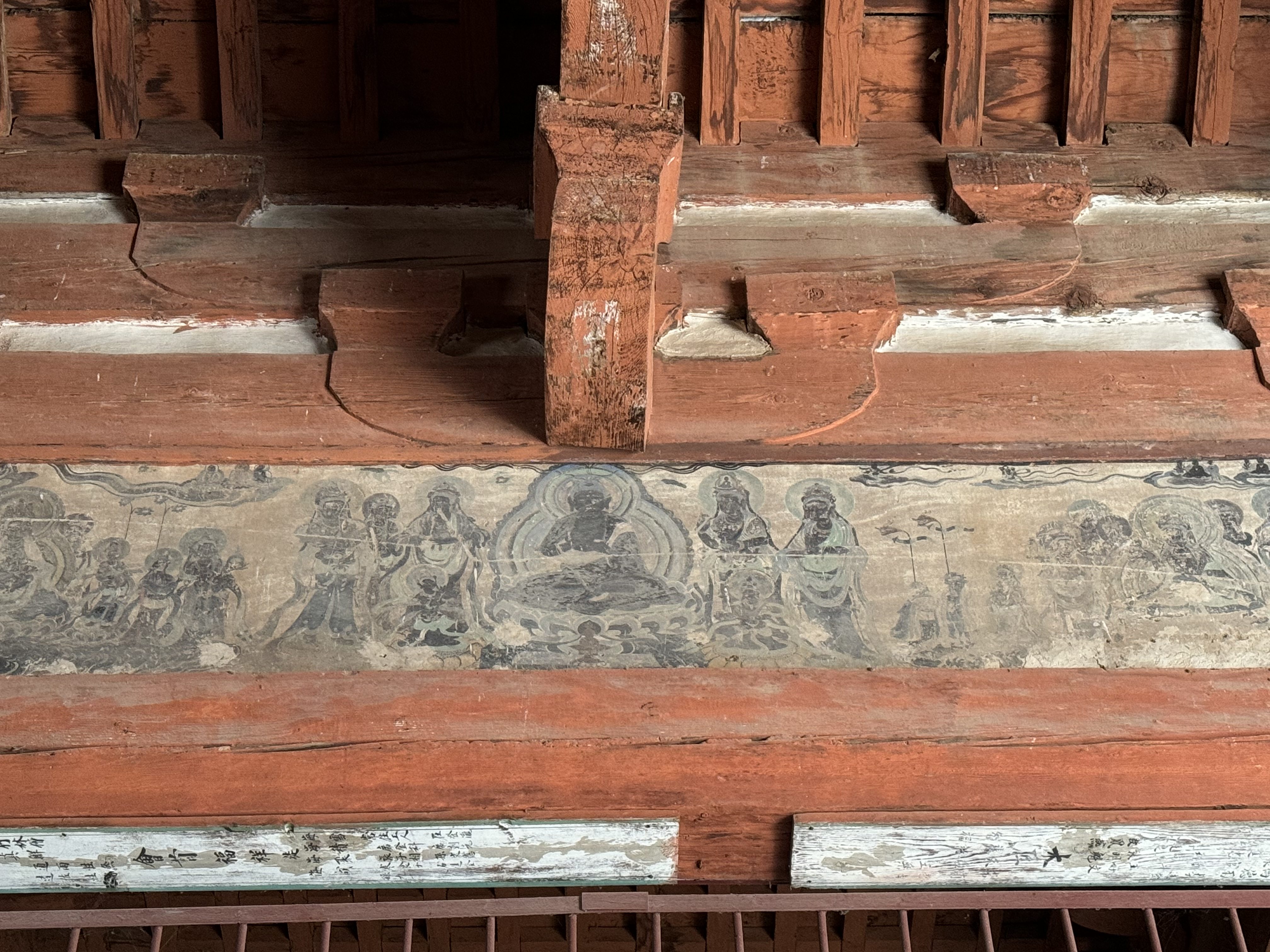
中间特写

### 北稍间，南稍间栱眼壁画-可能为唐代
北稍间，南稍间两幅栱眼壁画用青绿黄红绘制四色卷草花纹。对照宋代《营造法式》应为五彩遍装海石榴华铺地卷成做法。二幅壁画应为同一时期绘制。通过对壁画栱眼壁内的麦秸进行碳14测年，印证了这两幅壁画地仗层为唐代始建时期遗存。在X射线能谱检测中发现壁画中多种颜色含有铅、砷元素，明显区别于另外两幅宋代栱眼壁画中基本不含铅砷的情况，且与另一处认定为唐代的明间主佛台束腰壁画含量相近；但壁画整体铅砷元素含量又显著低于唐代原作的弥陀说法图。 

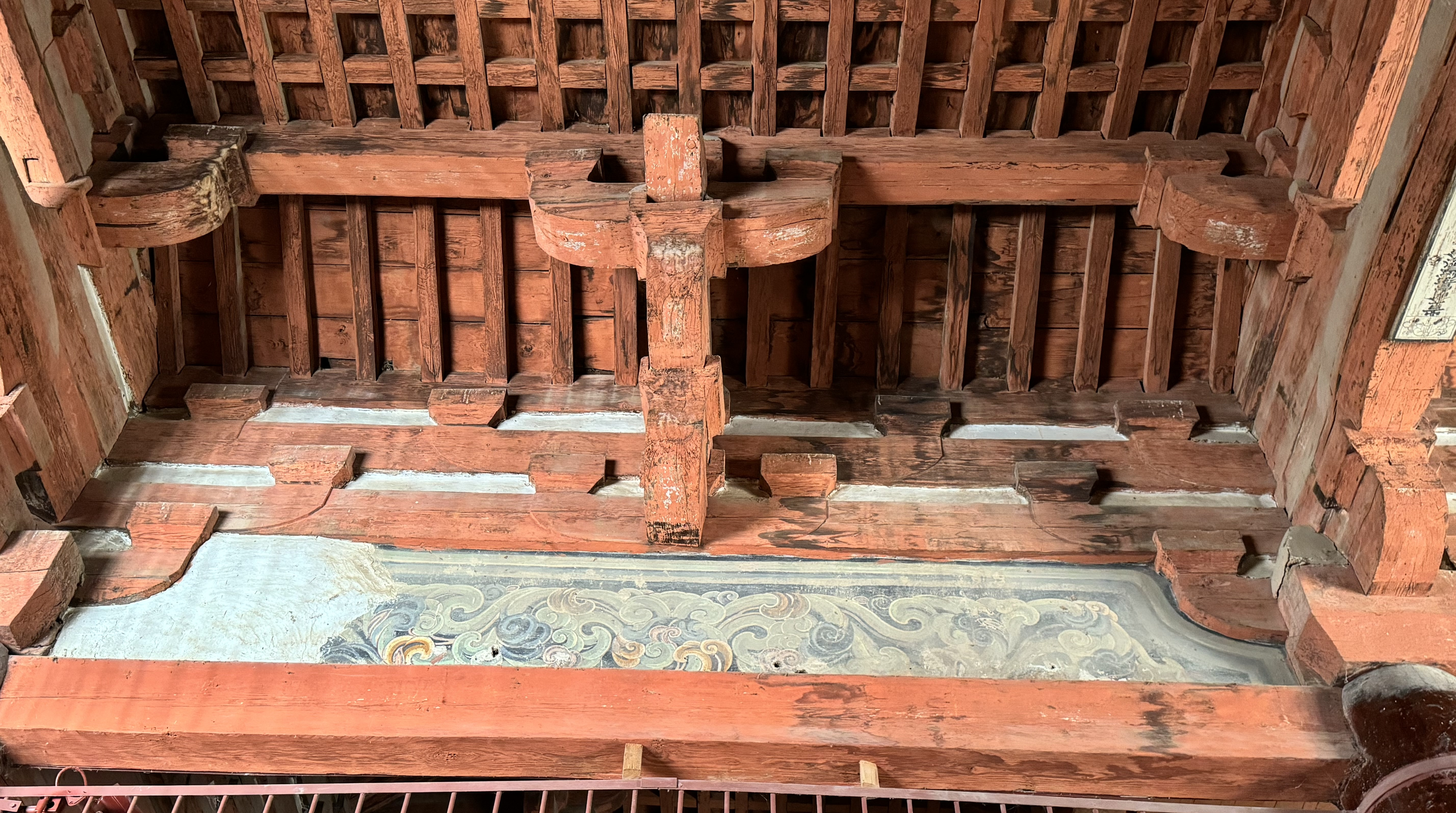
南稍间壁画正面
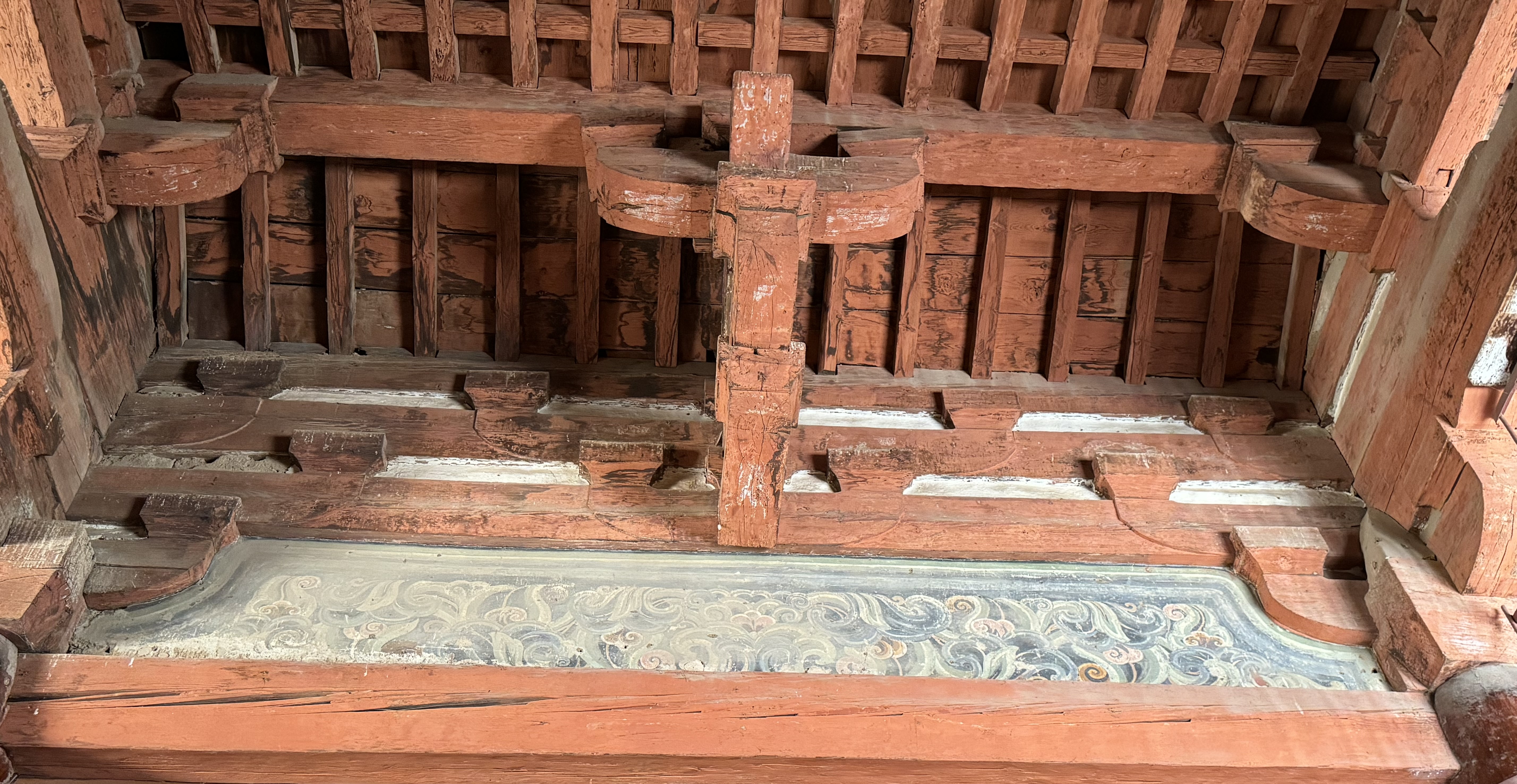
北梢间栱眼壁画正面
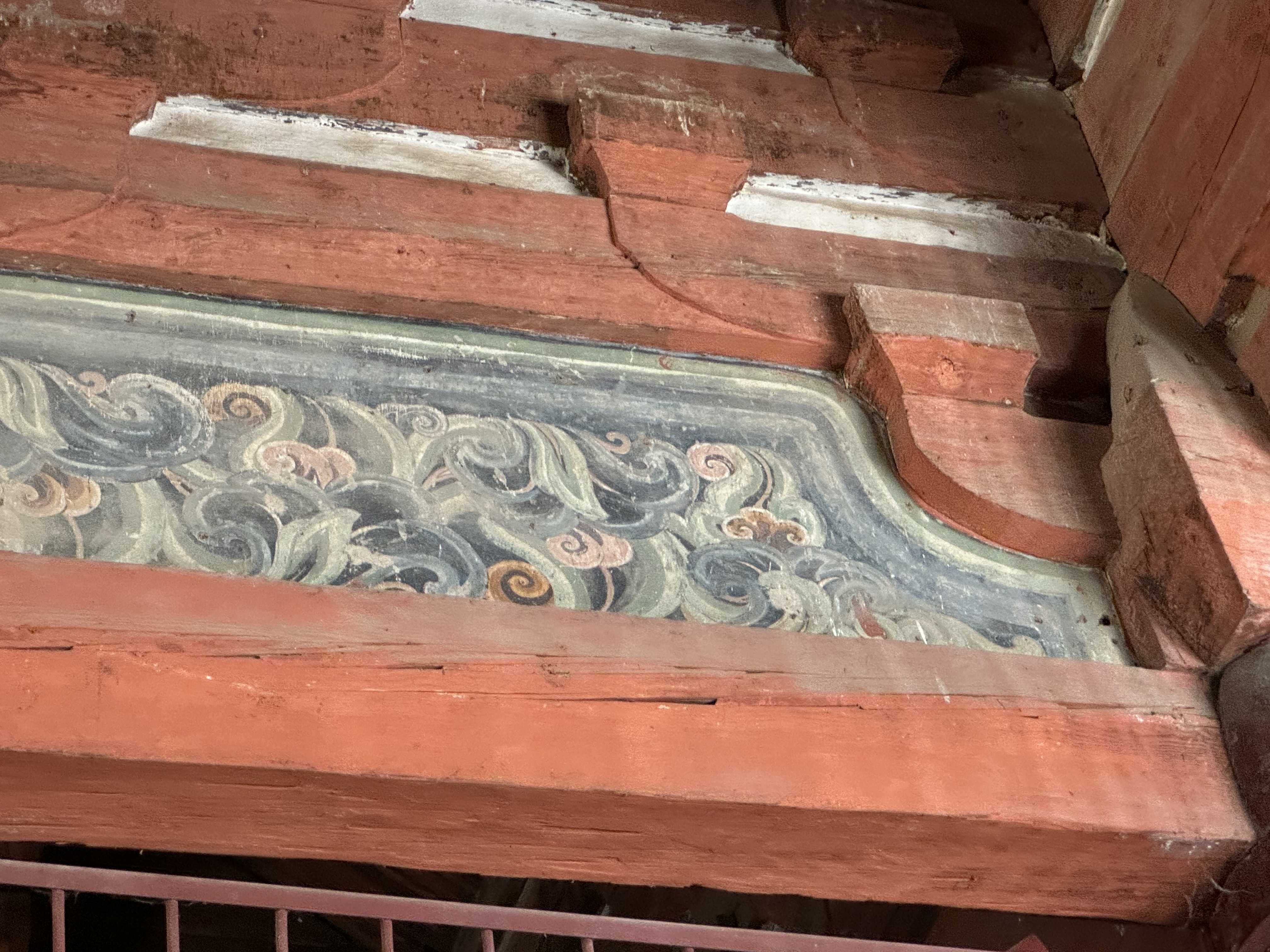
北梢间栱眼壁画细节

### 明间、南次间栱眼壁画-宋宣和四年（公元1122年）
两幅宋代栱眼壁画构图由壁画内容为上方八个圆光及其右下角与之对应的八个正方形贴说组成。每个圆光内绘制佛像群组，贴说内记述对应的佛名。两幅壁画最左下角有方形题记，梁思成考察佛光寺时尚可辨认题记宣和四年三月初纪年现今已不可辨。

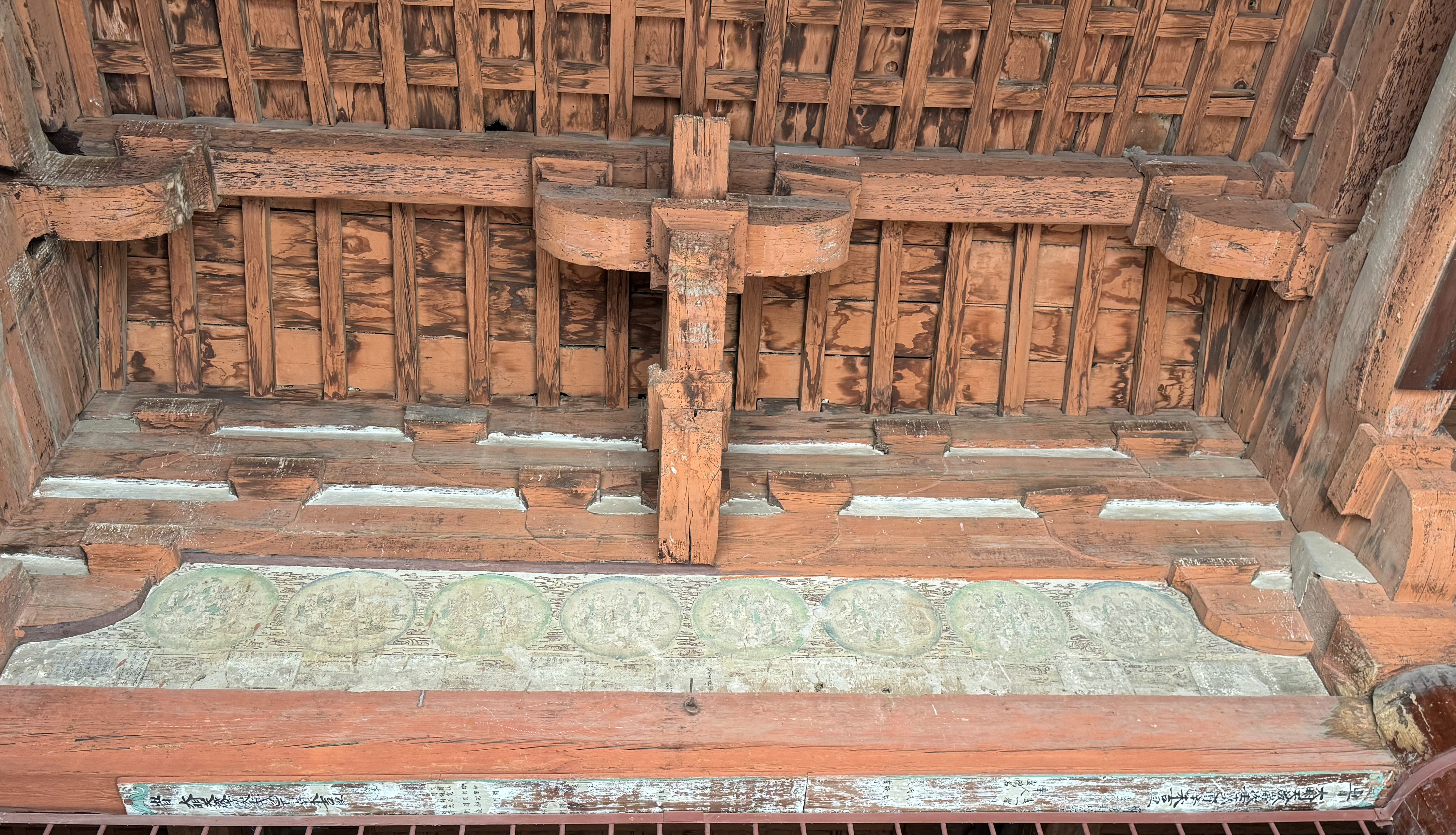
南次间壁画正面
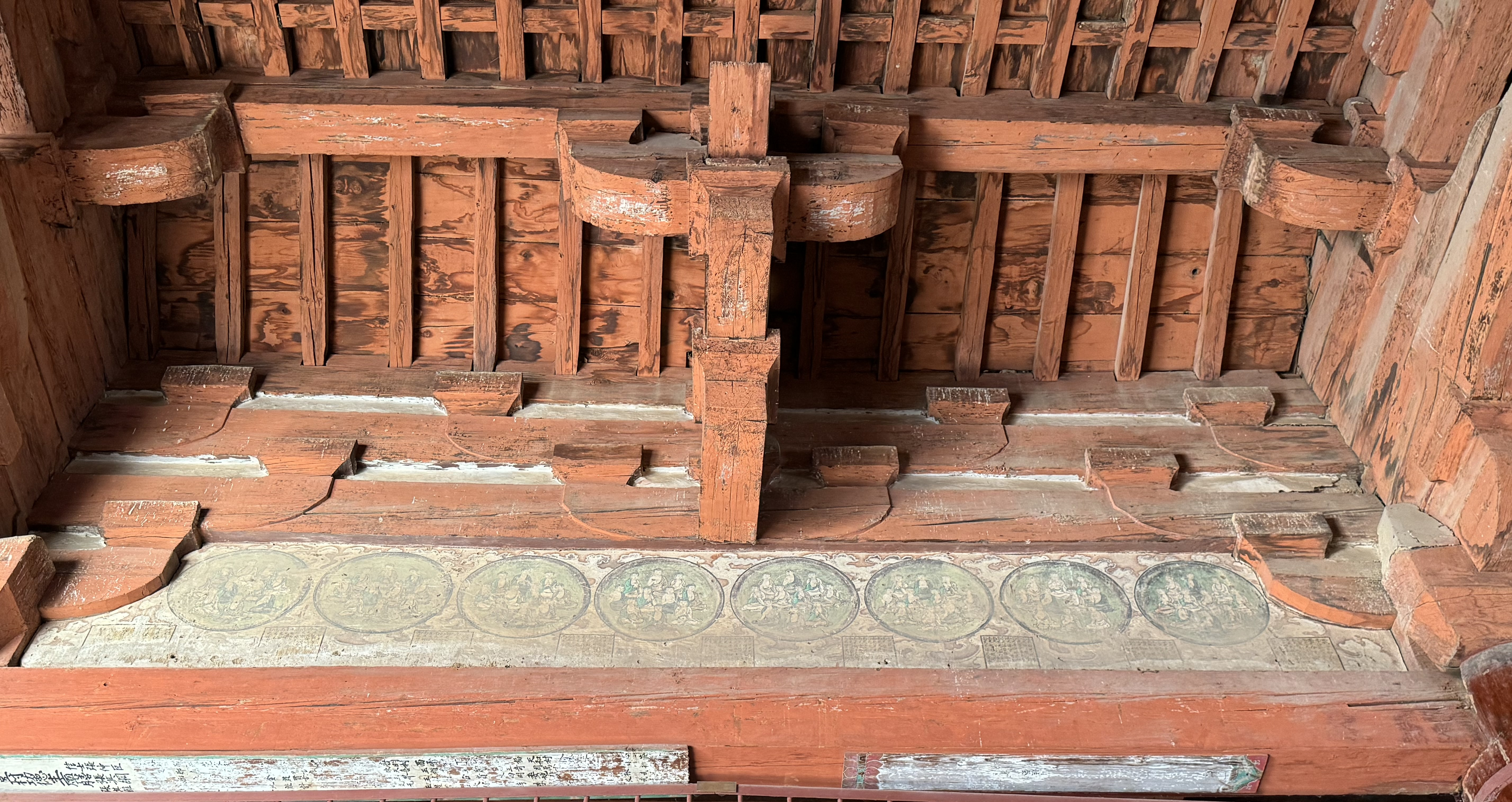
明间壁画
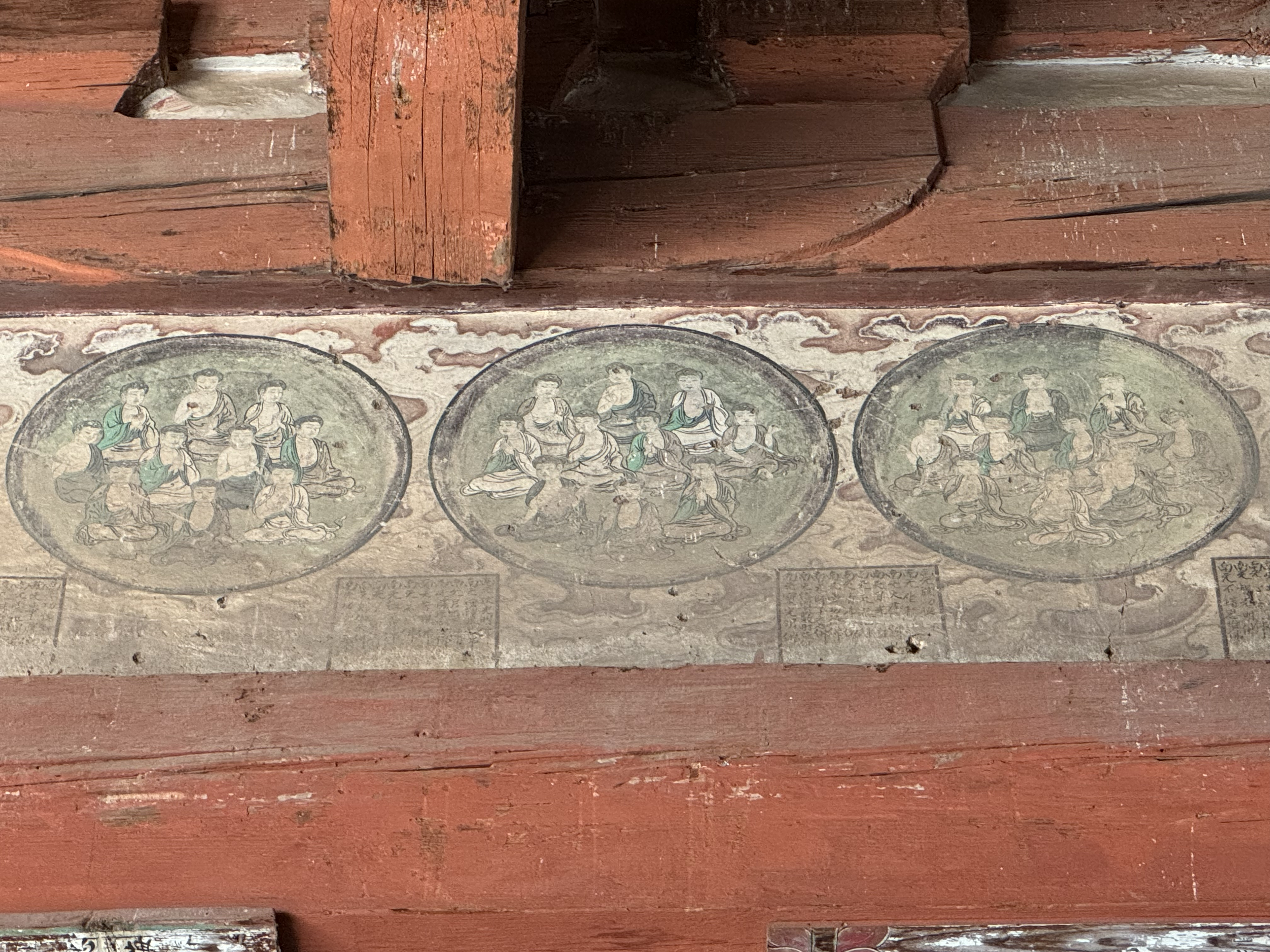
明间壁画细节

## 佛光寺弥勒大阁
弥勒大阁曾经是唐代佛光寺最为代表的建筑（现以不存）。其建造年代应该不晚于大和二年（828年），学界推测为唐贞元至元和年间（公元785-820）。其殿面阔七间，三层（可能类似于独乐寺，外观两层，内有一暗层）。殿高九十五尺（1唐尺=约0.295米，95尺便是约28米）。殿内塑大型弥勒像，七十二贤（宫廷为宣扬国家忠良圣贤而在寺内的塑绘尊像）万菩萨，十六罗汉，解脱和尚真身塔，锁骨了和尚塔。
弥勒大阁历史文献描述：
- 唐五台山佛光寺法兴传：“释法兴。洛京人也。……来寻圣迹乐止林泉。隶名佛光寺。……即修功德建三层七间弥勒大阁高九十五尺。尊像七十二位。圣贤八大龙王罄从严饰。台山海众异舌同辞。请充山门都焉。盖从其统摄。规范准绳和畅无争故也。大和二年春正月闻空有声云。入灭时至。兜率天众今来迎导。于是洗浴梵香端坐入灭。建塔于寺西北一里所。”[11]
- 《往五台山行记》：“二十六从建安尼院起，至大贤岭饭，四十里兼过山，名思良岭。又到佛光寺四十里宿。二十七夜见圣灯，一十八遍现。兼有大佛殿七间，中间三尊两面文殊、普贤菩萨。弥勒阁三层七间，七十二贤、万菩萨、十六罗汉、解脱和尚真身塔、锁骨了和尚塔，云是文殊、普贤化现。常住院大楼五间，上层是经藏，于下安众，日供僧五百余人。房廊殿宇更有数院，功德佛事极多，难可具载。”[10]

### 被毁年代
目前学界并未有统一的弥勒大阁被毁年代结论，柴泽俊《五台佛光寺》提出观点认为“唐武宗于会昌五年（公元845）敕令灭法，……佛光寺除祖师塔和周围几座墓塔外，全部毁坏。武宗死后，宣宗复兴佛法。到大中十一年（公元875），佛光寺才又在其旧址上重建起来。”其观点便是弥勒之阁毁于武宗灭佛。此观点与历史资料不符，大阁至少到长兴二年（931）时依然完整。
- 英藏敦煌文献S.397节选内容：“又到佛光寺四十里宿。二十七日夜见圣灯，一十八遍现。兼有大佛殿七间，中间三尊两面文殊、普贤菩萨。勒阁三层七间，七十二贤、万菩萨、十六罗汉、解脱和尚真身塔、锁骨子和尚塔，云是文殊、普贤化现。常住院大楼五间，上层是经藏，于下安众，日供僧五百余人。房廊殿宇更有数院，功德佛事极多，难可具载。二十九日从佛光寺起，至圣寿寺，尼众所居，受斋食，相去十里。斋竟，又行十里至福圣寺[10]。”王重民《敦煌遗书总目索引》中认为此段佛光寺经历写于某年五月二十五日，书写者参拜了佛光寺，圣寿寺，福圣寺及其圣迹。应是唐长兴二年（公元931）以后。此文书中书写者明确指出佛光寺有大佛殿七间，中间三尊为主佛，两面文殊普贤菩萨。这与现存东大殿及其内部彩塑特征完全吻合，应是文书中描绘的大佛殿。文书又说寺中有弥勒大阁三层七间，此证明弥勒大阁曾与东大殿同时共存且保存之唐长兴二年以后。
- 印度僧人普化大师之名，为普化巡礼五台山的游记（耿升译，收录于《法国学者敦煌学论文选萃》，中华书局1993年）。法国学者石耐德发现此法藏敦煌吐鲁番文献卷文书中上抄有“天福三年”年号（938年），而巡礼记中提到曾“礼降龙大师”。降龙大师记录其于925年圆寂，随后立舍利塔。所以可以肯定普化大师的巡礼发生于925-938年之间。2）文书中明确指出“礼弥勒之大像”。3）其又说在解脱师前焚香，对照“解脱和尚真身塔”的纪录，其焚香此塔比于弥勒大阁之内。4）“虔神于圣贤楼上”，此圣贤楼应是上文中所记弥勒大阁内有“七十二贤，万菩萨”[13][14]。

根据东大殿门口大明戊午年（1438年）立的《重修佛光寺神圣罗汉之碑》 记“至此佛光睹斯广殿重阁圣像嵬峨大殿赤壁之间上下皆空喜而虽止壁画三千一万菩萨望彩五百罗汉宏钟大鼓丛林之大兴也至今年深墙壁颓毁罗汉残缺”文中一万菩萨便是指弥勒大阁。碑文的描述说明弥勒大阁那时已经大概率被毁。

### 大阁在寺内位置
梁思成在《记五台山佛光寺的建筑》中指出，佛光寺的弥勒大阁及其它殿堂（包括东大殿），在武宗灭佛事件中“大概都遭到破坏”，而“今天的单层七间佛殿，必然是他（愿诚）就弥勒大阁的旧址上建立的。就全寺的地势说来，唯有现在佛殿所在的地位适宜于建阁，……其利用旧基，更属可能。”

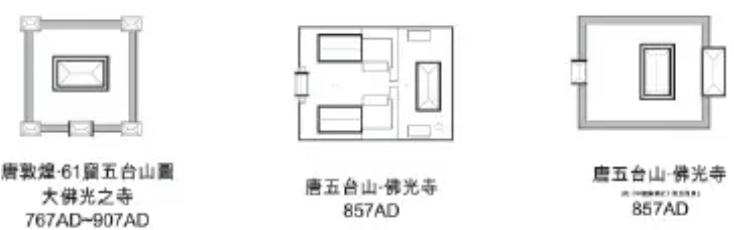
中国早期寺院配置的形态演变初探-大阁在寺内位置

刘敦桢认为“弥勒阁可能建于现在的第二层平台上，为全寺的主体”。另外《五台山图》中佛光寺如果是按照真实寺庙绘制，其大楼阁之形制可能反映的便是弥勒大阁。如果是变整个佛寺布局为阁-佛殿式布局形制，东大殿一直作为大阁东侧的佛殿。

## 保护
1961年3月4日，佛光寺公布为第一批全国重点文物保护单位。2009年6月26日，佛光寺连同其他五台山景观被联合国教科文组织列入《世界遗产名录》。

## 图库

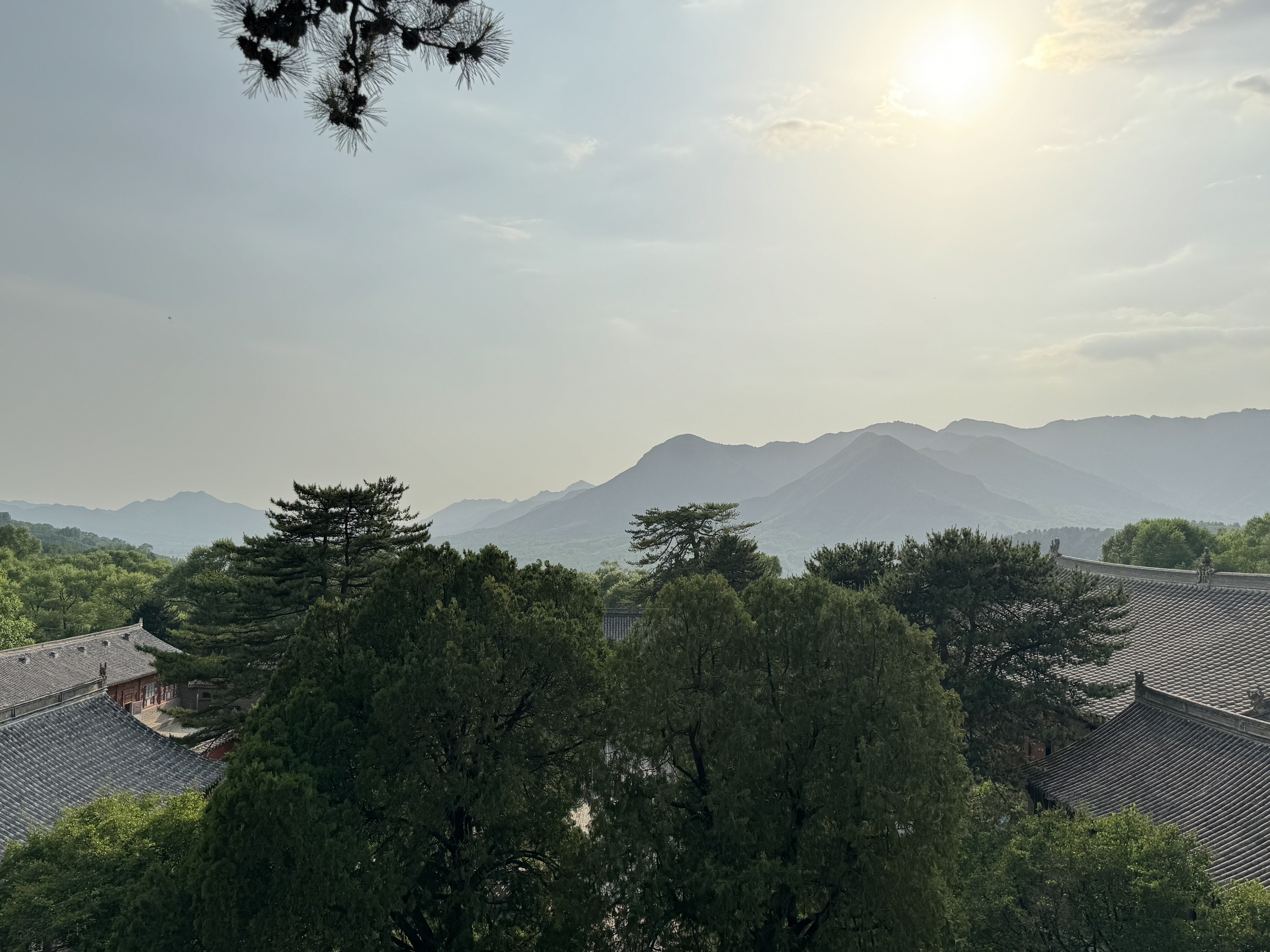
东大殿望向西面的山景
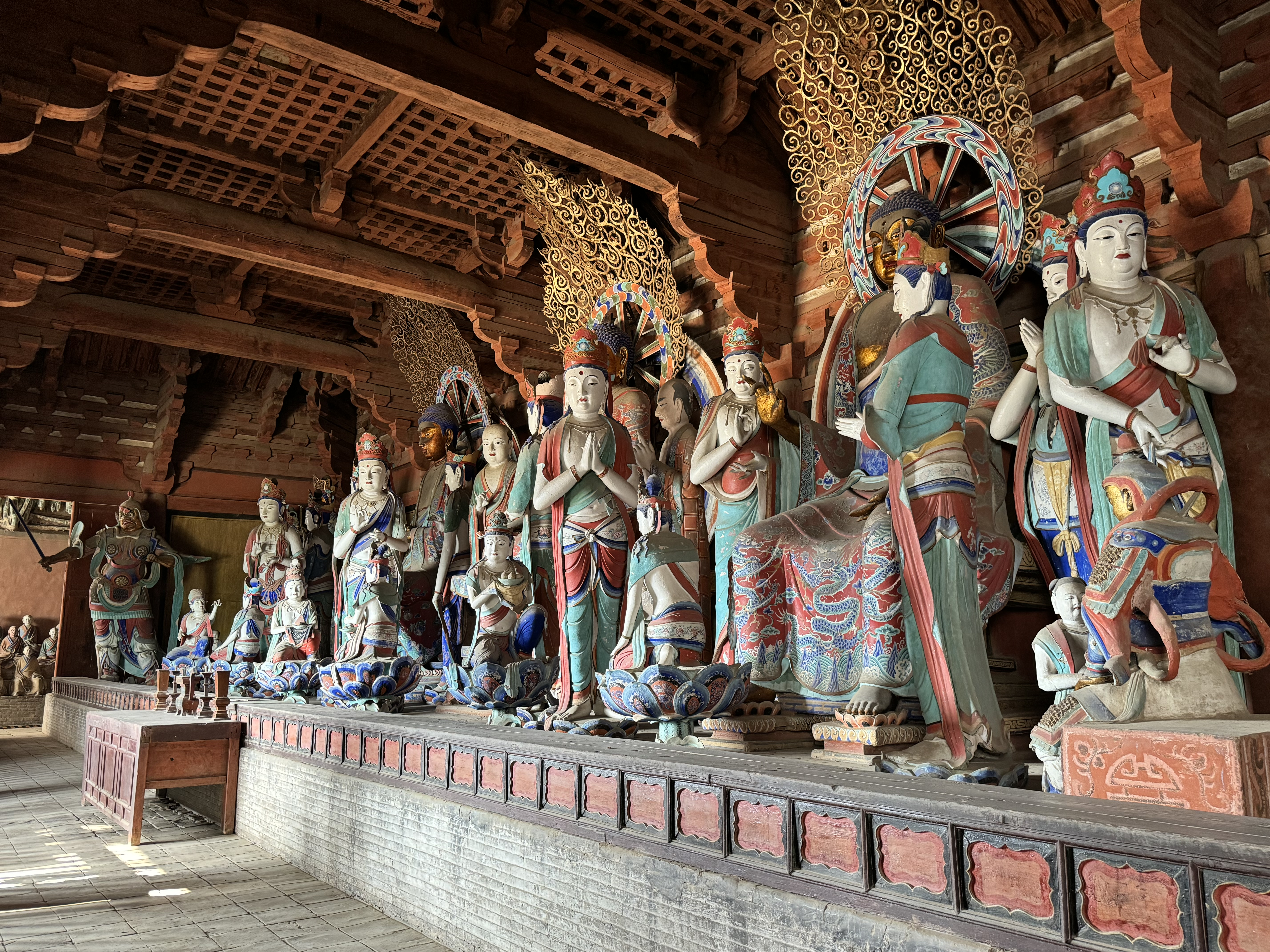
东大殿佛坛造像右侧面视角
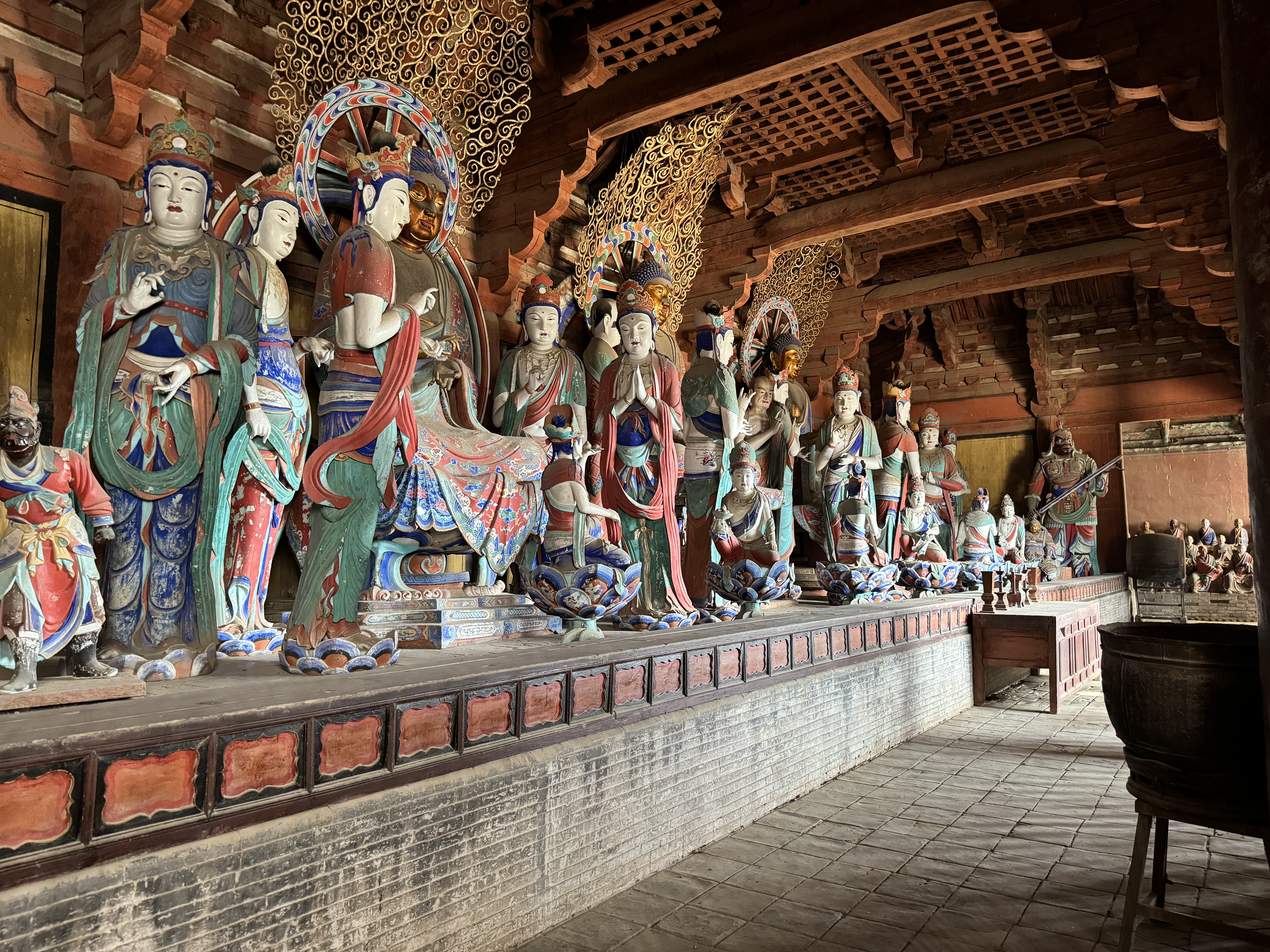
东大殿佛坛造像左侧面视角
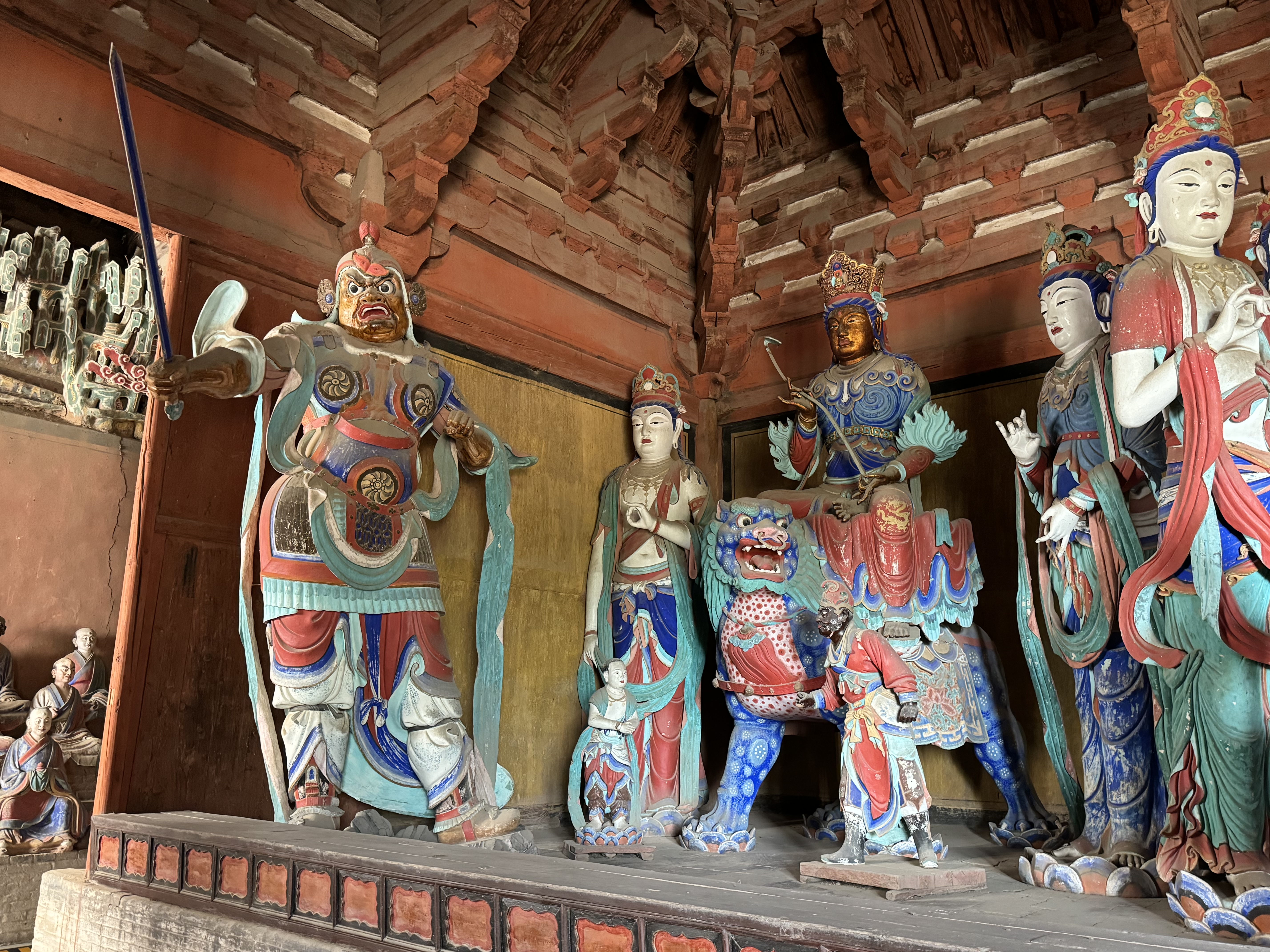
文殊菩萨群侧面视角
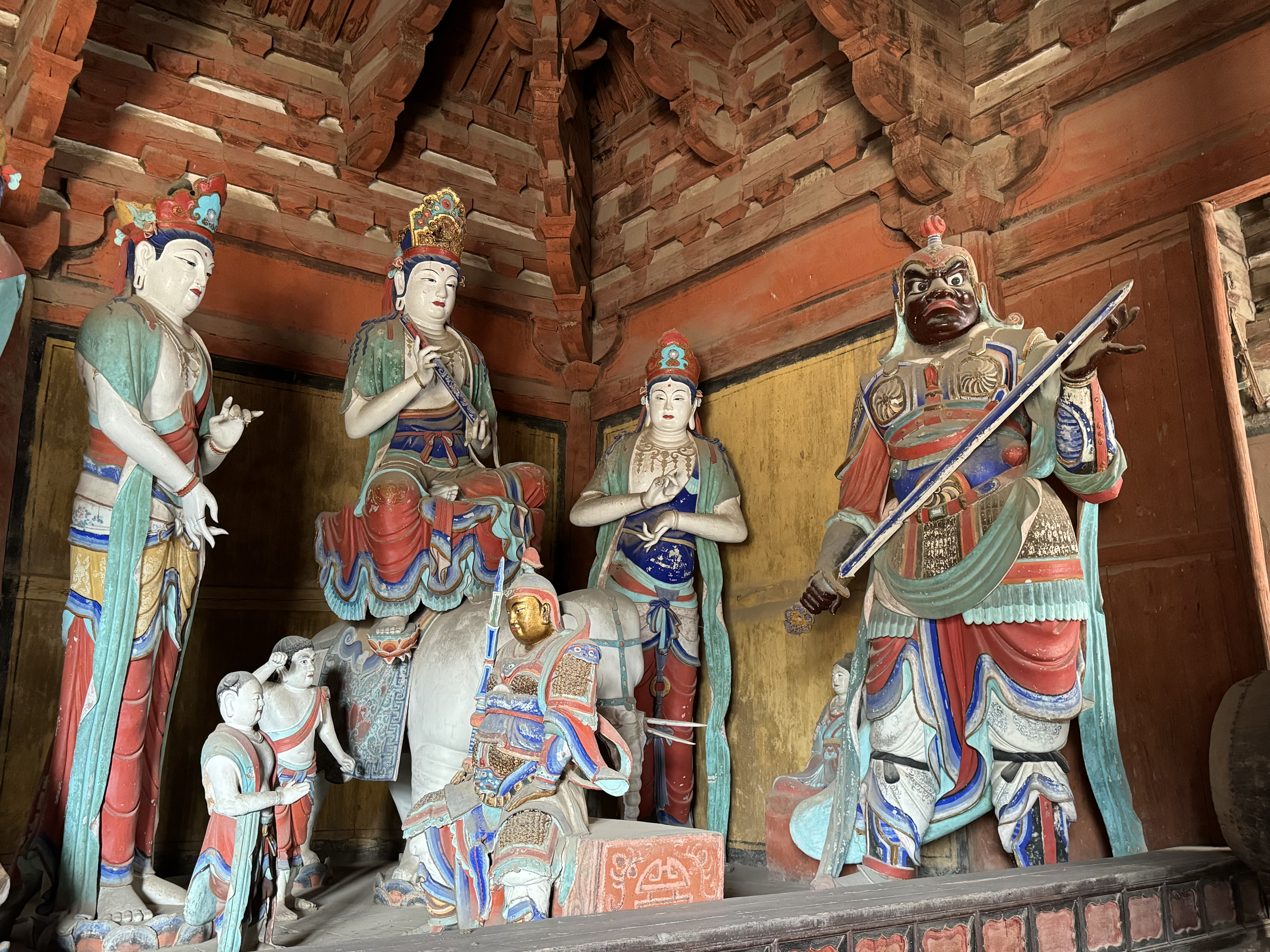
普贤菩萨群侧面视角
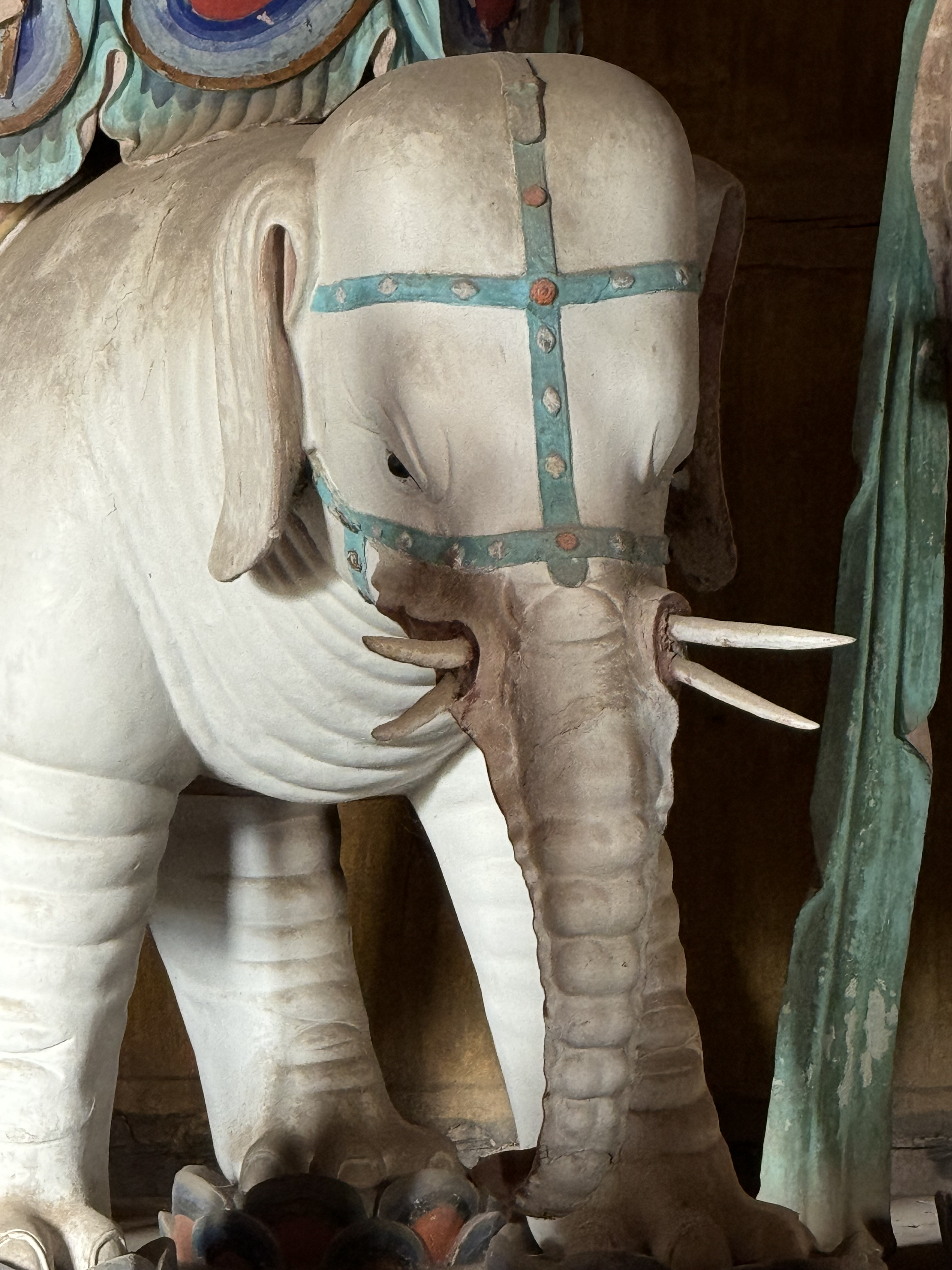
普贤菩萨组群白象特写
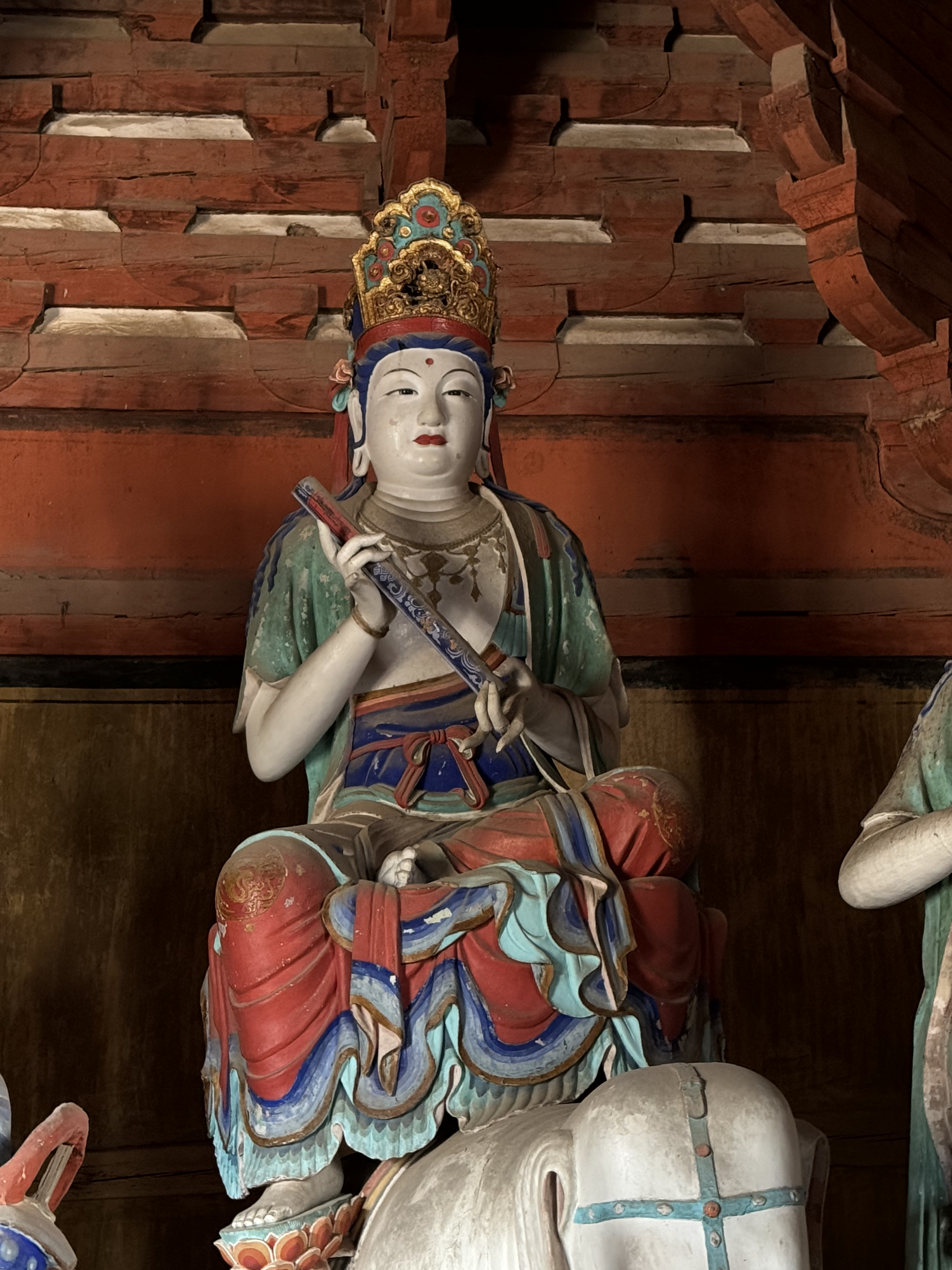
普贤菩萨特写
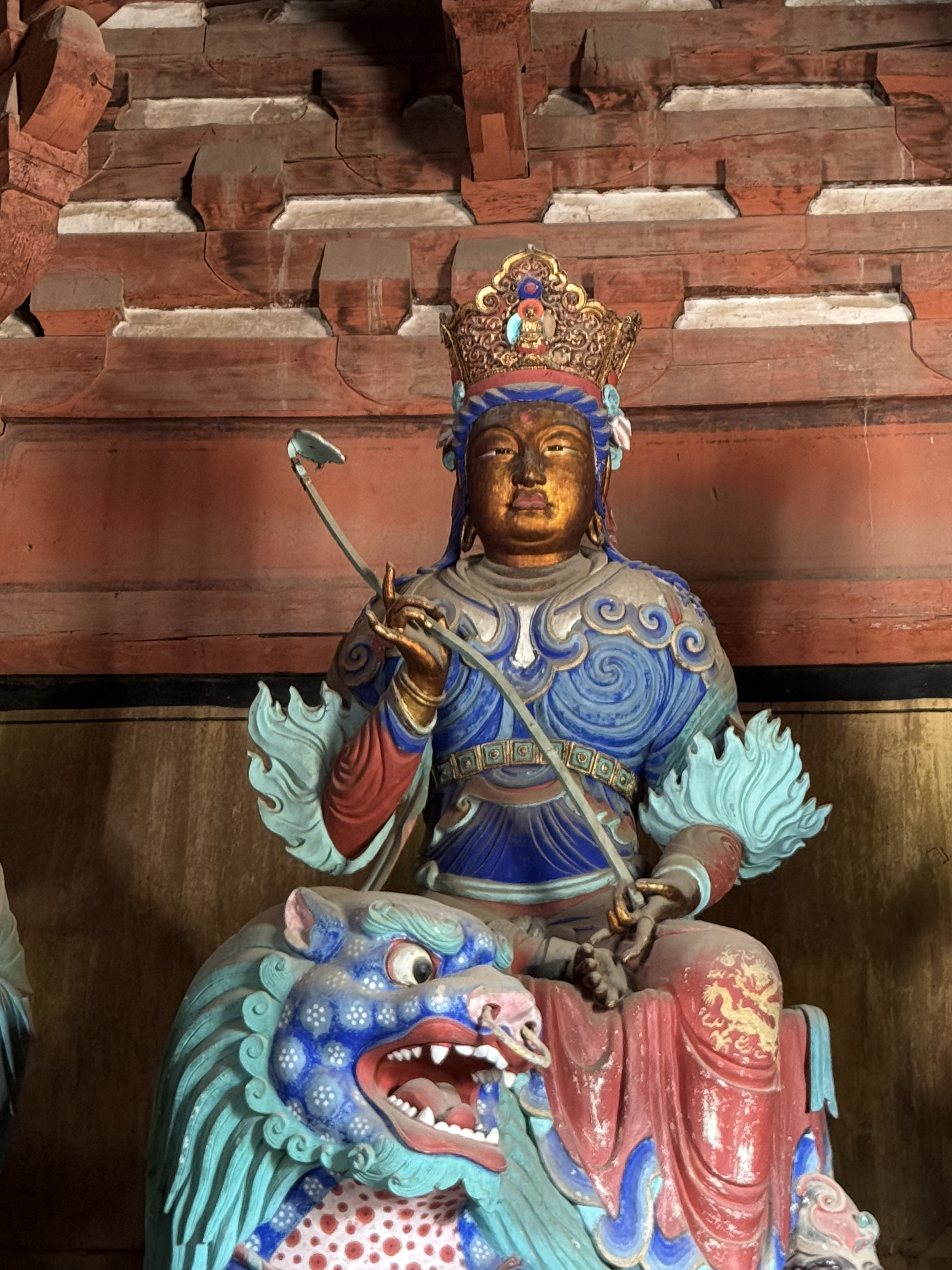
文殊菩萨特写
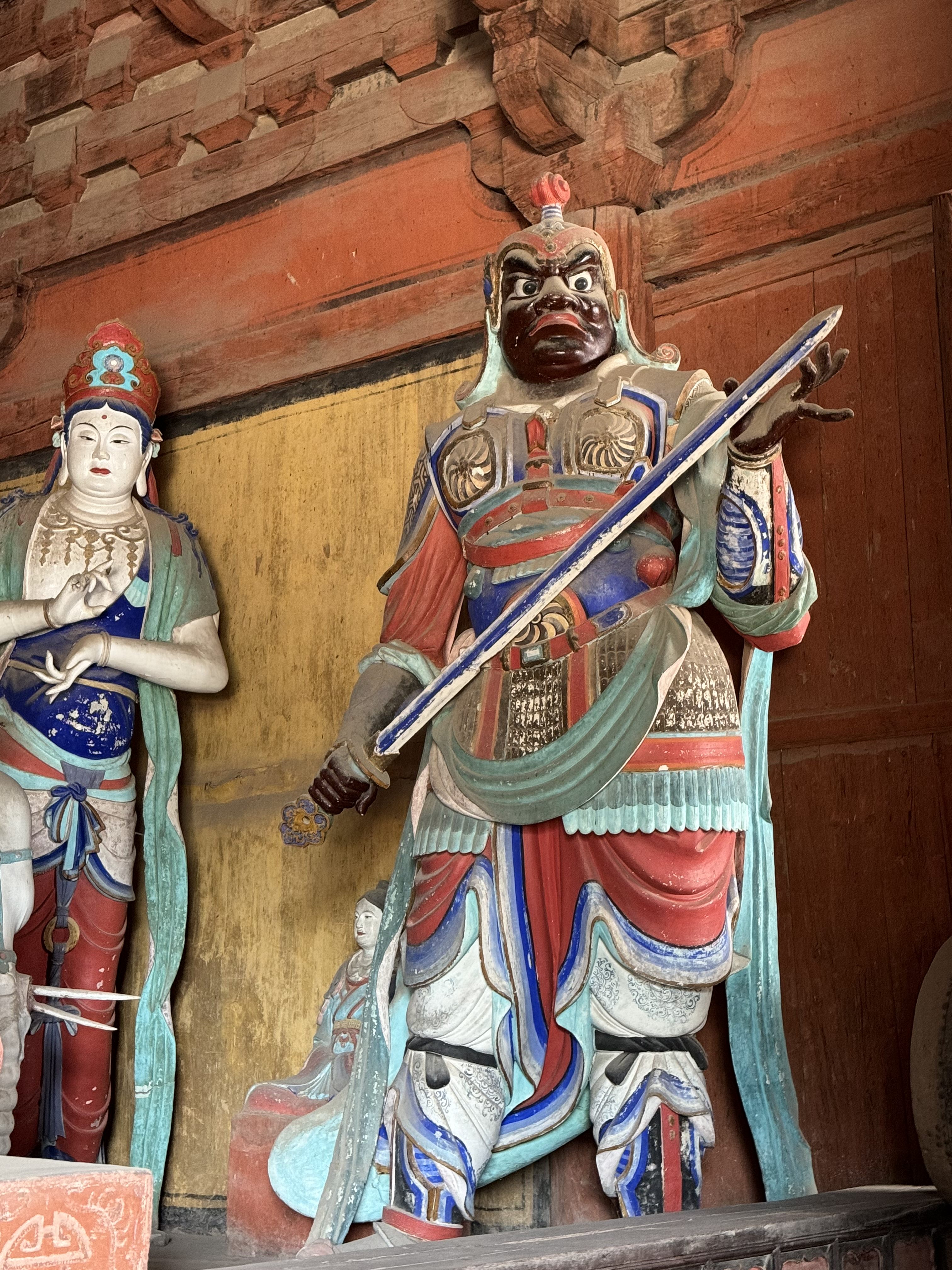
佛坛右侧天王特写
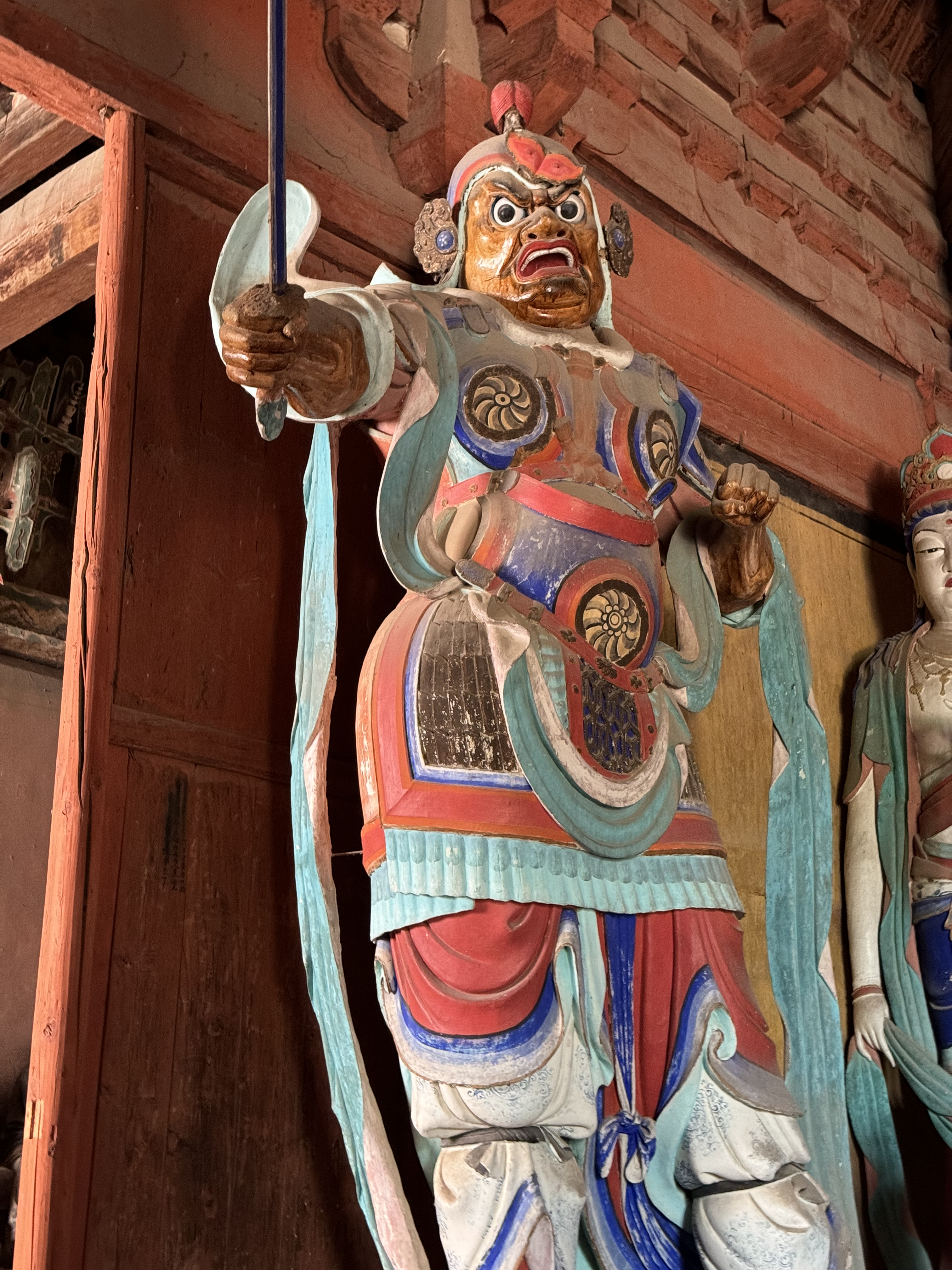
佛坛左侧天王特写